# St-Léonard-de-Noblat
Die Stiftskirche St-Léonard-de-Noblat steht inmitten des Altstadtkerns der gleichnamigen Stadt. Die französische Gemeinde liegt im Département Haute-Vienne in der Region Nouvelle-Aquitaine.
Saint-Léonard-de-Noblat befindet sich am Übergang einer wichtigen Straße von Bourges nach Bordeaux über die Vienne, die bereits vor der römischen Eroberung existierte. Die südlich der Stadt gelegene Brücke, die Pont-de-Noblat, stammt aus dem 13. Jahrhundert. Im Mittelalter hatte eine Burg des Bischofs von Limoges die Aufgabe, diese Straße zu kontrollieren. Im 12. Jahrhundert wurde es zu einer wichtigen Etappe auf der Via Lemovicensis, einem der vier französischen Hauptabschnitte auf dem Pilgerweg nach Santiago de Compostela.

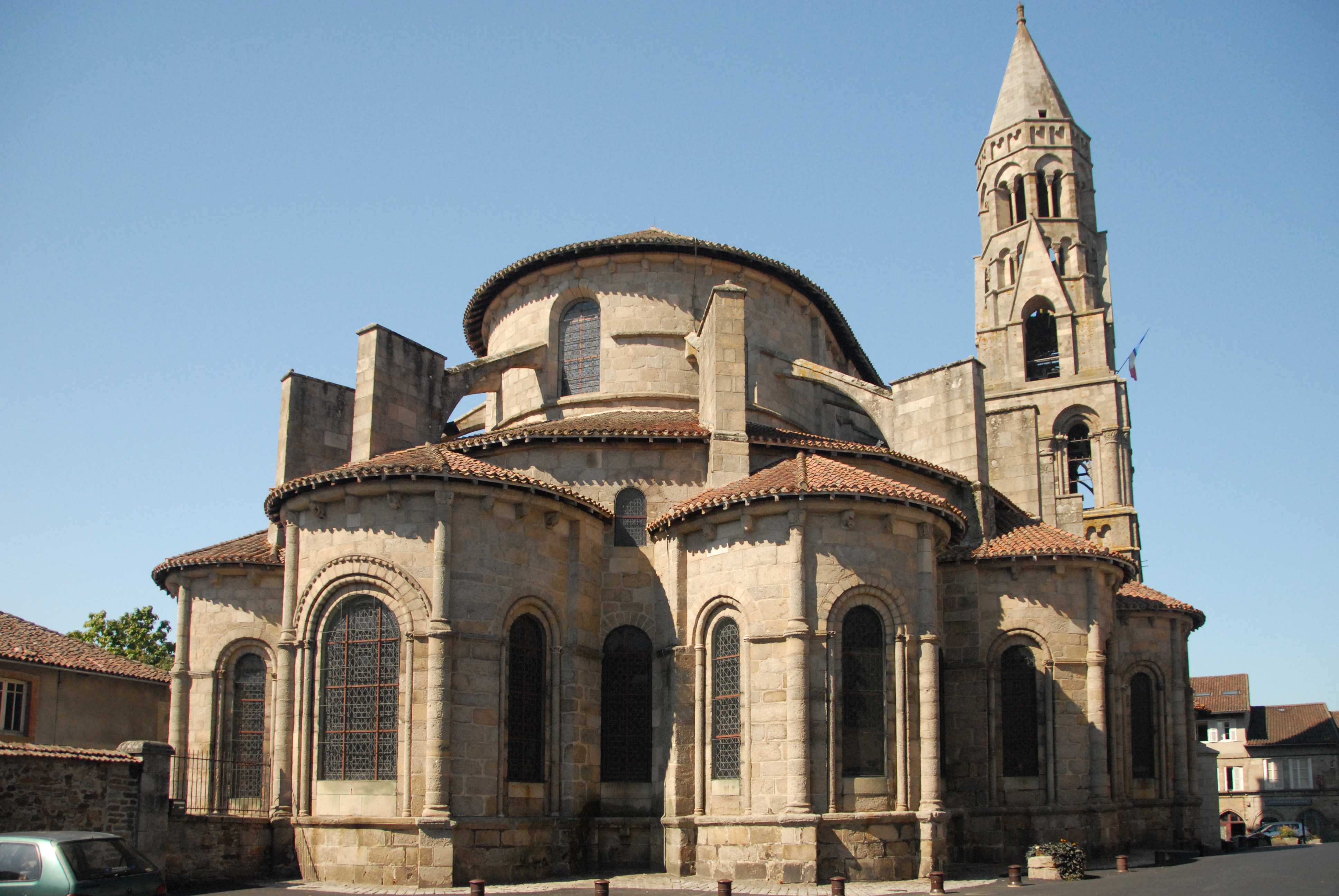
Stiftskirche St.-Léonard-de-Noblat, von Osten

## Geschichte

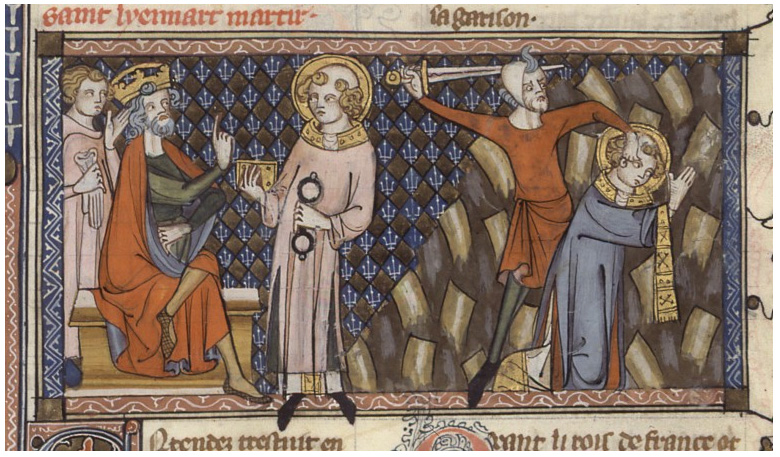
Richard de Montbaston: Vie des Saints (14. Jahrhundert). Der hl. Leonhard als Fürsprecher der Gefangenen vor dem Thron des Merowingerkönigs Chlodwig I.

Stadtwappen

Die Entstehung der Stadt Saint-Léonard-de-Noblat, mit ihr die Errichtung ihrer gleichnamigen Stiftskirche (fr. Collégiale), hat ihre Ursprünge in der Lebensgeschichte des hl. Leonhard von Limoges (fr. Saint-Léonard), die zunächst mündlich überliefert wurde, dann im 11. Jahrhundert erstmals niedergeschrieben worden ist. Der Text der Biografie weist den Charakter einer Legende auf.
Der Ort hatte sich deutlich vorher um das Grab des weithin verehrten Heiligen entwickelt. Er wurde in der Chronik des Ademar von Chabannes bereits um 1010 erwähnt, der Mönch in der Abtei Saint-Martial in Limoges war.
Leonhard war ein gegen Ende des 5. Jahrhunderts geborener und am Hof der Merowinger erzogener Adelssohn. Chlodwig I. (466–511) soll sein Taufpate gewesen sein. Gemäß seiner Biografie taufte und erzog ihn der Erzbischof Remigius von Reims (440–534). Von Mitleid erfüllt, suchte der junge Leonhard regelmäßig Gefangene auf und sprach erfolgreich für ihre Freilassung bei König Chlodwig I. beziehungsweise dessen Nachfolger Chlothar I. vor. Im frühen 6. Jahrhundert lehnte er die ihm angebotene Bischofswürde ab, um sich als Eremit in die Einsamkeit des unweit von Limoges gelegenen Waldes von Pauvain zurückzuziehen. Von seiner Zelle aus begann er, für Kranke und Hilfsbedürftige zu predigen. Er soll dort bald beachtliche Erfolge als Wunderheiler entwickelt und weithin großes Ansehen genossen haben.
Zu Grundbesitz kam Leonhard, nachdem er die hochschwangere Frau des Königs gerettet hatte. Das Königspaar jagte in den Wäldern von Limoges, doch die Königin lag in den Wehen und fing fürchterlich an zu schreien. Die Schreie hörte Leonhard und eilte der Königin zur Hilfe. Er rettete ihr und ihrem Kind das Leben. Der König – vermutlich handelte es sich auch um König Chlodwig I. – wollte Leonhard durch Reichtum Dank sagen. Doch der erbat sich lediglich so viel Waldfläche, wie er mit seinem Esel in einer Nacht umreiten könne. Den Wunsch erfüllte der König auch. Leonhard blieb auf seinem Land nicht lange allein. Er begründete eine weitläufige Landwirtschaft, mit deren Erträgen er „Abtrünnige“ loskaufen konnte, um sie wieder auf den rechten Weg zu bringen und die dann dort arbeiten konnten. So wurde er zum „Befreier der Gefangenen“. Im Andenken an die königliche Schenkung wurde das Gebiet lateinisch Nobiliacum („Ort der Edlen“) genannt, woraus später das Kloster Noblat wurde, das noch heute besteht.
Léonard-de-Noblat errichtete zunächst ein Oratorium, das der „Notre-Dame-de-sous-les-Arbres“ (Unsere Liebe Frau unter den Bäumen) gewidmet wurde. In dem Bethaus wurde am 6. November 559 sein Leichnam beigesetzt und weiterhin zur Verehrung aufbewahrt. Saint-Léonard galt seitdem als Schutzpatron derer, „die in Ketten liegen“, also der Gefangenen – aber auch der „Geisteskranken“, die man bis ins 18. Jahrhundert ankettete. Die Legende besagt, es seien durch das Gebet des hl. Leonhard oder durch an ihn gerichtete Fürbitten, sowohl vor als auch nach dessen Tod, auf wundertätige Weise die Ketten zahlreicher Gefangener zersprungen. Nach der Reformation wurde er auch Schutzpatron von Haustieren, besonders der Pferde, weil man die Ketten, mit denen er abgebildet wurde, irrtümlich als Viehketten deutete.
Das ehemalige Oratorium wurde bald zu klein und musste einer größeren Kirche weichen. Die Tradition der Pilgerfahrt zum Grab des heiligen Leonhard gab es bereits 1010, die zahlreiche und auch bedeutende Anhänger fand. So reiste etwa 1023 eine Gruppe von Geistlichen mit einem Vogt namens Jourdain de Laron dorthin. Der wurde noch im selben Jahr Bischof von Limoges und förderte die Entwicklung der Pilgerfahrt. Er veranlasste später die Niederschrift der oben genannten Biografie und regte vermutlich auch die Planung einer neuen Kirche an.
Weder vom Oratorium noch von der ihm folgenden Kirche sind heute Reste erhalten. Es gibt allerdings eine Überlieferung, nach der die für die Grabpflege zuständigen Geistlichen um ein Zeichen baten, an welcher Stelle man einen Neubau errichten sollte. In der folgenden Nacht bedeckte eine für das Limousin ungewöhnlich dicke Schneeschicht das Land, bis auf eine Stelle, an der dann die erste große Kirche gebaut wurde. Dieses dritte Gotteshaus, von dem die Mauern des Haupt- und Querhauses noch weitgehend erhalten sind, wurde in der ersten Hälfte des 11. Jahrhunderts errichtet.
Die Stiftskirche bietet heute, auf Grund der unterschiedlichen Bauepochen und Erweiterungen, eine recht verwirrende Erscheinung.
Folgende Bauabschnitte werden unterschieden:

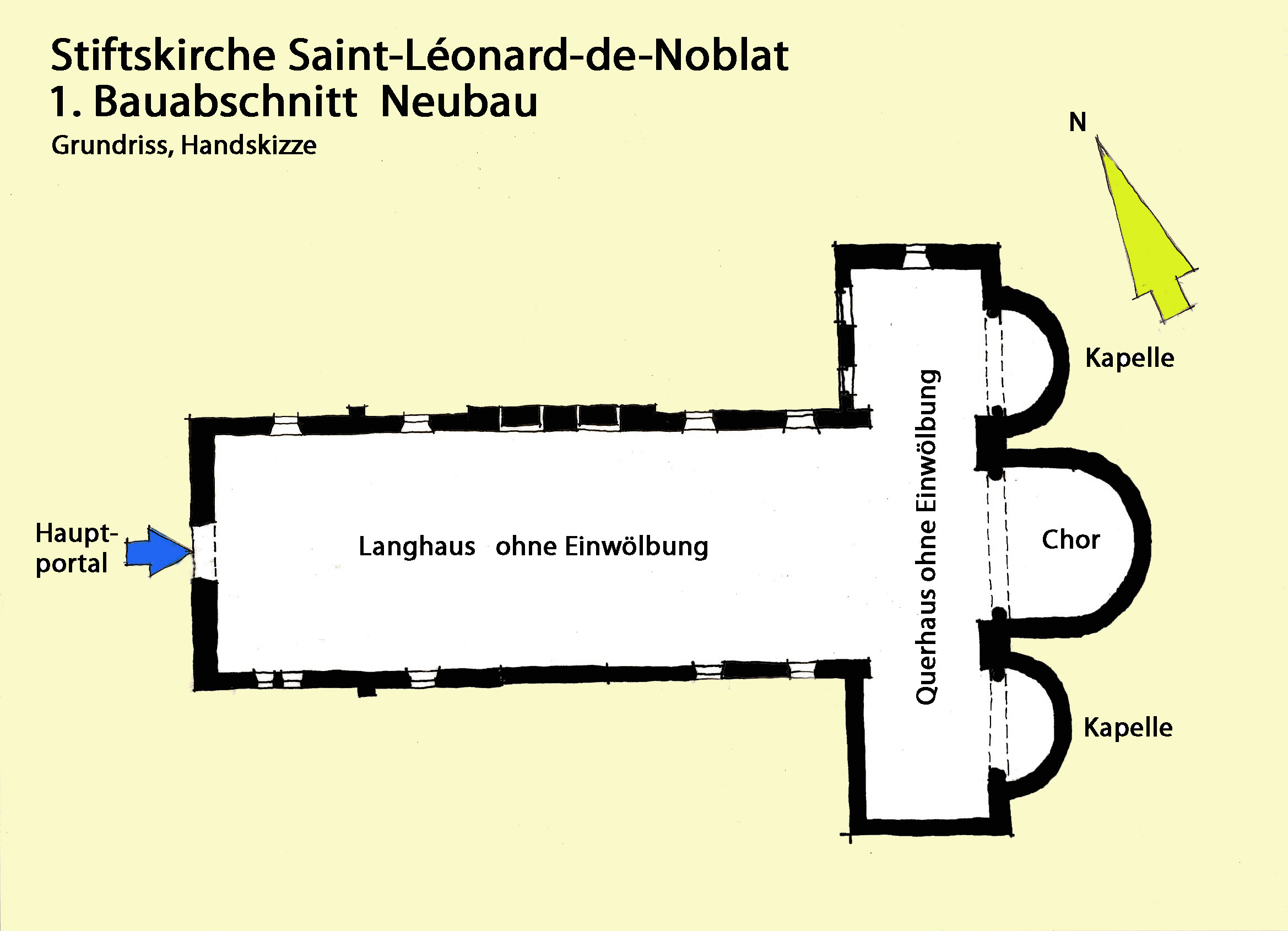
Grundriss, I. Bauabschnitt, Handskizze

1. Ab Anfang 11. Jahrhundert (Neubau des Ursprungsbauwerks)
Errichtung des Ursprungsbauwerks einer großen Kirche zur Verehrung des heiligen Leonhard. Der schlichte romanische Grundriss besitzt die Form eines lateinischen Kreuzes aus einem lang gestreckten Hauptschiff ohne Gliederung in Joche und einem Querschiff mit ausladenden Armen. Das Chorhaupt bestand sehr wahrscheinlich aus einem einfachen Chor mit Apsis und zwei getrennten Apsiden der Querhauskapellen. Die durchfensterten Wände der Schiffe weisen schlanke Querschnitte auf, was steinerne Einwölbungen ausschließt, abgesehen vom Chor und den Kapellen. Die Schiffe waren mit gezimmerten Dachstühlen und Satteldächern überdeckt. Dieser Ursprungsbau war zunächst noch keine Basilika und keine Stiftskirche. Sie unterstand aber einem Kapitel von Kanonikern (fr. Église du chapitre canonial), das in entsprechenden Klostergebäuden untergebracht sein musste, von denen aber keine Überlieferungen bekannt sind.

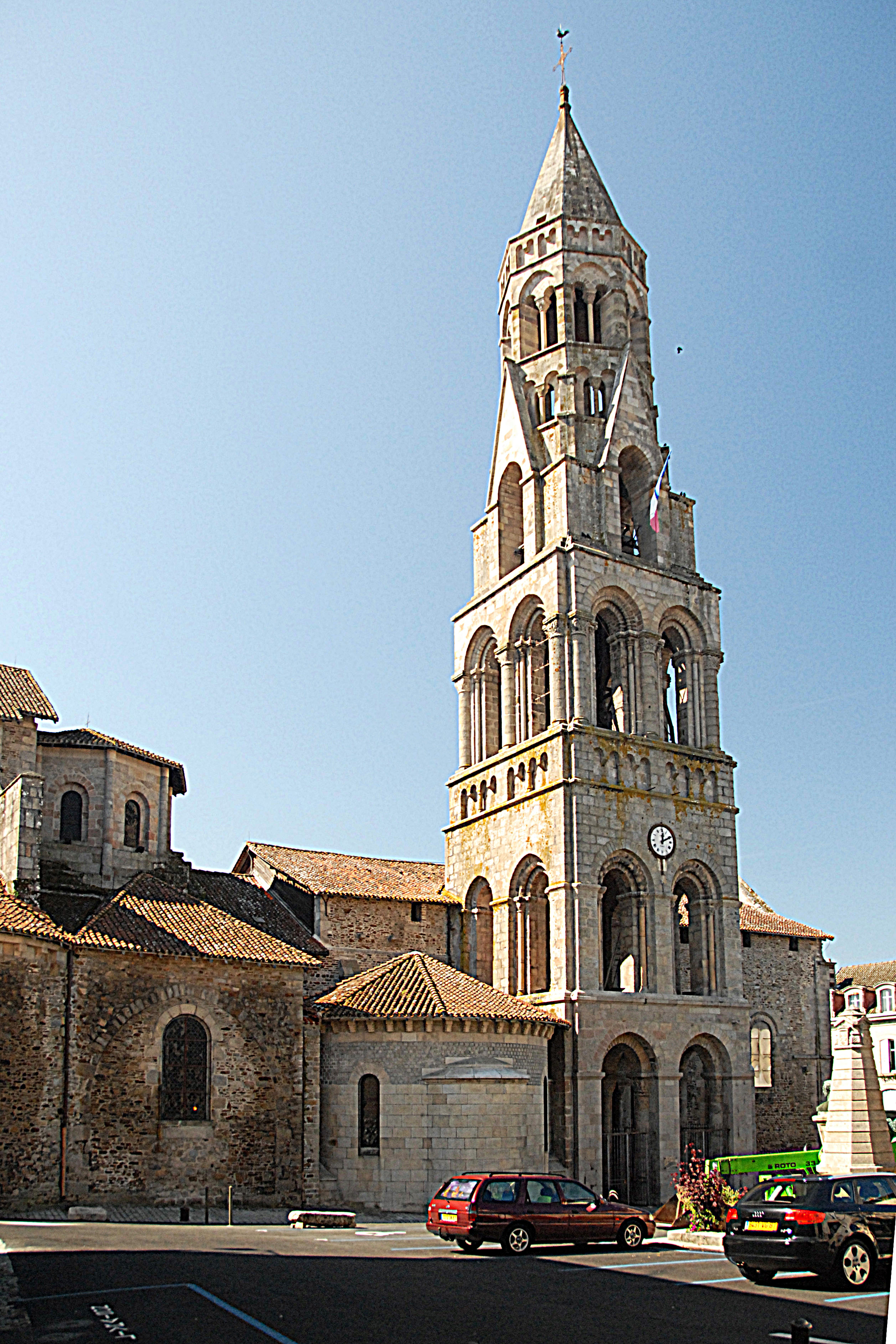
Ansicht von NO, 1. bis 4. Bauabschnitt

2. Gegen 1075 (Anbau der Grabeskapelle)
Auf der Nordseite der Kirche wurde im Winkel zwischen Haupt- und Querschiff eine „Grabeskapelle“ in Form einer kreisrunden Rotunde (Zentralbau) angebaut, mit einem inneren Arkadenkranz, steinernen Einwölbungen und vier halbkreisförmigen Kapellen. Solche Zentralbauten wurden damals in Erinnerung an die Rotunde der Grabeskirche von Jerusalem errichtet. Es waren keinesfalls Baptisterien (Taufkapellen). Beispiele in Frankreich sind etwa die Krypta der Kathedrale von Dijon oder die Rotunde von St-Jacques de Neuvy-Saint-Sépulchre.
3. Ende des 11. Jahrhunderts (Einbau der Kuppeln, der Vierungslaterne, der Gewölbe im 4. und 5. Joch des Langhauses).
Man hatte sich für die steinernen Einwölbungen des Querschiffs und des Hauptschiffs entschieden. Das Querschiff erhielt drei Pendentifkuppelwölbungen, die mittlere mit einer Laterne aus einem achteckigen Tambour. Im Langhaus wurden zunächst die Joche 4 und 5 mit Tonnengewölben überdeckt. Da die schlanken Außenwände keine Gewölbe tragen konnten, teilte man das ehemalige Hauptschiff in ein Mittelschiff, flankiert von zwei schmalen Seitenschiffen. Die Hauptlasten der Gewölbe tragen nun die Scheidewände (zwischen den Schiffen) und die sie tragenden Pfeiler. Die in dem Bereich mit flachen Wandpfeilern verstärkten Außenwände übernehmen nur noch geringe Restlasten. Mit den Einwölbungen erhielt die Kirche den Aufriss einer Pseudobasilika.
4. Anfang des 12. Jahrhunderts (Wölbungen der Joche 1 bis 3 und Anbau des Glockenturms)
In Verlängerung des Mittelschiffs der Joche 4 und 5 entstanden drei Joche mit Tonnengewölben. Statt der Abstützung der Gewölbe mit den Seitenschiffen entschied man sich hier für den Einbau kräftiger Wandpfeiler, auf denen breite Arkadenbögen aufstehen, die so die Lasten der Gewölbe der Joche 1 bis 3 aufnehmen. Die dabei entstandenen Wandnischen dienten wahrscheinlich als Kapellen.
Auf der nördlichen Außenseite der Kirche errichtete man im Bereich des dritten Jochs einen im Grundriss nahezu quadratischen sehr schlanken Glockenturm, aus einem offenen Narthex aus neun Pfeilern, darüber mit drei quadratischen Stockwerken, die in zwei achteckige übergehen.
5. Mitte des 12. Jahrhunderts (Chorhaupterneuerung)
Ersatz des bisherigen Chorhauptes aus Chor mit Apsis und den beiden Apsiden der Querhauskapellen durch deren Abbruch und Neubau eines neuen Chorhauptes aus einem zweijochigen Chor mit Apsis, einem breiten Chorumgang (auch Ambulatorium) von Querhausarm zu Querhausarm und einem Kapellenkranz aus sieben Radialkapellen.
6. Spätes 13. Jahrhundert (Fassadenvormauerung)
Vormauerung einer neuen Fassade (westliche Wand des Langhauses) mit einem großen Archivoltenportal, flankiert von zwei Blendarkaden und überdeckt von einem großen Archivoltenfenster.
7. Ende des 16., Anfang des 17. Jahrhunderts (Erhöhung des Chors mit Verstärkungen der Konstruktionen)
Die Erhöhung der Umfassungsmauer des Chorraums, um größere Fenster einzubauen, bedeuteten höhere Lasten für die Stützen der Chorarkaden. Die waren dafür nicht ausreichend dimensioniert. Ohne Rücksicht auf architektonische Ästhetik wurden die schlanken Rundstützen unförmig verstärkt und ein zusätzlicher Pfeiler eingefügt. Außerdem wurden die ehemals schlanken gestelzten Arkadenbögen teilweise vermauert. Mit der Erhöhung der Chorraumwände wurde auch das Chorgewölbe entsprechend angehoben. Die Querkräfte des neuen Gewölbes mussten außenseitig mit zusätzlichen Strebewerken in die Außenwände des Chorumgangs abgeleitet werden.
Wiederherstellung der Einwölbung von Joch 1, jedoch mit einem Kreuzgratgewölbe.
8. Ende des 19. Jahrhunderts, Anfang des 20. Jahrhunderts (Anbau von Nebenräumen)
Anfügung von äußeren Wandpfeilern als Strebepfeiler auf der Südwand des Langhauses. Später Anbau von Sakristei- und anderen Nebenräumen im Bereich der Joche 3 bis 5 und außen bündig mit der Südwand des Querhauses abschließend.
Etappe auf dem Jakobsweg

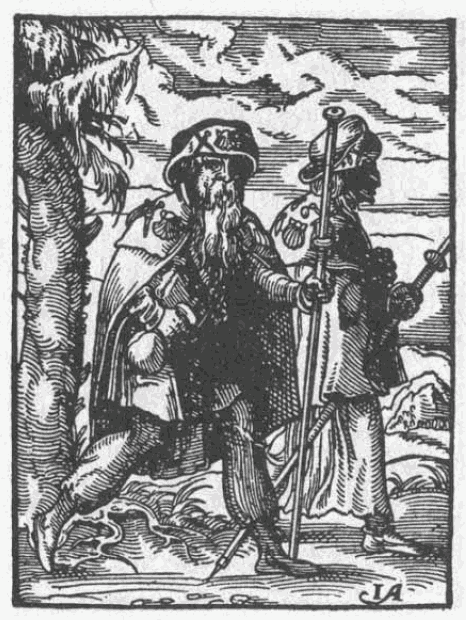
Jakobspilger, Holzschnitt von 1568

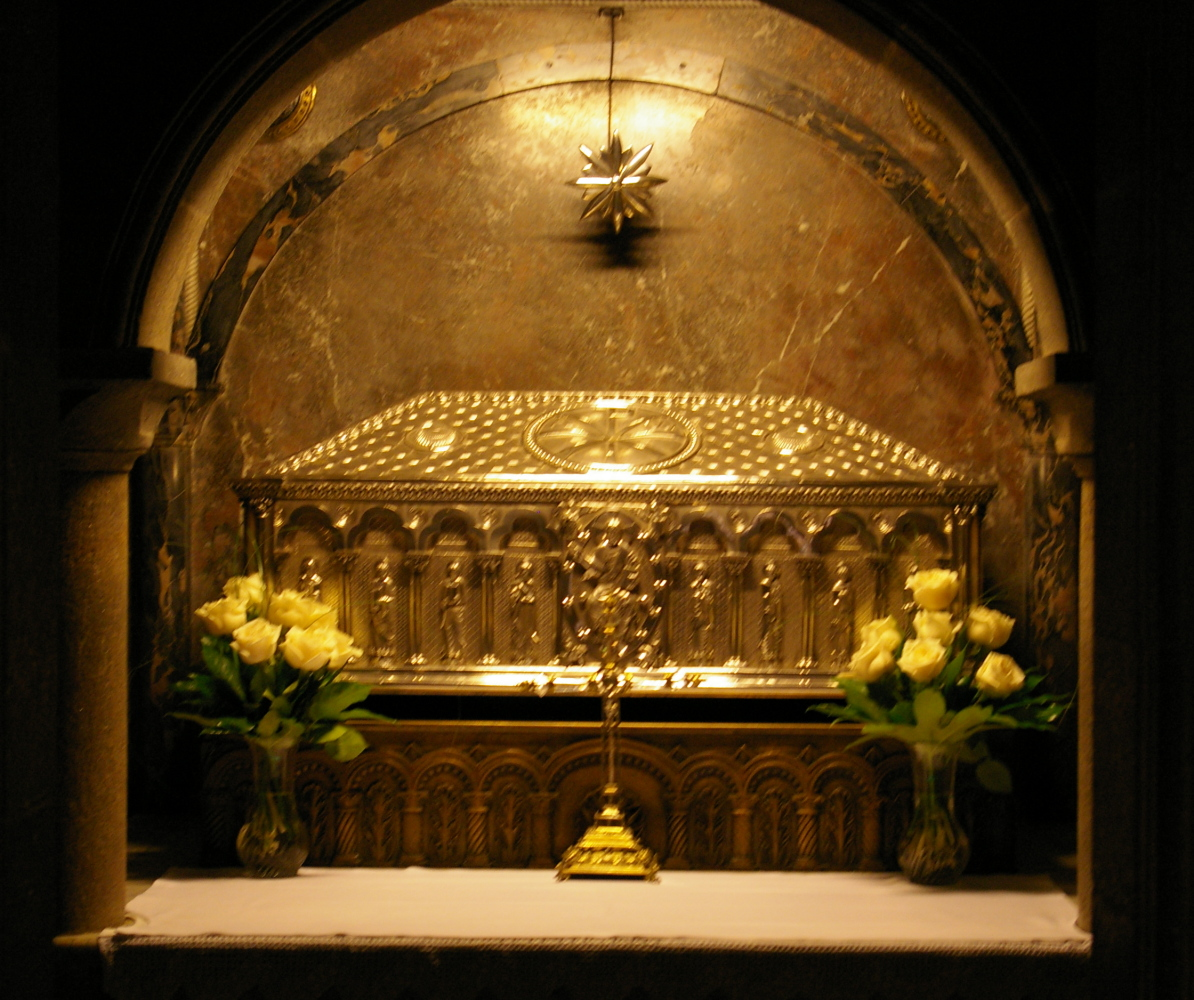
Jakobsgrab, Santiago-de-Compostela

Die gegen Ende des 11. Jahrhunderts einsetzenden Pilgerfahrten nach Santiago de Compostela in Nordspanien, und die damit verbundenen Spendeneinnahmen, lösten vermutlich die ersten Umbauarbeiten aus, vor allem die Einwölbungen der Schiffe. Der größte Erweiterungsabschnitt gegen Mitte des 12. Jahrhunderts fiel zusammen mit der großen Blütezeit der Wallfahrt nach Santiago in der ersten Hälfte des 12. Jahrhunderts, in der die Pilger jährlich zu Hunderttausenden nach Süden zogen. An diesen Wegen entstanden nicht nur neue Kirchen, Klöster, Hospize, Herbergen und Friedhöfe, sondern vorhandene Einrichtungen wurden den neuen Anforderungen entsprechend erweitert. Man brauchte für eine Pilgerkirche vor allem mehr Bewegungsflächen für die zahlreichen Pilger, wie Chorumgänge und Seitenschiffe, und möglichst viele Kapellen, zur Präsentation von Reliquien und deren Verehrung. Während der aufwändigen Erweiterung des Chorhauptes hat man sich provisorisch mit der eingeengten Nutzung der Schiffe begnügen müssen.
Saint-Léonard wurde damals eine bedeutende Etappe auf dem Jakobsweg nach Spanien und liegt auf einem der vier Hauptrouten in Frankreich, der Via Lemovicensis, von Vézelay (Burgund) nach Ostabat (vor dem Pyrenäenübergang). Das Jakobsbuch empfahl den Jakobspilgern ausdrücklich den Besuch des Grabes. Zum Schutz der Reliquien und zwecks Aufnahme der Pilger gründeten die Chorherren 1105 ein Stift, das sie dem Augustinerorden unterstellten. Die Kirche wurde dementsprechend zur Stiftskirche.
Als nach Mitte des 12. Jahrhunderts die Streitereien zwischen Frankreich und England um Aquitanien begannen, gingen die Pilgerbewegungen zurück. Die Kriege des 13./14. Jahrhunderts, wie etwa der Hundertjährige Krieg (1339–1453), brachten einen dramatischen Einbruch. Die Chorherren konnten somit von der Erweiterung ihrer Stiftskirche nicht mehr lange profitieren. Es verblieben ihnen allerdings die Pilgerfahrten zum Grab des heiligen Leonhard.

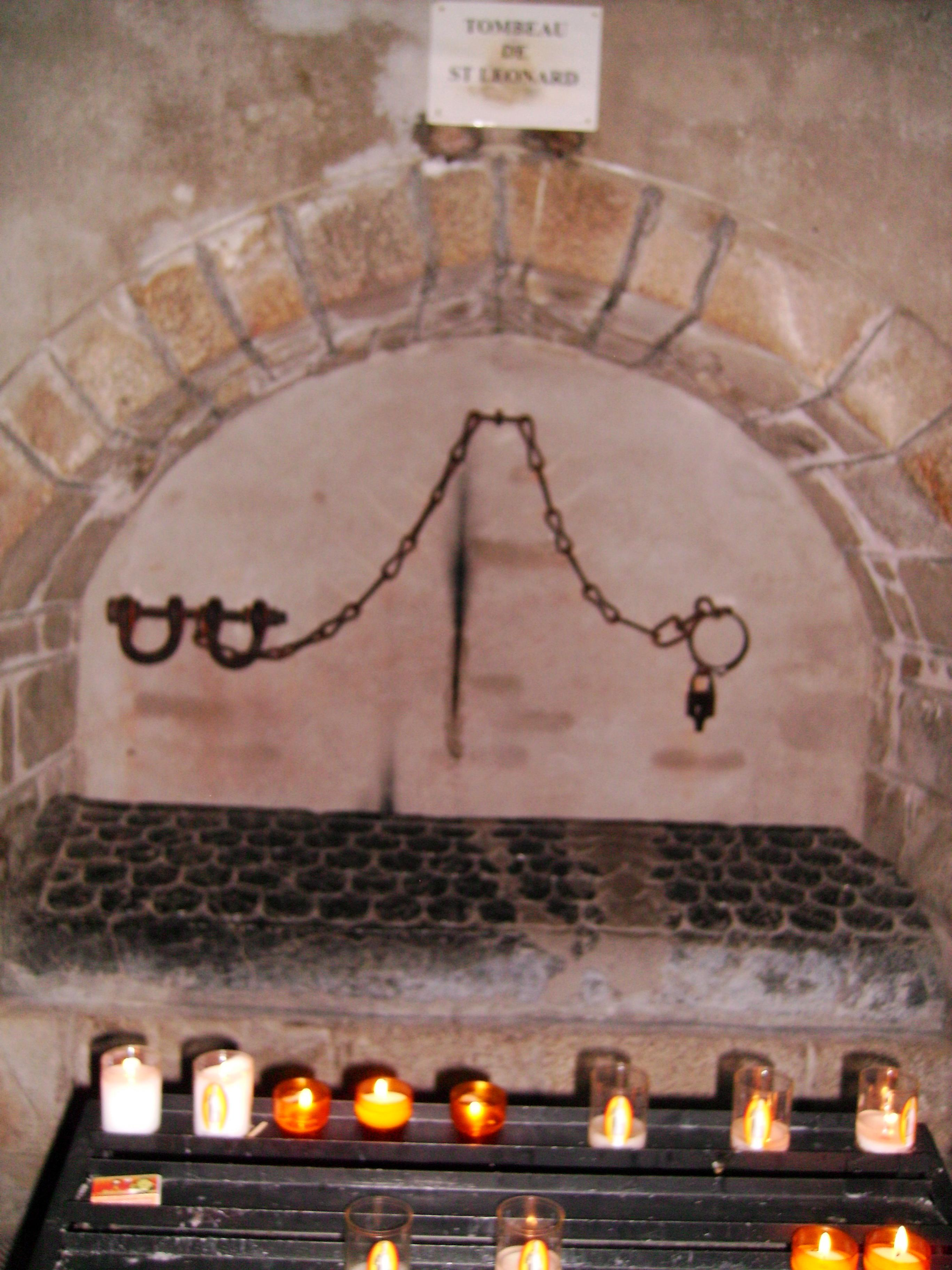
Grab von Saint-Léonard im südlichen Querschiff

Die Verehrung des hl. Leonhard hatte sich schnell in der gesamten Christenheit ausgebreitet; sein Grab in der Stiftskirche wurde zur bedeutenden Pilgerstätte. Viele bekannte Persönlichkeiten kamen, um an seinem Grab zu beten:
- Bohemund von Tarent (1106)
- Richard Löwenherz (ca. 1197)
- Karl VII. und sein Sohn, der später Ludwig XI. (1438)
- Eleonore von Kastilien, Ehefrau von Franz I. (1541)
- Heinrich II. von Bourbon-Condé (1620)
- Anna von Österreich dankte für die Geburt von Ludwig XIV.
- Zarin Alexandra, Ehefrau von Nikolaus II., schickte einen Vertreter, um am Grab des hl. Leonhard für die Geburt eines Thronfolgers zu beten.

1576 wurden die Calvinisten, die versuchten, die Reliquien von Sankt Leonhard zu entweihen, von den Bewohnern aus der Stadt gejagt.
Nach der Reformation siedelten sich in Saint-Léonard zahlreiche Klöster an: etwa 1594 die Franziskaner-Rekollekten oder 1652 die Marien-Schwestern. Drei Büßergemeinschaften bildeten sich, die „Pénitents Blancs“, die „Pénitents Feuilles-Mortes“ und die „Pénitents Bleus“.
Die Stiftskirche ist seit 1998 als Teil des Weltkulturerbes der UNESCO „Jakobsweg in Frankreich“ ausgezeichnet.

## Bauwerk

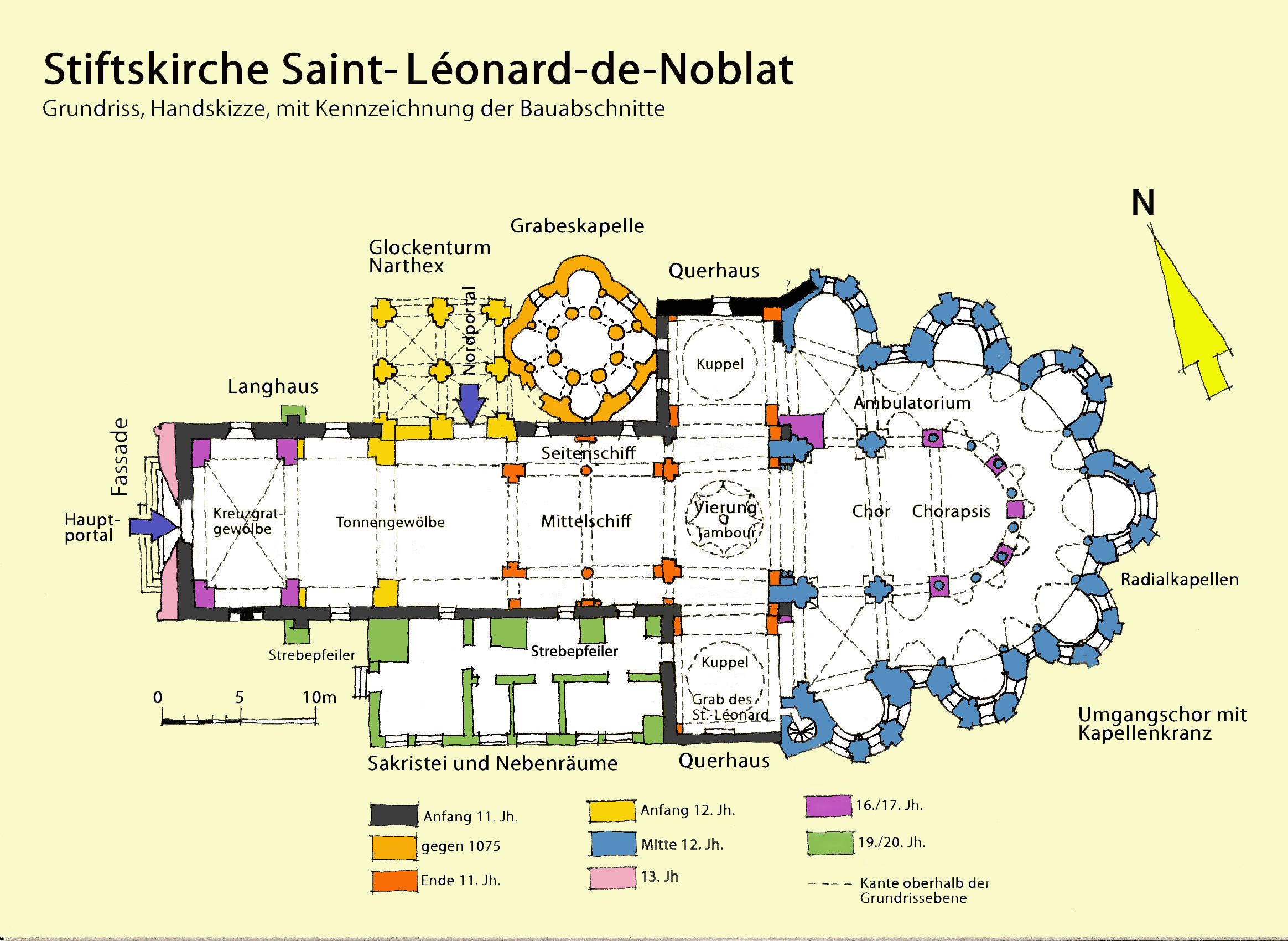
Stiftskirche Saint-Léonard-de-Noblat, Grundriss, Handskizze

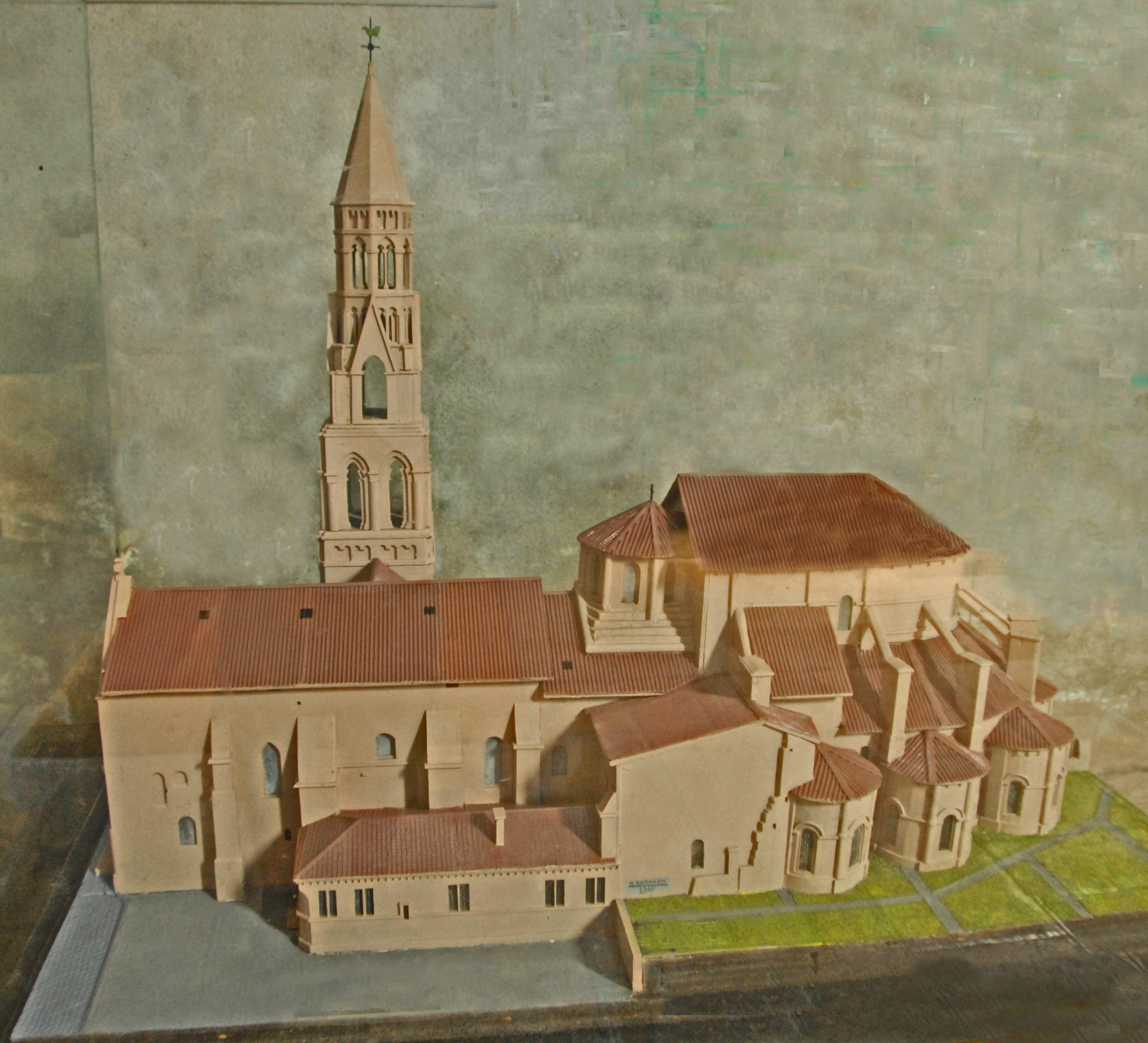
Stiftskirche St.-Léonard-de-Noblat, Architekturmodell, von SW

Abmessungen (aus Grundriss entnommen):
- Länge gesamt (mit Chorkapelle): 65,0 m
- Breite Querhausbereich: 29,0 m
- Langhausbreite: 12,8 m
- Langhauslänge ab Querhaus: 20,0 m
- Querhausbreite außen: 7,7 m
- Chorbreite im Lichten: 9,1 m
- Chorbreite mit Umgang und Wand: 22,6 m
- Chorlänge mit Wand: 16,6 m
- Lichte Umgangsbreite: 4,6 m
- Außendurchmesser Grabeskapelle ohne Apsiden: 9,7 m

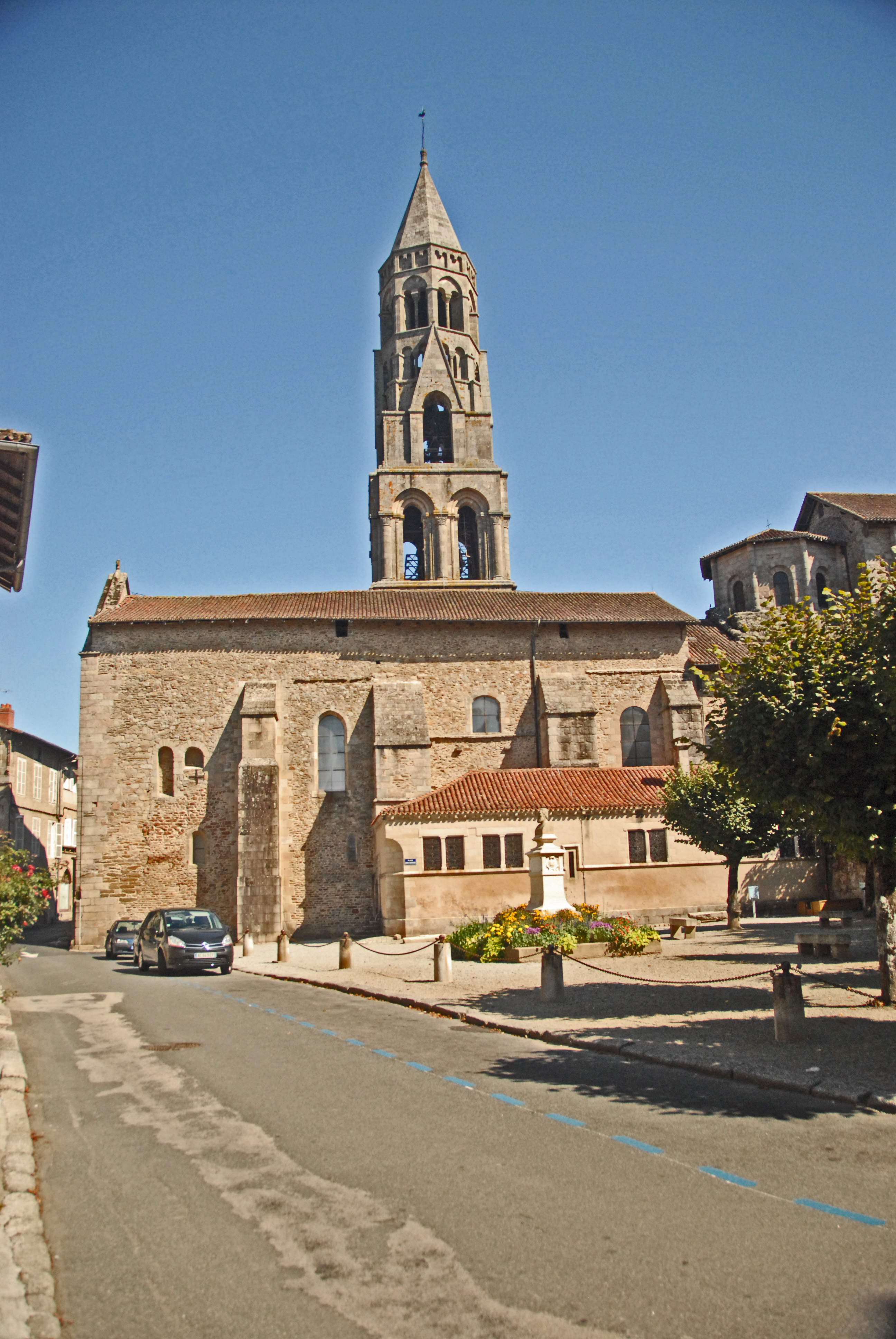
Langhaus mit Turm von S

- Glockenturmhöhe: 52,0 m

### Äußere Erscheinung
Den besten Überblick über die Strukturen der Baukörper und ihrer Zusammenhänge hat man bei dem in der Kirche ausgestellten Architekturmodell des Gebäudes (siehe Bild). Es fällt bei der Betrachtung des Originalgebäudes aus Augenhöhe oftmals schwer, die Form und Größe der zurückliegenden Bauwerksglieder zu erkennen, vor allem, weil Teile des Langhauses und des Chorhauptes durch die späteren Anbauten oder den Umgang mit Strebewerken verdeckt werden.

#### Langhaus
Das Langhaus, das zusammen mit den Wänden des Querhauses aus der ersten Bauphase der Kirche stammt, ist lediglich auf der Südseite in ganzer Länge zu sehen, da die späteren Sakristeianbauten deutlich niedrig geblieben sind. Hier standen möglicherweise einmal die Klostergebäude.

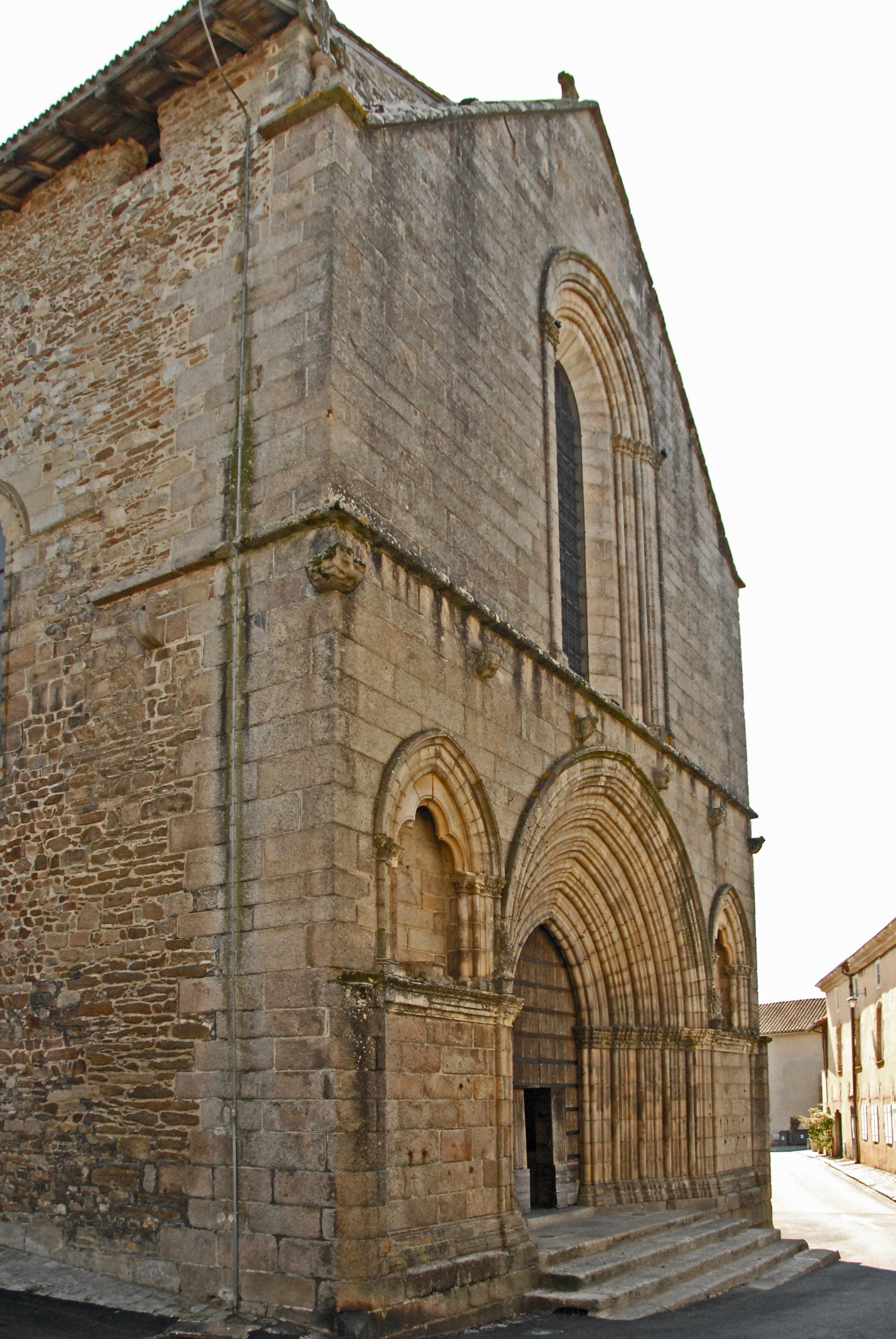
Westfassade von NW

Der Baukörper des Langhauses besteht aus einem schlichten, lang gestreckten Quader aus hoch aufragenden ebenen Wänden aus Bruchsteinmauerwerk unterschiedlicher Färbung, überwiegend kleinerer Formate, und in unregelmäßigem Verband vermauert. Die Fenster und andere Bauteilkanten innerhalb des Mauerwerks werden von großformatigen Werksteinen eingefasst. Das Langhaus wird von einem flach geneigten Satteldach überdeckt. Wenn auch das Innere des Langhauses in fünf Joche gegliedert ist, so reicht das durchgehende Dach nur von der Fassade bis einschließlich Joch vier. Man kann das leicht auf der Südwand des Langhauses nachvollziehen, die erst in der Neuzeit senkrechte Strebepfeiler erhalten hat, die die innere Jochteilung markieren. Das über Joch 5 und über die Vierung weitergeführte Satteldach in gleicher Neigung liegt etwa 1,5 m tiefer als das Dach über dem größten Teil des Langhauses. Das Langhausdach ist wie die übrigen Dächer der Kirche mit roten Hohlziegeln im römischen Format, auch „Mönch-Nonnen-Ziegel“ genannt, eingedeckt. Das Regenwasser wird an allen Traufen in teils verdeckt angeordneten Regenrinnen gesammelt und über Regenfallrohre kontrolliert abgeleitet.

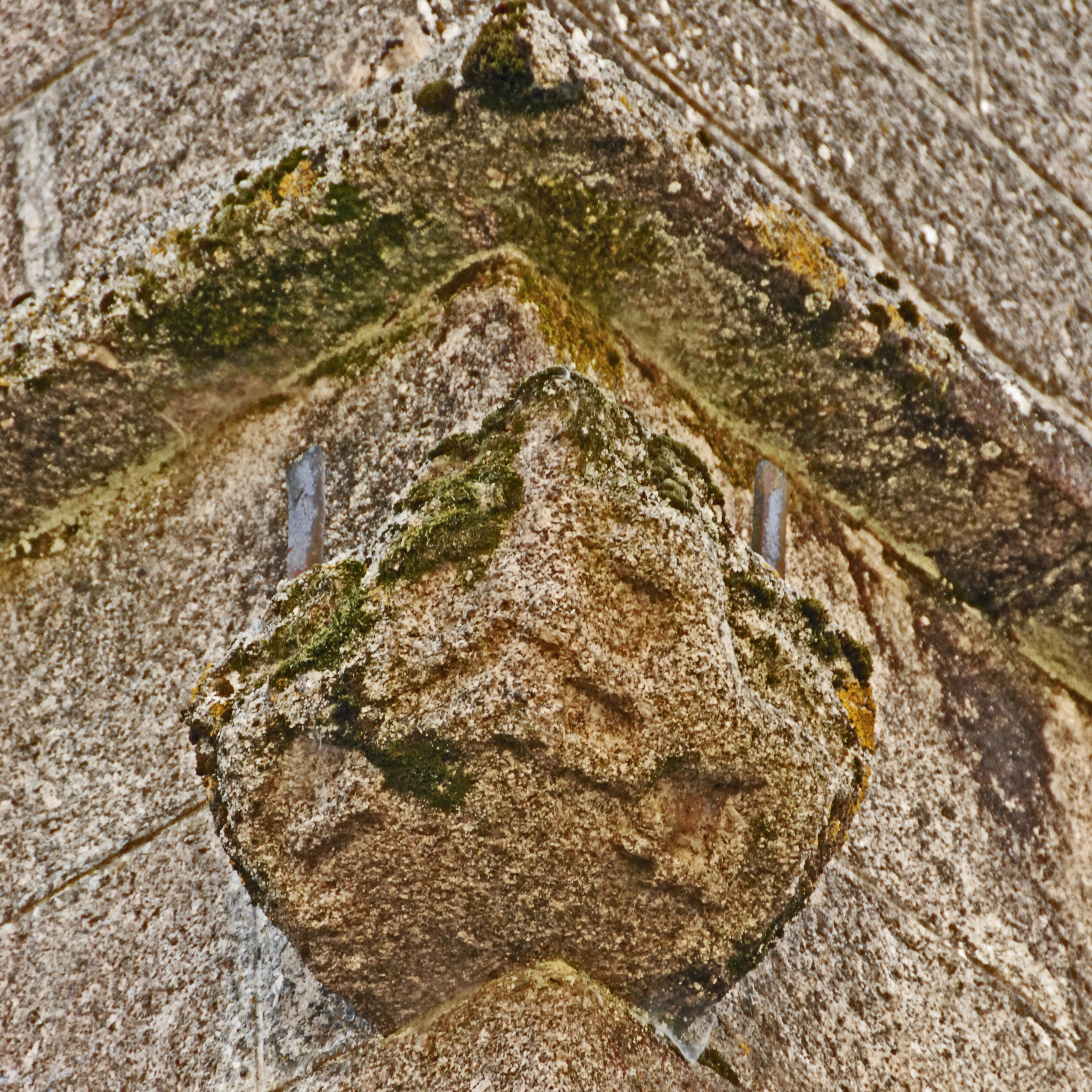
Fassade, Detail Kragstein

Der Westgiebel des Langhauses hat erst im späten 13. Jahrhundert, nach der Blütezeit der Pilgerfahrt nach Santiago de Compostela, die Vormauerung einer repräsentativeren frühgotischen Fassade erhalten. Das Natursteinmauerwerk besteht aus großformatigen, glatten, hellgrauen bis leicht beigefarbenen Werksteinquadern, die in regelmäßigem Schichtenverband vermauert sind. Die Portal- und Fenstergewände sind aus dem gleichen Material. Der neue Giebel übernimmt nicht die Höhe und Neigung des alten Langhausgiebels, dessen Ortgänge die Neigung des Satteldaches aufweisen. Seine Ortgänge weisen Neigungen um 45 Grad auf. Deren leicht auskragende Abdeckplatten knicken an den unteren Enden ein kurzes Stück waagerecht ab. Der Giebelfirst überragt deutlich den alten Dachfirst, hingegen schauen die unteren Teile des alten Giebels bis zu etwa einem Meter Höhe hinter dem neuen hervor.

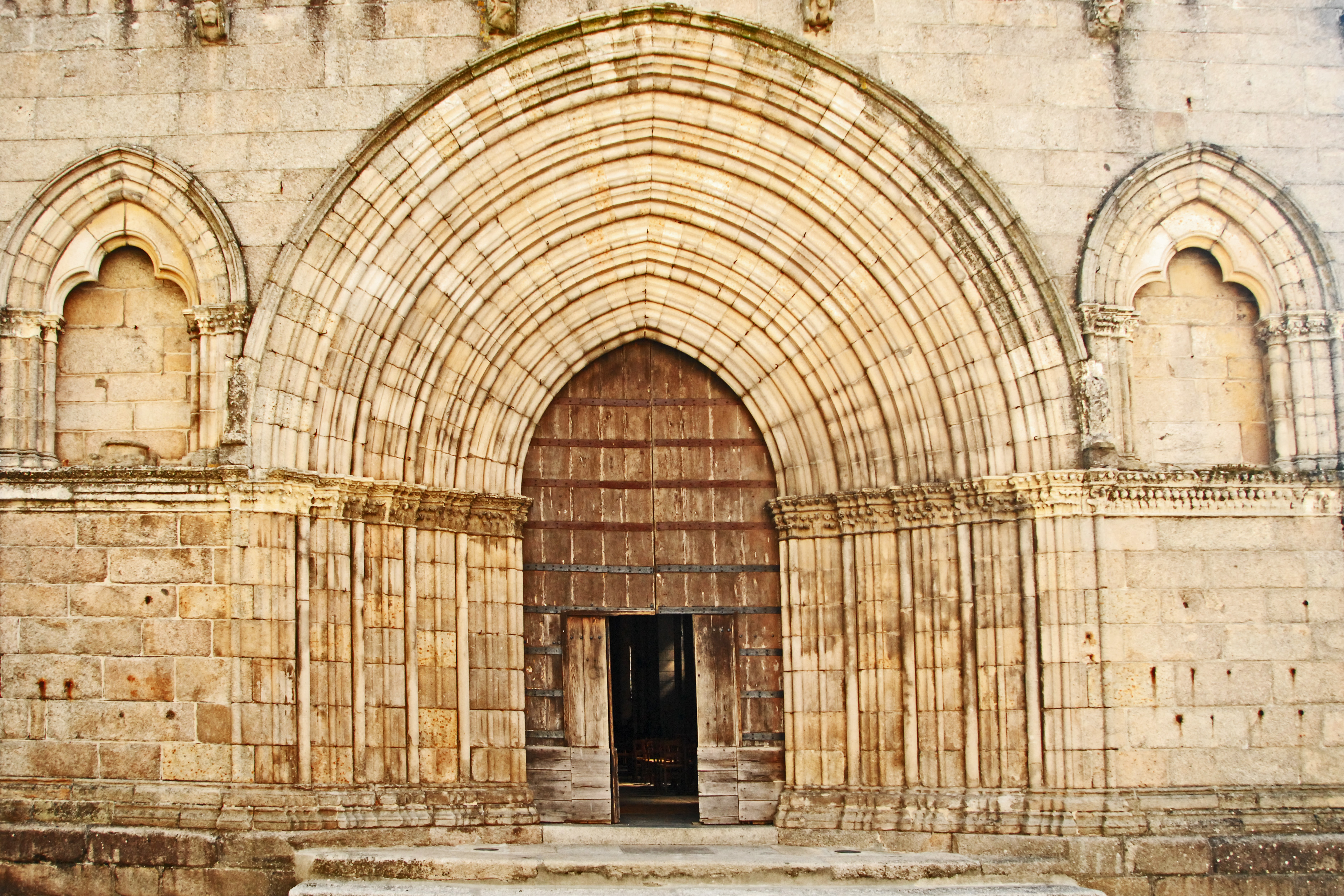
Fassade des Erdgeschosses

Die Fassade wird durch ein waagerechtes Kraggesims in zwei im Mittel etwa gleich hohe Geschosse geteilt. Das untere Geschoss wird dominiert durch das zentrale fünfstufige Archivoltenportal, dessen Gewände jeweils etwa so breit sind wie die Portalöffnung selbst. Sehr schlanke Säulen sind in die Gewändestufen eingestellt und werden durch jeweils drei Viertelstäbe begleitet. Die gleiche Anordnung der Stabprofile setzt sich oberhalb der Kapitelle in den leicht angespitzten Bögen fort. Die skulptierten Kapitelle wie auch die profilierten Basen bilden jeweils einen Kranz, der sich seitlich der Portalgewände als Fries fast bis zur Giebelkante fortsetzt. Auf dem Fries steht jeweils eine Blendarkade aus dreistufigen Archivolten mit deutlich spitzeren Bögen als beim Portal. Der innere Bogen zeigt ein Maßwerk aus einem halben Vierpass. Alle äußeren Bögen, auch der des Portals, werden von Kragprofilen eingefasst. Der Scheitel des Kragprofils des Portals reicht knapp bis unter das Kraggesims. Etwa in derselben Höhe sind kräftige skulptierte Kragsteine eingelassen, die darauf hindeuten, dass vor der Fassade in deren ganzer Breite eine offene Vorhalle (Narthex) existiert hat, aus einer Holzkonstruktion, deren Pultdachfirst sich auf den Kragsteinen abgestützt hat.
Im oberen Geschoss steht unmittelbar zentral auf dem Kraggesims ein schlankes Fenster, das von einem leicht angespitzten Bogen überdeckt ist. Es gibt zwei Gewändestufen, die wie beim Portal ausgestattet sind, auch mit Kapitellen. Innenseitig schließt sich noch eine dritte Stufe an, aus einem nach innen abgeschrägten glatten Gewände und ohne Kapitelle.

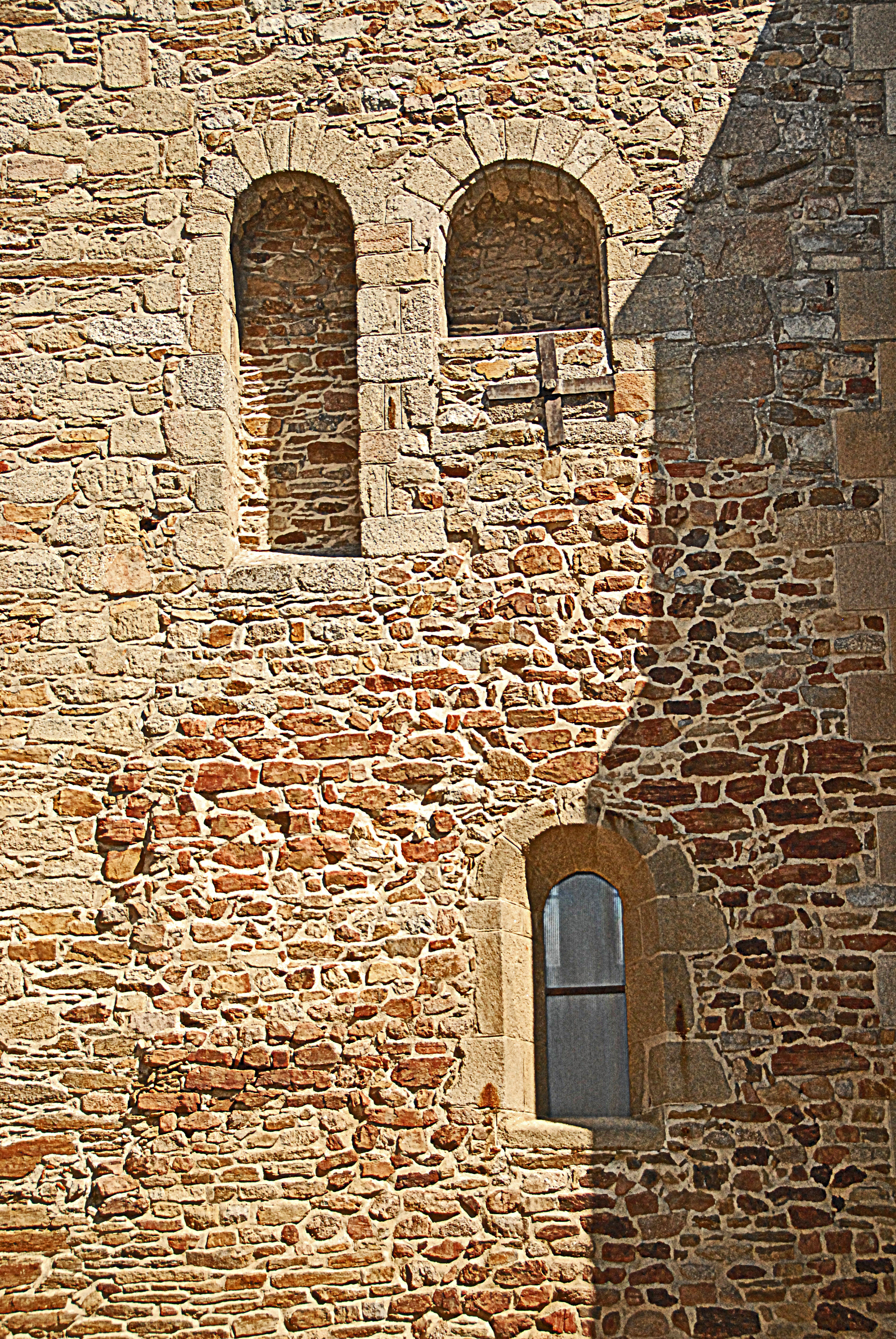
Langhaus Joch 1 von S

Die Südwand des Langhauses weist zwischen den Jochen 1 bis 5 wuchtige Wandpfeiler auf, im Grundriss rechteckig und quadratisch, mit unterschiedlichen Dimensionen, die im 19. Jahrhundert als Strebepfeiler vorgemauert worden sind. Offensichtlich hatte man damals Rissbildungen in den Konstruktionen festgestellt, die eine Verstärkung der Wand erforderlich machten. Die Pfeiler sind einheitlich hoch und reichen etwa bis in dreiviertel der Wandhöhe. Der obere Abschnitt ist leicht verjüngt, gegenüber dem unteren, und ist oberseitig steil nach außen abgeschrägt. Nach Erstellung der Strebepfeiler wurden vor den Jochen 3 bis 5 die Sakristei und einige Nebenräume angebaut, deren südliche Außenwand bündig mit der Südwand des Querhausarms abschließt und fünf unregelmäßig verteilte rechteckige Fensterpaare aufweist Der First ihres Satteldachs reicht etwa bis auf die halbe Wandhöhe des Langhauses.
Die Südwand weist in jedem Joch Fenster auf. Im Joch 2 und 4 ist es ein größeres schlankes rundbogiges Fenster, dessen Brüstung knapp unter der halben Wandhöhe liegt. Im Joch 2 ist in zwei bis drei Metern Höhe zusätzlich noch ein kleines rundbogiges Fensterchen außermittig ausgespart. Im Joch 3 gibt es ein rundbogiges Fenster, etwa so breit wie die in Joch 2 und 4, aber nur etwa knapp zwei Meter hoch. Seine Höhenlage befindet sich im Bereich der Abschrägungen der Strebepfeiler. Knapp unter seiner Brüstung ist ein waagerechtes Gesims angeordnet und kurz darunter zwei Kragsteine. Beide deuten auf einen ehemaligen Anschluss eines Anbaus mit einem Pultdach hin. Im Joch 5 ist ein ähnlich großes Fenster eingelassen, allerdings unterhalb der halben Wandhöhe. In Joch 1 sind etwa in halber Wandhöhe zwei Nischen mit rundbogigen Überdeckungen ausgespart. Es waren vermutlich zwei kleinere schlanke Fenster gleicher Größe. Sie wurden innenseitig vermauert. Das ehemalige vordere Fenster hat man zu zwei Drittel in ganzer Wanddicke zugemauert. Weiter unten gibt es noch einmal ein Fensterchen, das in Größe und Lage dem in Joch 2 entspricht. Ganz oben unter der Traufe sind zwei rechteckige Öffnungen ausgespart, die den Dachraum belüften sollen.

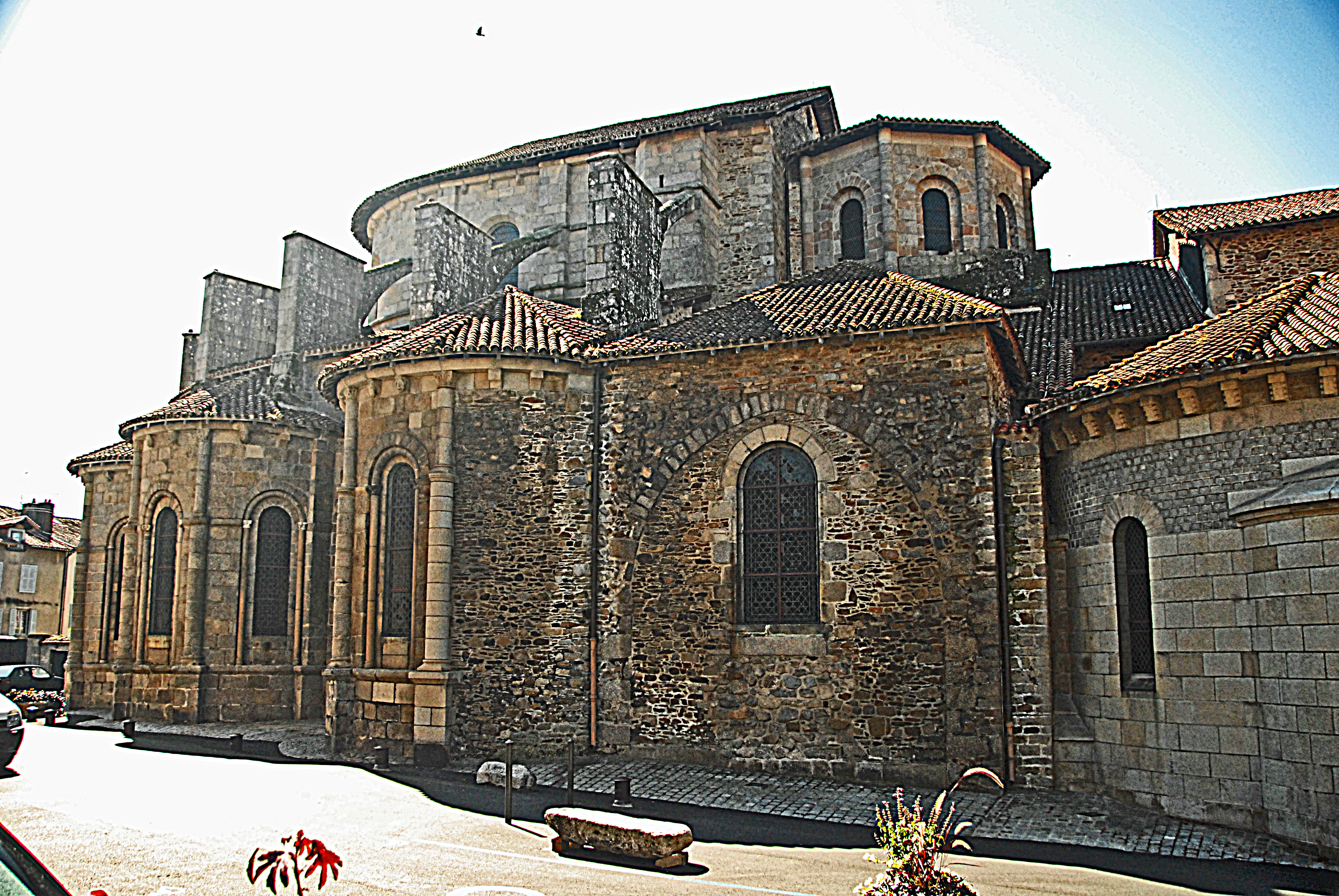
Mitte: nördl. Querhausarm, Vierungslaterne

Die Nordwand ist weitgehend nicht mehr einsehbar. Im Joch drei ragt der Glockenturm auf. In den Jochen vier und fünf verstellt die Grabeskapelle die Nordwand, bis auf schmale Bereiche unterhalb der Traufe. Der Wandabschnitt der Joche 1 und 2 ist vollständig einzusehen. Auch dort wurde der Wandpfeiler wie auf der Südseite verstärkt. In beiden Jochen gibt es je ein Fenster, wie auf der Gegenseite in den Jochen 2 und 4. Ebenso gibt es hier unter den Traufen Lüftungsöffnungen wie auf der Südseite.

#### Querhaus mit Vierung
Auch das Querhaus ist durch spätere An- un Umbauten nur noch geringfügig von außen einzusehen. Seine Wände sind aus dem gleichen Mauerwerk erstellt wie das des Langhauses. Die Vierung liegt unter dem im Langhaus beschriebenen weitergeführten Satteldach von Joch 5 des Langhauses.
Der südliche Querhausarm wird mit einem asymmetrischen Satteldach mit sehr geringer Neigung überdeckt, dessen First über der östlichen Querhauswand und dessen nach Westen weisende Traufe über der westlichen Querhauswand verläuft. Der östliche kleinere Dachbereich überdeckt im Wesentlichen die Spindeltreppe, die in die Dachräume über den Gewölben hinaufführt. Auf der Südwand des südlichen Querhausarms gibt es etwa mittig, kaum zwei Meter über dem äußeren Niveau ein kleines rundbogiges Fenster und auf der Wandoberfläche senkrechte, teils abgetreppte Versätze der Mauerstärke.

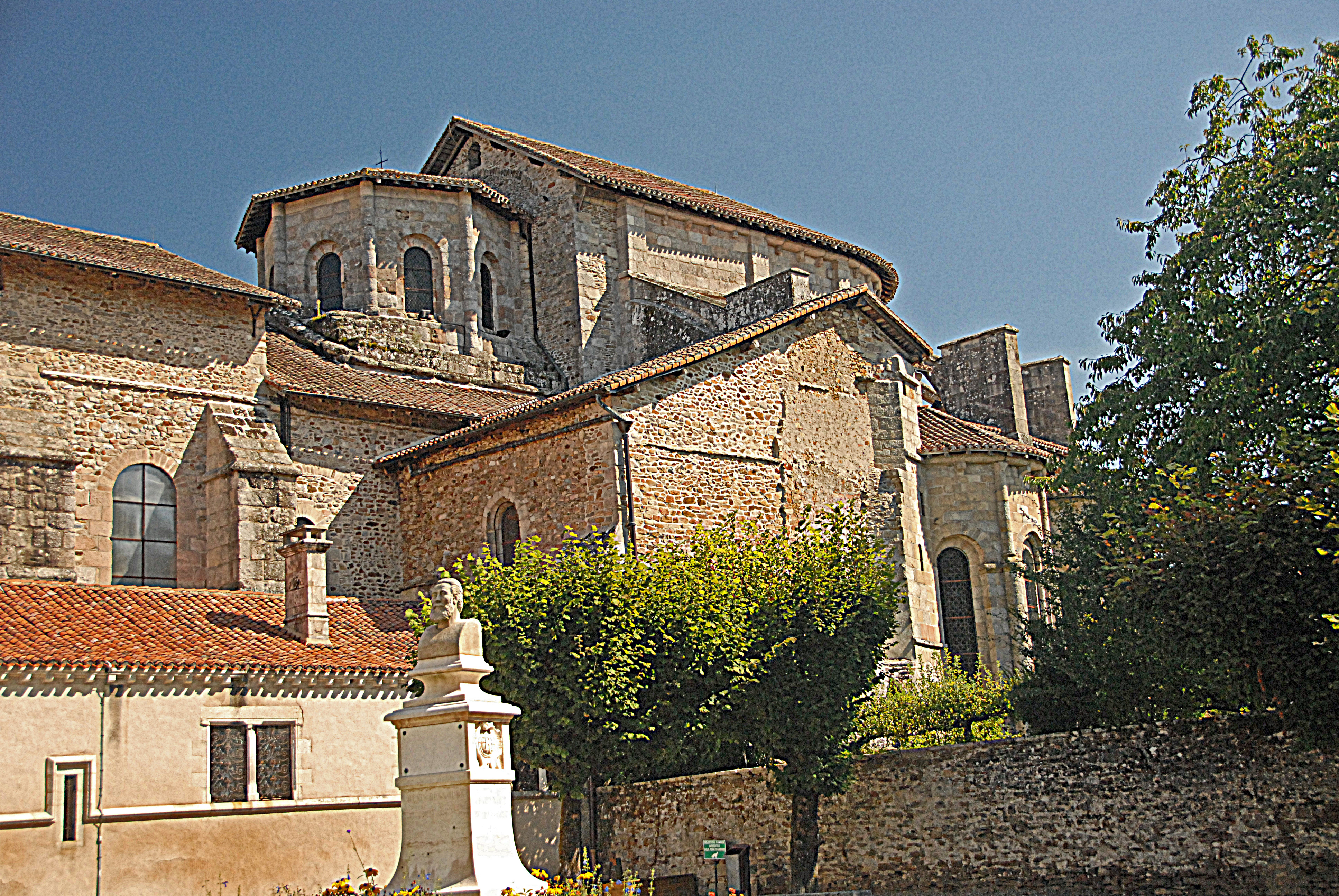
Mitte: südl. Querhausarm

Der nördliche Querhausarm wird von einem flach geneigten Walmdach überdeckt, das sich auf das mittlere Satteldach aufschiebt. Seine nach Norden weisende Wand weist eine große Blendarkade auf, in nicht ganzer Wandbreite und mit einer Scheitelhöhe, die etwa einen Meter unter der Traufe liegt. Der gemauerte Bruchsteinbogen ist geringfügig angespitzt. Kurz unter dem Bogen ist ein großes rundbogigen Fenster ausgespart, mit Rückversatz der Laibungskanten. Die Arkadennische ist nur geringfügig zurückversetzt. Der Mauerwerksverband der Nische deutet darauf hin, dass es nachträglich unter den Bogen gemauert worden ist. Die Arkadennische könnte vielleicht ein Wanddurchlass gewesen sein, der sich zu einem ehemaligen Anbau an das Querhaus geöffnet hat, etwa einer zusätzlichen Kapelle. Die Annahme wird bestätigt durch das Steinmaterial und die ebene Oberfläche des an die Ostecke anschließenden seltsamen Wandstücks, das heute zur nördlichen Radialkapelle gehört. Es besteht aus dem gleichen Bruchsteinmauerwerk, wie das der Querhauswände und nicht aus den glatten Werksteinen, wie die des jüngeren Chorhauptes. Es weist auch nicht die Rundung auf, wie die anderen Wandabschnitte der Radialkapellen. Dieses Wandstück könnte vielleicht zu dem vermuteten ehemaligen Anbau gehört haben, etwa zu einer polygonalen Apsis.

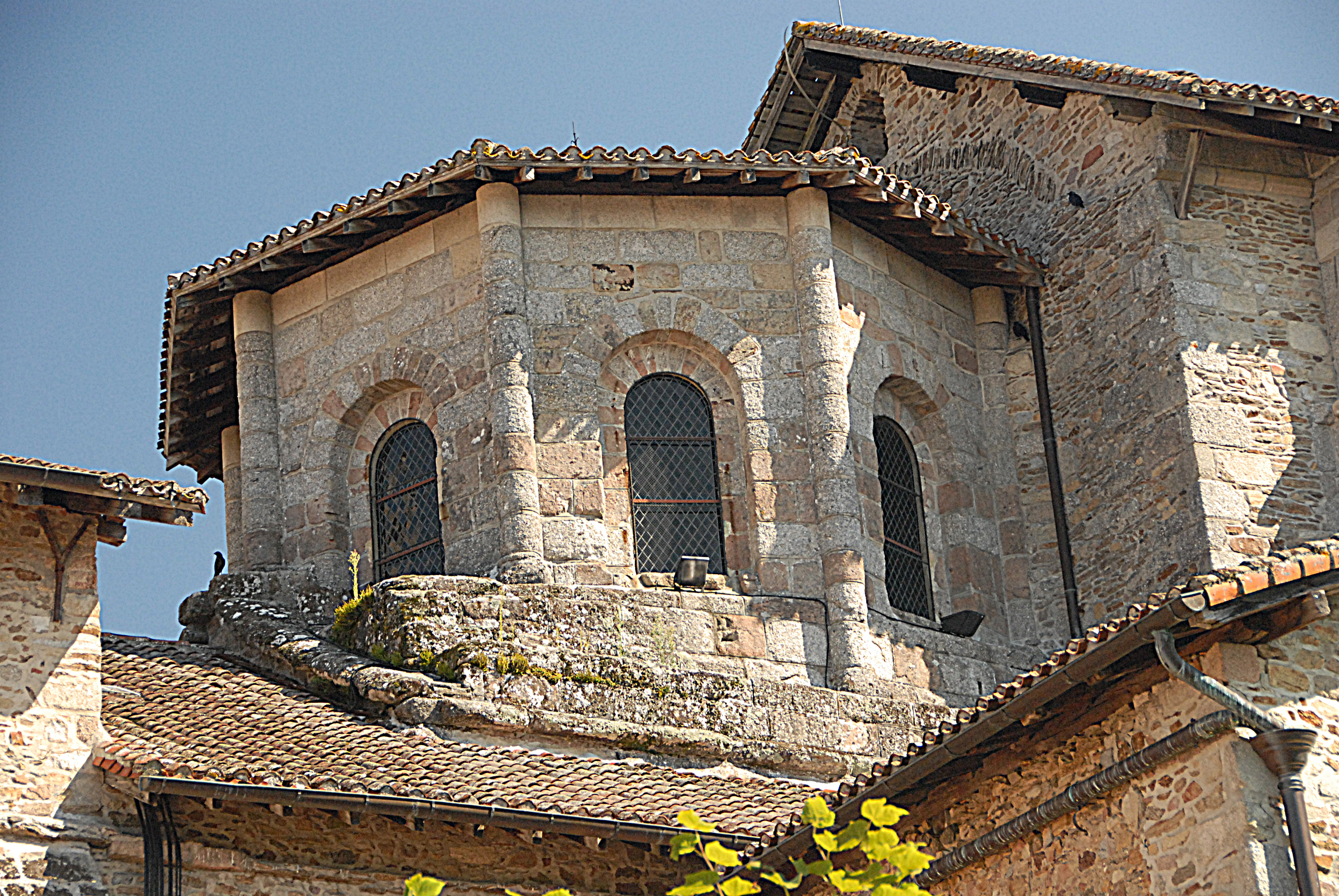
Vierungslaterne von S

Die im Grundriss achteckige Vierungslaterne steht in der Mitte des Satteldachs der Vierung auf einem quadratischen seitwärts abgetreppten Sockel. Sie wurde gegen Ende des 11. Jahrhunderts errichtet und war damals der höchste Teil der Kirche. Zwei Seiten des Achtecks wurden später von der über die Laterne aufragenden Westwand des um die Wende vom 16. zum 17. Jahrhundert erhöhten Chorraums verdeckt. Die senkrechten Kanten der Laterne sind mit dreiviertelrunden Säulchen markiert. Auf den Achteckseiten sind schlanke rundbogige Fenster ausgespart, die auf dem vorgenannten Sockel aufstehen. Ihre Laibungskanten sind einfach zurückgestuft. Die Laterne wird von einem achteckigen Pyramidendach überdeckt, deren Traufen mit ihren Sparren über die Flucht der Säulchen hinaus auskragen.

#### Chorhaupt

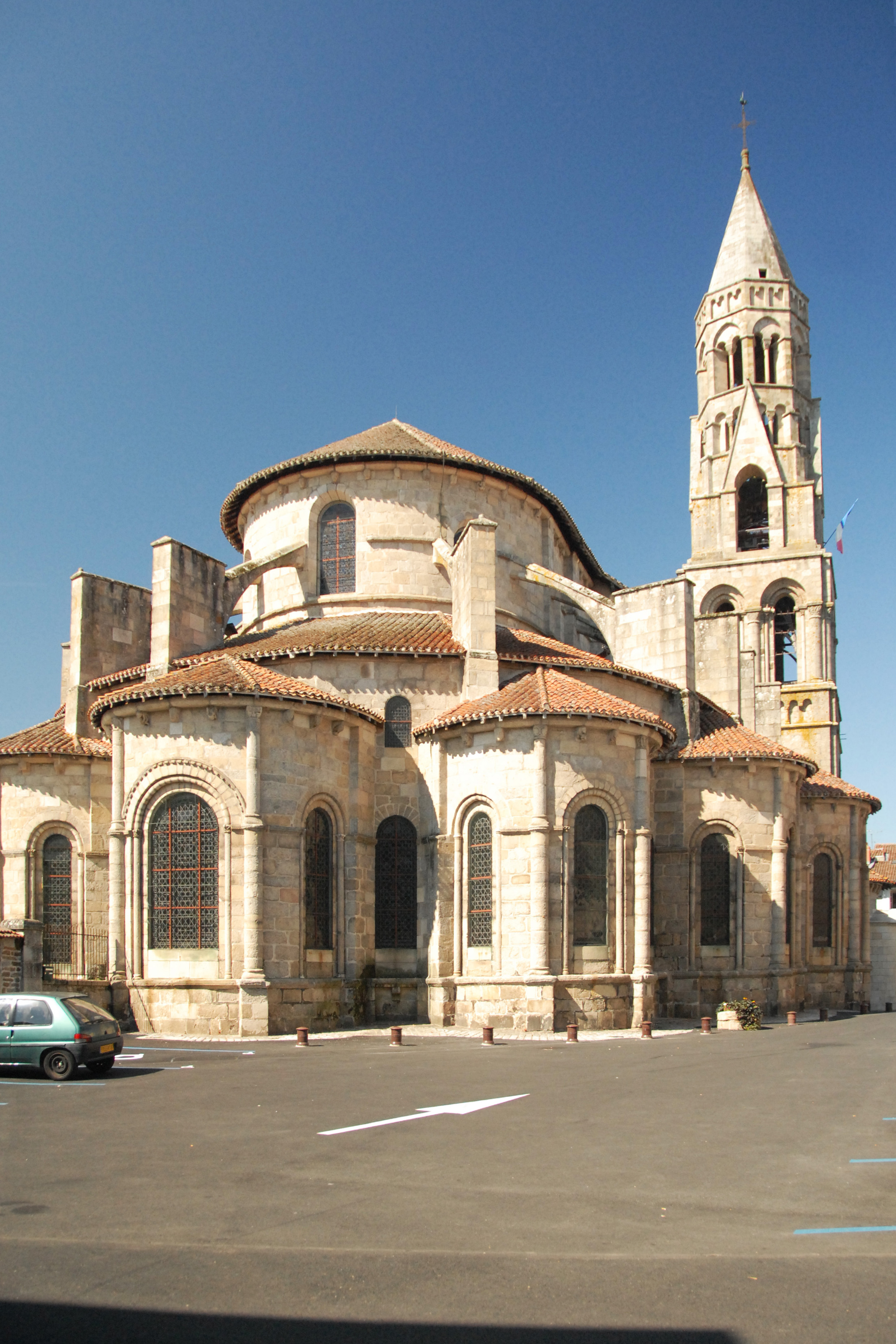
Chorhaupt von O u. Glockenturm

Das umfangreiche Chorhaupt verdeckt von Osten gesehen alle Teile des Lang- und Querhauses.
Es weist eine dreifache Abstufung auf, aus dem breit gefächerten Kranz von sieben Radialkapellen, aus dem ungewöhnlich breiten Chorumgang und aus dem daraus hoch aufragenden Chorraum.
Die Kapellenapsiden treten mit halbkreisförmigem Grundriss aus der großen Rundung der Umgangsaußenwand hervor. Die Apsiden werden von flach geneigten halben Kegeldächern überdeckt, deren Firste knapp unter der Umgangstraufe anstoßen. Die Traufen bestehen aus im Querschnitt rechteckigen Gesimsplatten, auf denen die Dachsparren aufliegen und leicht auskragen. Die Apsisrundung wird von je zwei halbrunden Säulen in drei Wandabschnitte unterteilt. An den Anschlüssen der Apsiswände an die Umgangswand stehen rechteckige Wandpfeiler. Auf den Säulen und Wandpfeilern ruht das vorstehende Traufgesims und wird zusätzlich durch teilweise skulptierte Kragsteine unterstützt. Die Apsidenwände und Pfeilervorlagen werden mit profilierten Kraggesimsen zweimal waagerecht unterteilt, und zwar in knapp 1,50 Meter Höhe und in Höhe der Fensterkapitelle. Der untere Sockelbereich tritt gegenüber den Wänden und Pfeilern leicht vor. Die Sockel unter den Säulen weisen rechteckige Querschnitte auf. Die oberen Säulenabschnitte sind deutlich schlanker als die darunter. Beide Säulenabschnitte weisen profilierte Kämpfer und Basen auf. In den Wandabschnitten ist je ein schlankes rundbogiges Fenster ausgespart. Das Fenster im Zentrum der Kapellen ist jeweils etwas größer als die beiden äußeren. Das mittlere Fenster in der zentralen Kapelle ist deutlich größer als alle anderen. Die Laibungskanten der Fenster sind allseitig einfach zurückgestuft. In die Rücksprünge sind seitlich schlanke Säulchen mit skulptierten Kapitellen eingefügt, die sich darüber als Rundstäbe im Bogen fortsetzen. Die Rückversätze sind etwa doppelt so breit wie die Säulchen, im Brüstungsbereich erheblich breiter. Die Laibungskanten der Bögen bestehen aus Keilsteinen. Beim großen Fenster in der zentrale Kapelle wird der äußere Keilsteinbogen von einem einfachen Rollenfries eingefasst.

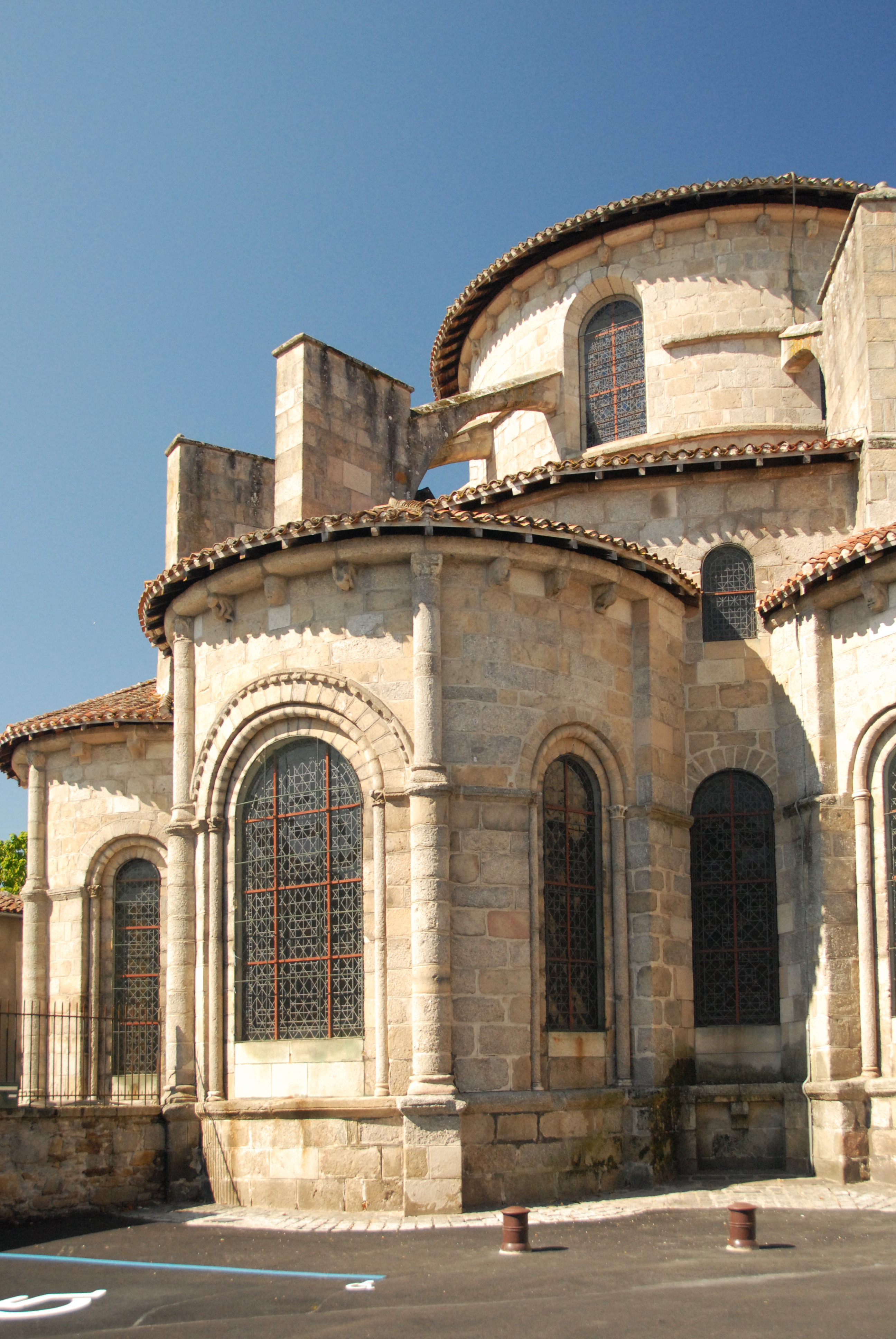
Chorhaupt, Radialkapellen, Umgang, Chor

Die Wand des Umgangs ist nur in kleinen Abschnitten zwischen den Kapellen und über den Kapellendächern zu sehen. In den Wandabschnitten zwischen den Kapellen ist je ein schlankes rundbogiges Fenster ausgespart, etwas niedriger als die Kapellenfenster, aber mit gleicher Brüstungshöhe und mit einfachen Laibungskanten. Darüber gibt es jeweils noch ein kleines rundbogiges Fenster, etwa in Traufhöhe der Kapellen. Das leicht geneigte Pultdach über dem Chorumgang besitzt zwischen Außenwand des Chorraums und der äußeren Umgangswand eine Spannweite von gut fünf Metern. Die Traufe besteht hier schlicht aus der stumpf endenden Wandkrone, auf die die Dachsparren aufliegen und ein Stück auskragen.
Der Chorraum ragt erst seit der Wende des 16. zum 17. Jahrhundert so hoch zwischen dem Pultdachfirst des Chorumgangs heraus. Die Außenwände stehen auf einem Grundriss aus einem Rechteck und einer halbkreisförmigen Apsis, die von einem flach geneigten Satteldach überdeckt werden, das in ein halbes Kegeldach übergeht. Die westliche Giebelwand steht unmittelbar neben der Vierungslaterne und wird von der Pendentifkuppel in der Vierung unterstützt. Die Unterteilungen der beiden Chorjoche sind an äußeren Wandpfeilern erkennbar. Die Traufe besteht hier, ähnlich der Traufen der Kapellen, aus ausladenden Gesimsplatten, die von den Wandpfeilern und zusätzlich von einer Reihung teilweise skulptierter Kragsteine getragen werden. Über dem Kraggesims ragen die Dachsparren weit hinaus. In der gerundeten Apsiswand sind drei schlanke rundbogige Fenster ausgespart mit einfachen Laibungskanten. Im zweiten Chorjoch sind es noch zwei Fenster. Knapp über dem Pultdachfirst des Umgangs befindet sich ein kräftiges Kraggesims.
Da die Außenwände und deren Wandpfeiler zur Aufnahme der waagerechten Schubkräfte der neuen Gewölbe oberhalb der Fensterscheitel nicht ausreichten, wurden hier sieben äußere Strebewerke installiert, und zwar jeweils in Verlängerung einer von zwei an die Umgangswand stoßenden Kapellenwände. Etwa in der Mitte zwischen Pultdachfirst und der Chortraufe greifen die oberen Enden der Strebebögen an der Chorwand an. Ihre Oberseiten verlaufen geradlinig, etwa parallel zur Pultdachneigung schräg nach unten, ihre Unterseiten reichen leicht ausgerundet weiter abwärts. Die unteren Enden der Strebebögen stützen sich auf scheibenförmige Strebepfeiler ab und leiten die Lasten weiter senkrecht nach unten in das Mauerwerk der Kapellen- und Umgangswände. In Höhe der oberen Enden der Strebebögen sind die Wände stückweise durch waagerecht verlaufende Gesimse verstärkt.
Über dem ersten Joch des südlichen Chorumgangs hat man das Pultdach um etwa ein ganzes Geschoss höher gelegt und mit Außenwänden umgeben. Die Bedeutung dieses nachträglich entstandenen Raumes ist nicht bekannt.

Galerie Kapellendetails
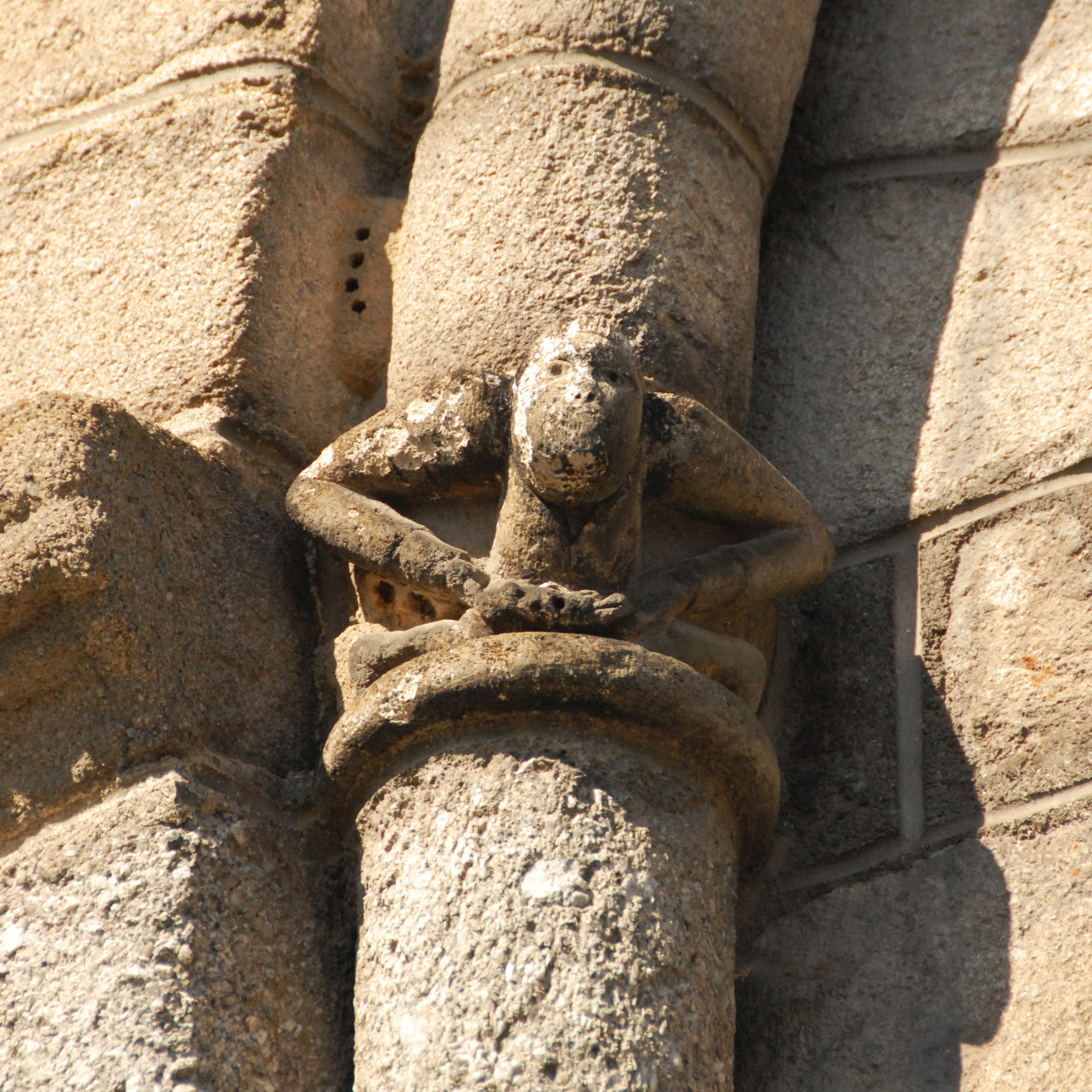
Radialkapellen, Kapitell am Fenster
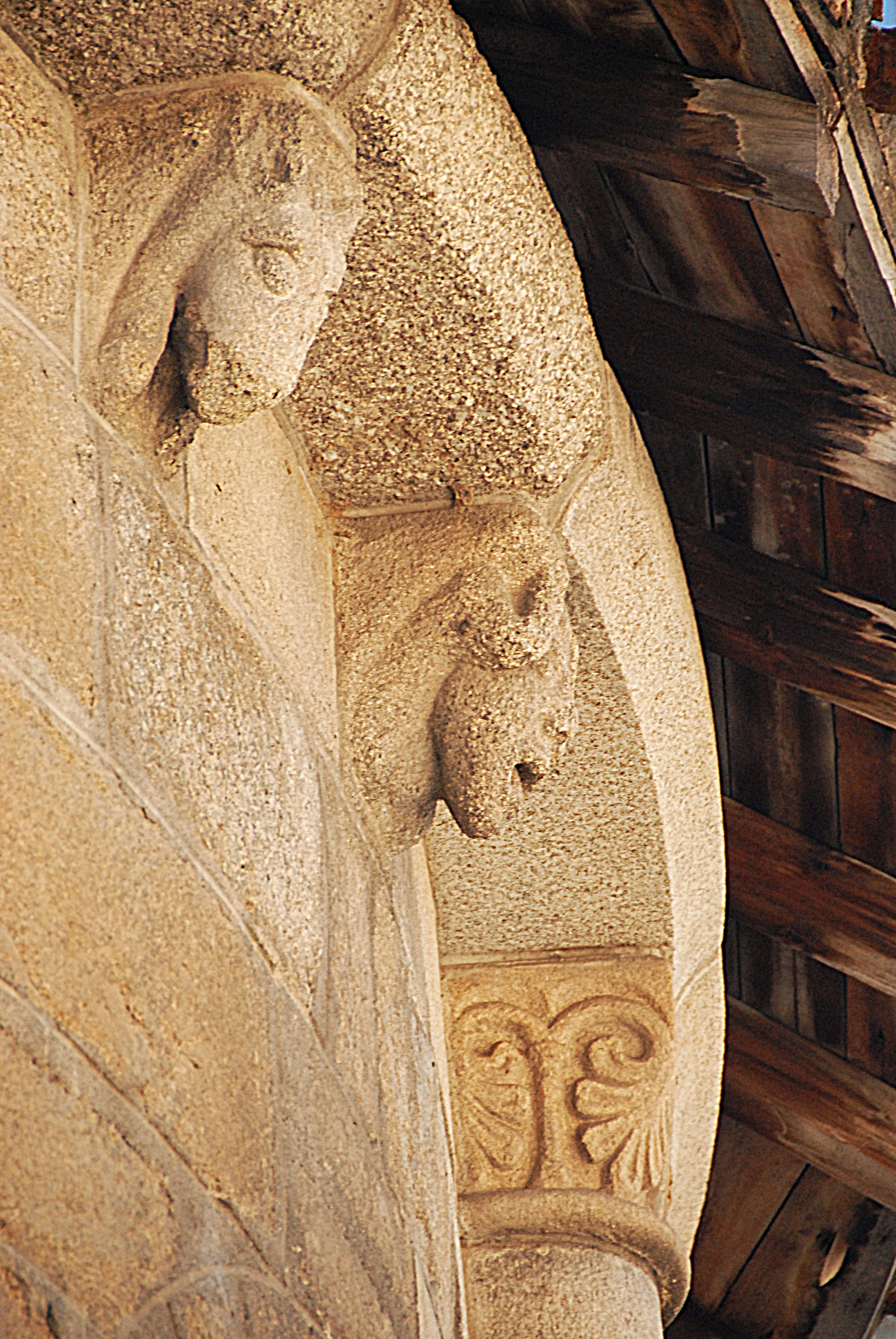
Kapellentraufe, 2 Kragstein, Köpfe
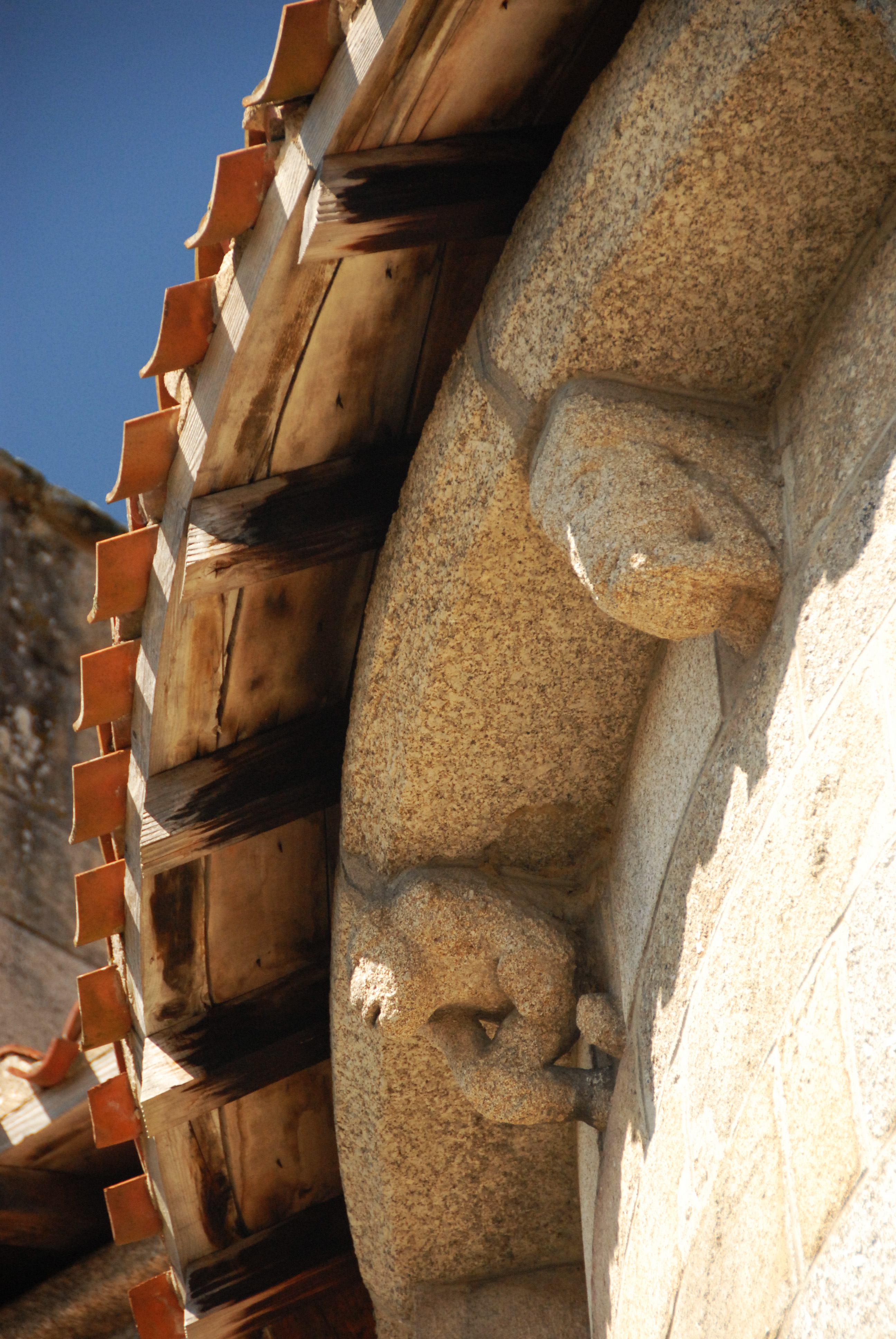
Kapellentraufe, 2 Kragsteine
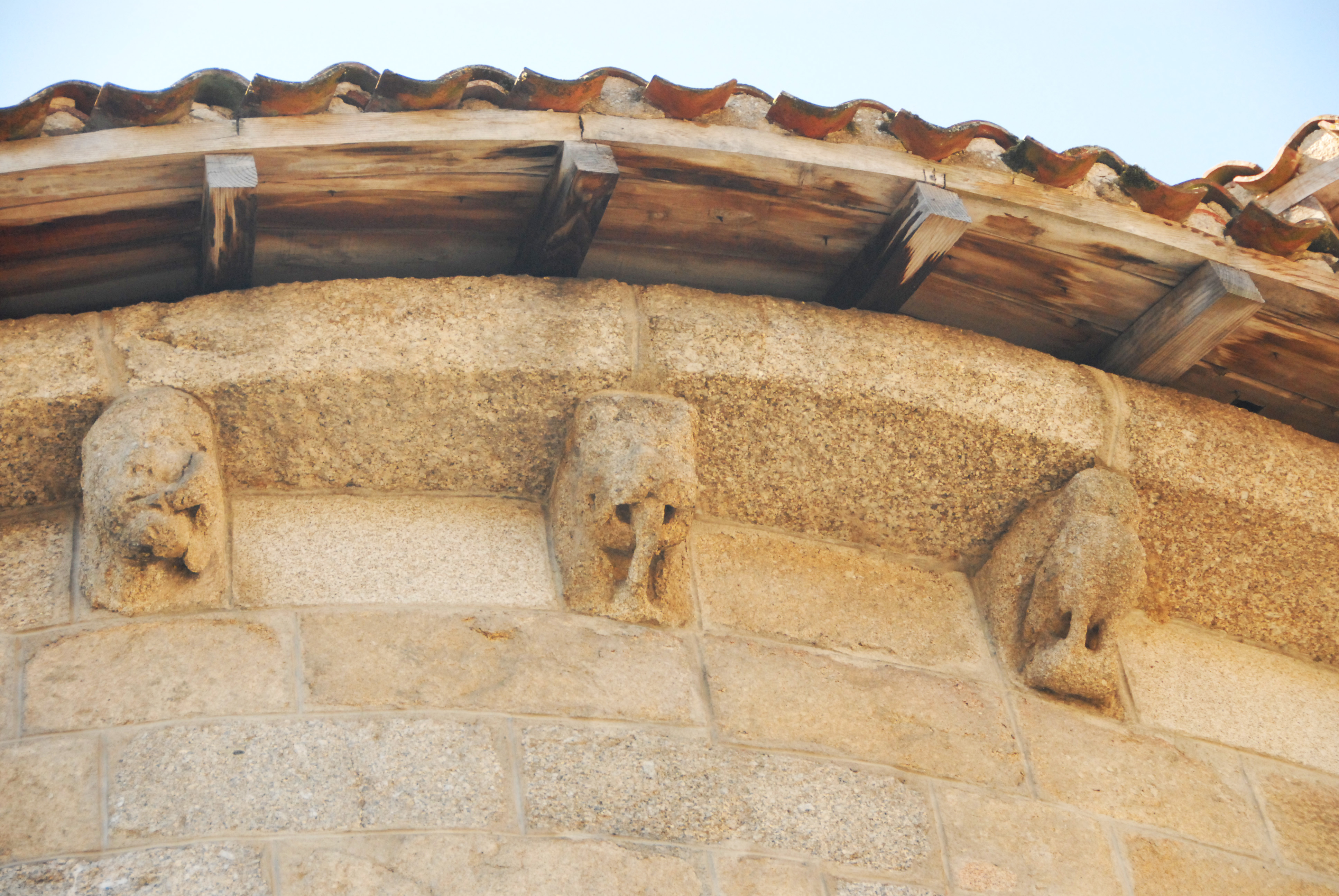
Kapellentraufe, 3 Kragsteine
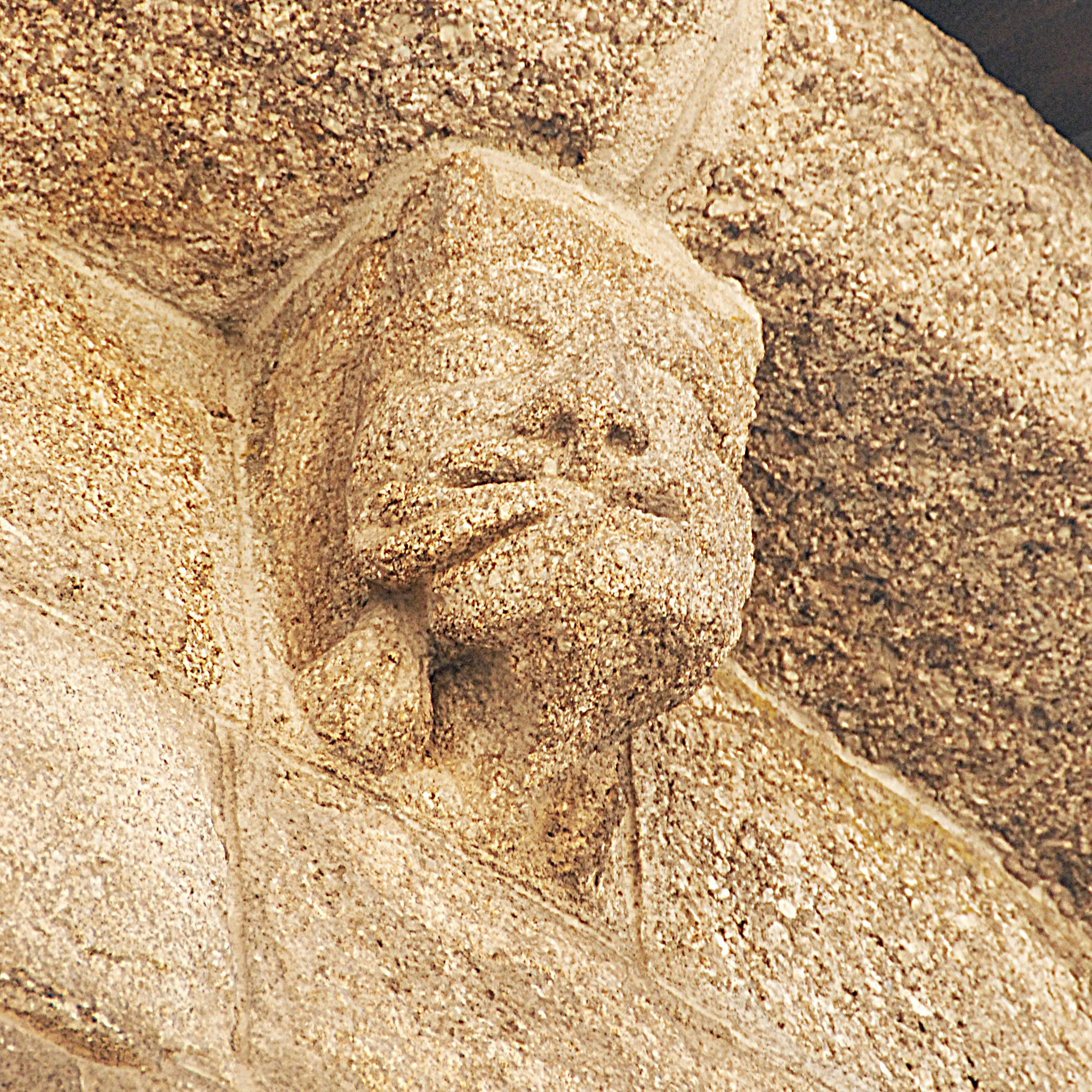
Kapellentraufe, Kragstein, Fratze

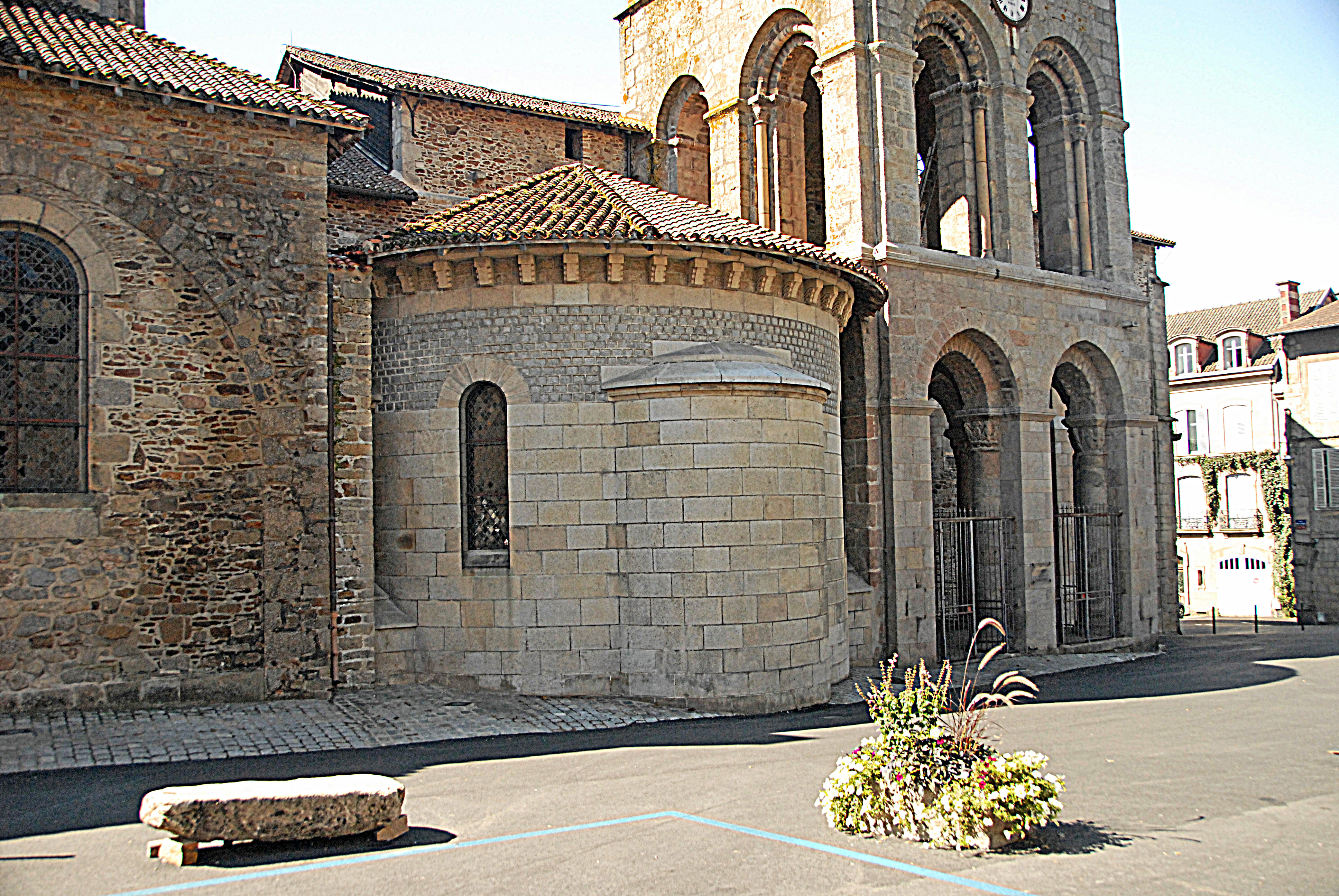
Stiftskirche St.-Léonard-de-Noblat, von NO, Querhaus, Grabeskapelle, Narthex

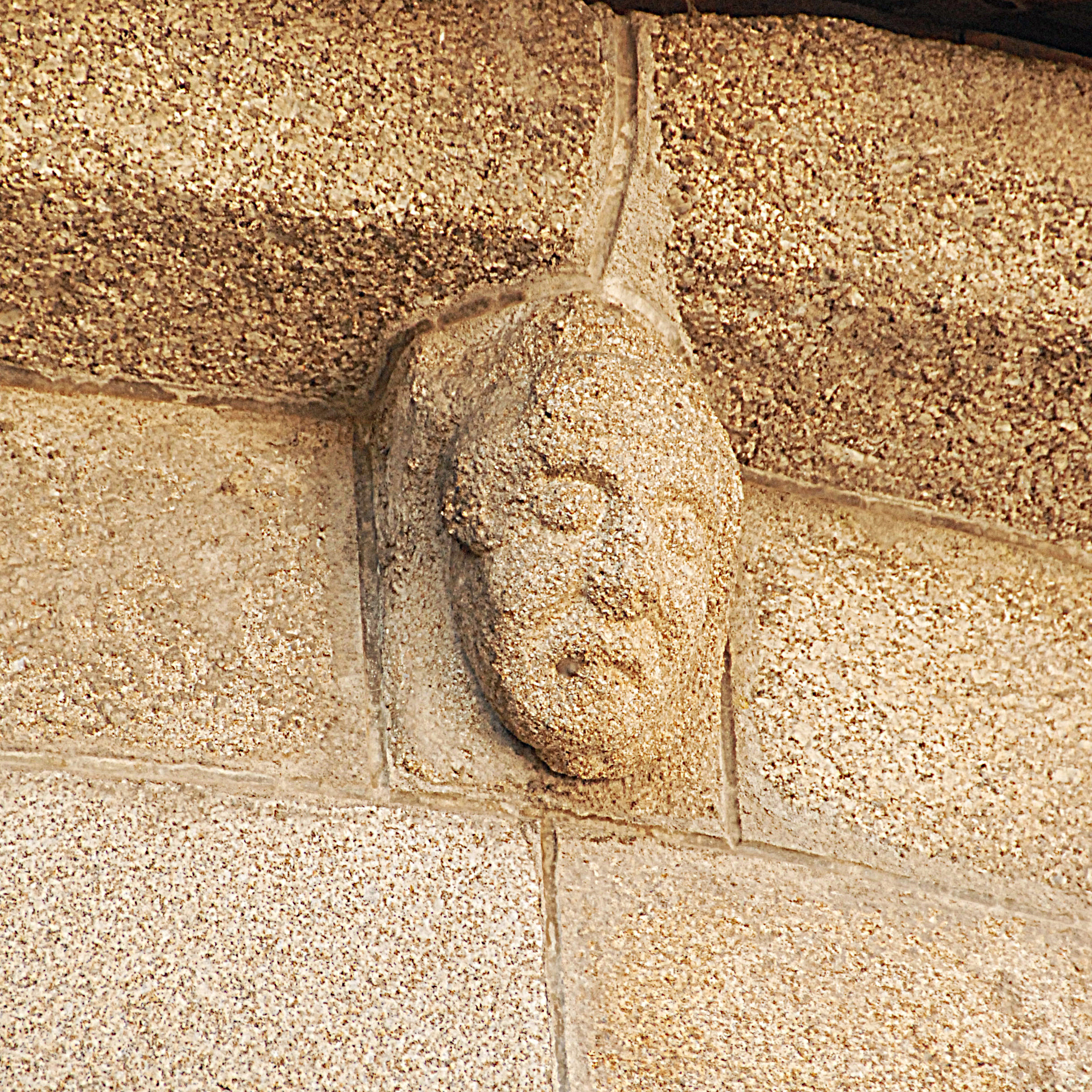
Kapellentraufe, Kragstein, Gesicht
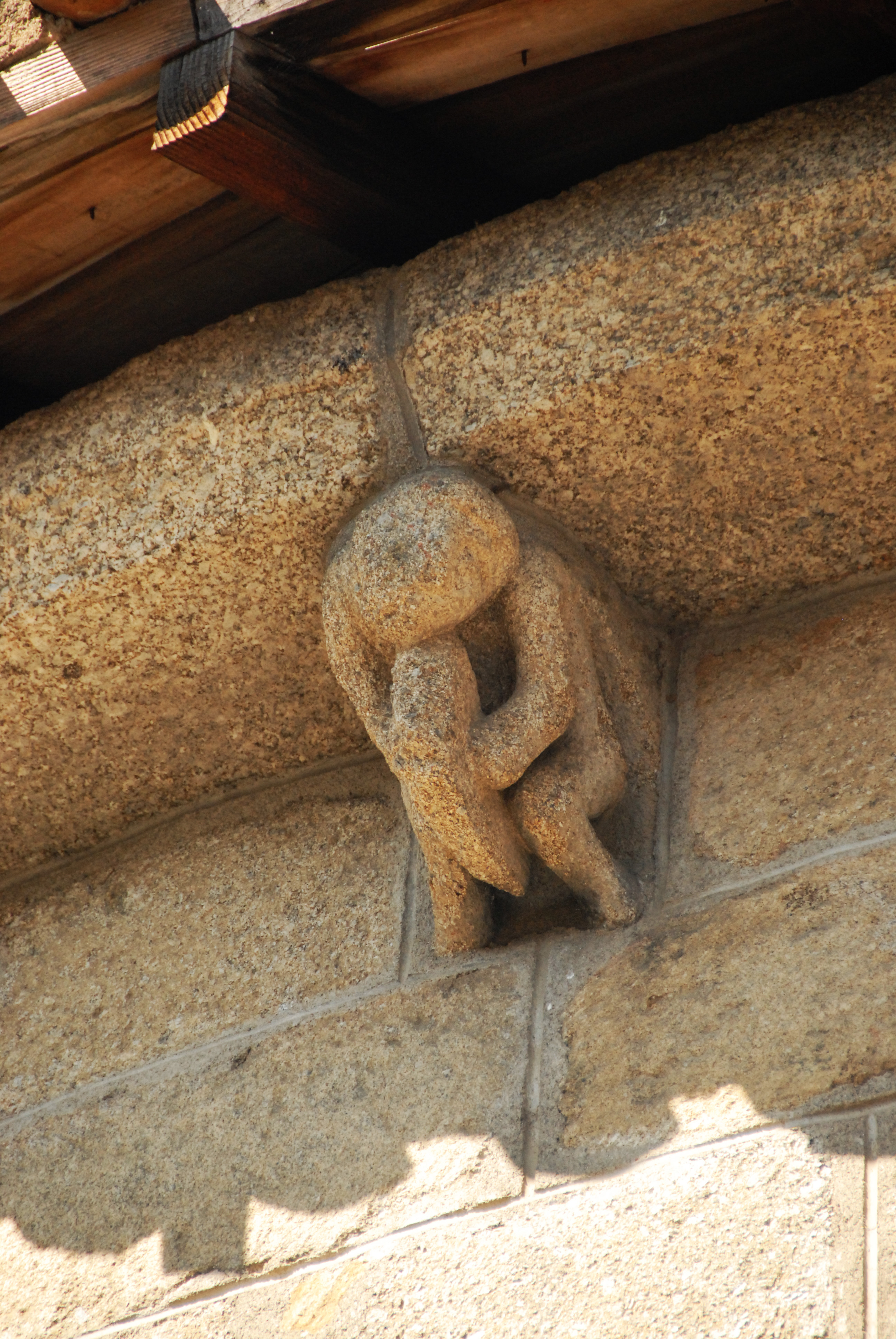
Kapellentraufe, Kragstein, beim Essen
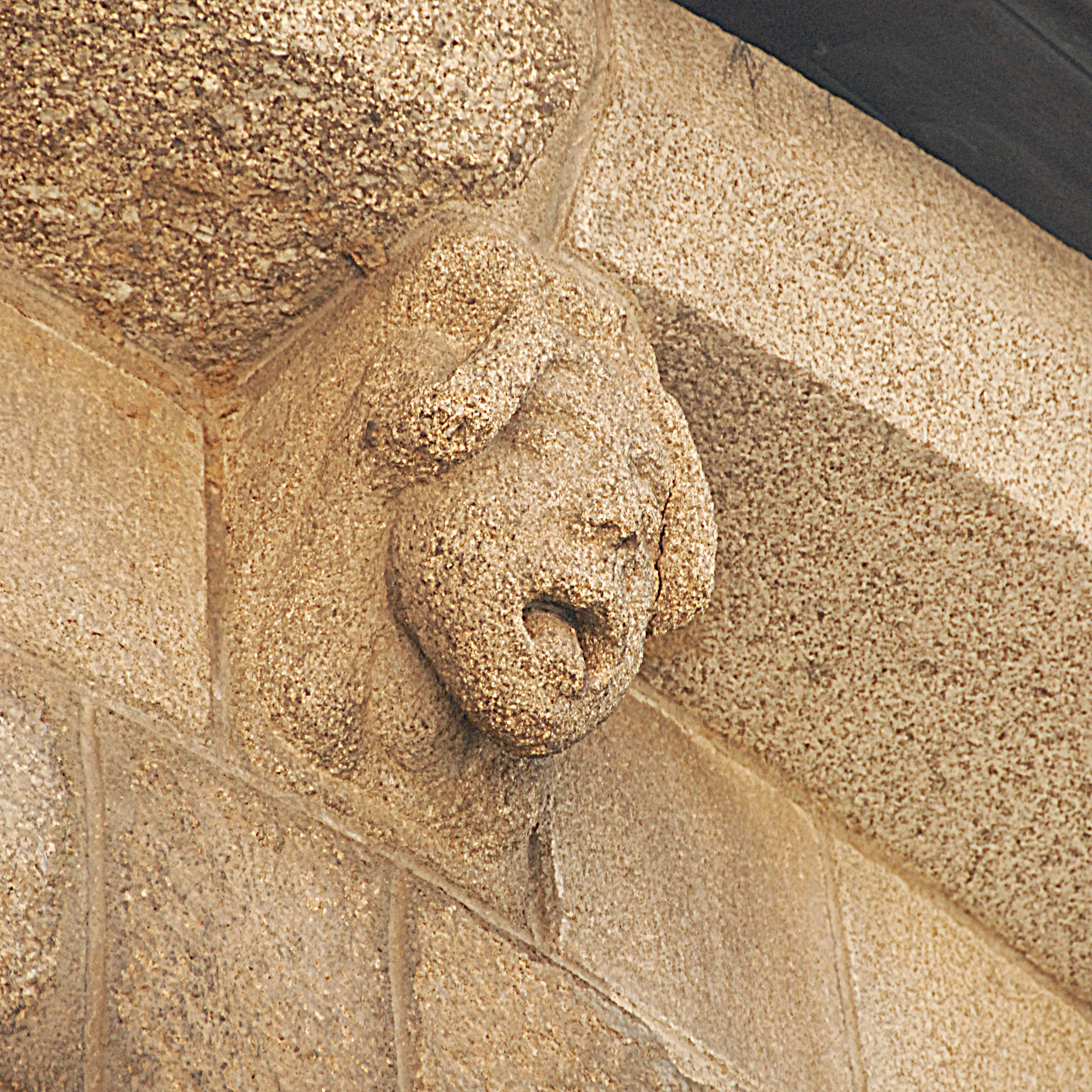
Kapellentraufe, Kragstein, Fratze
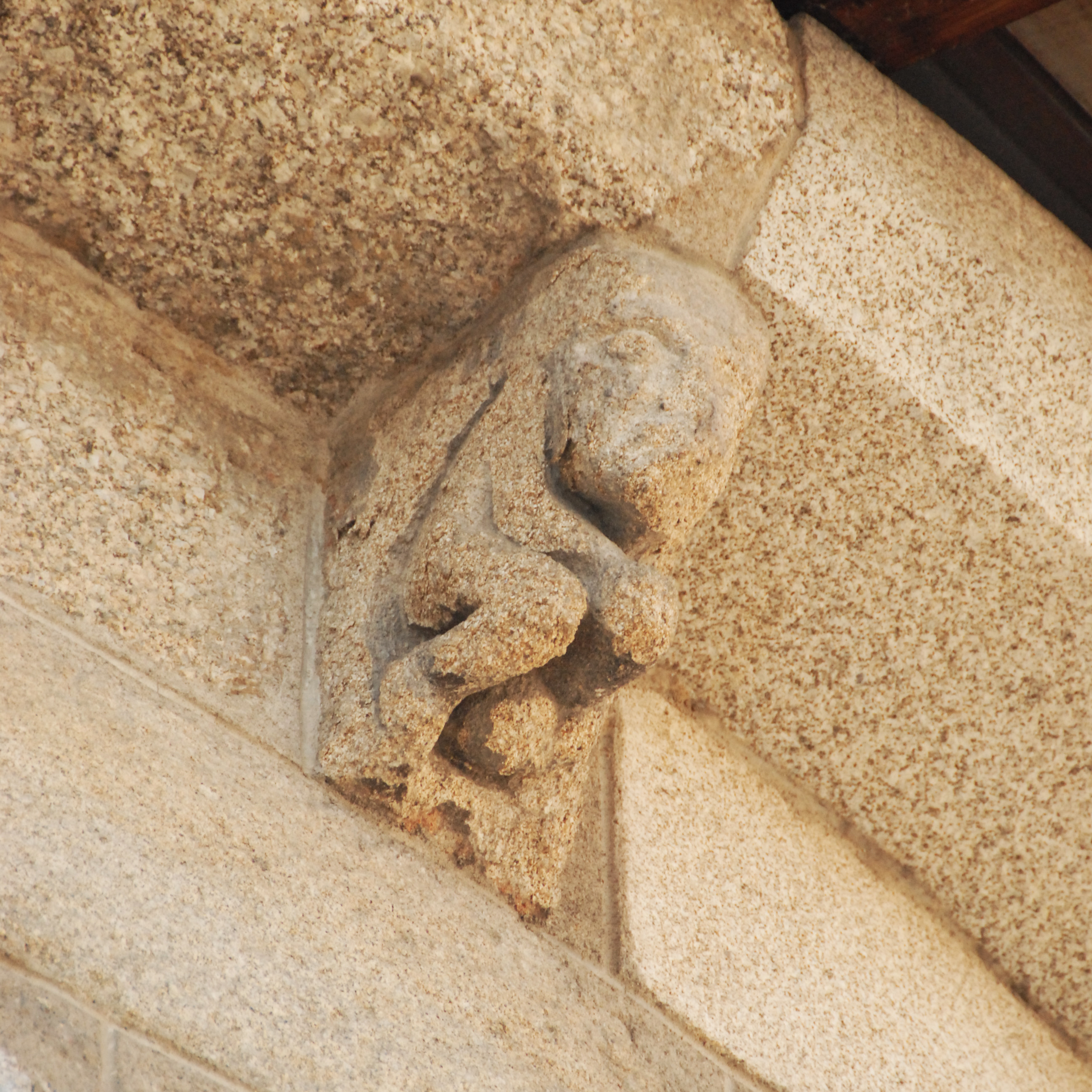
Kapellentraufe, Kragstein
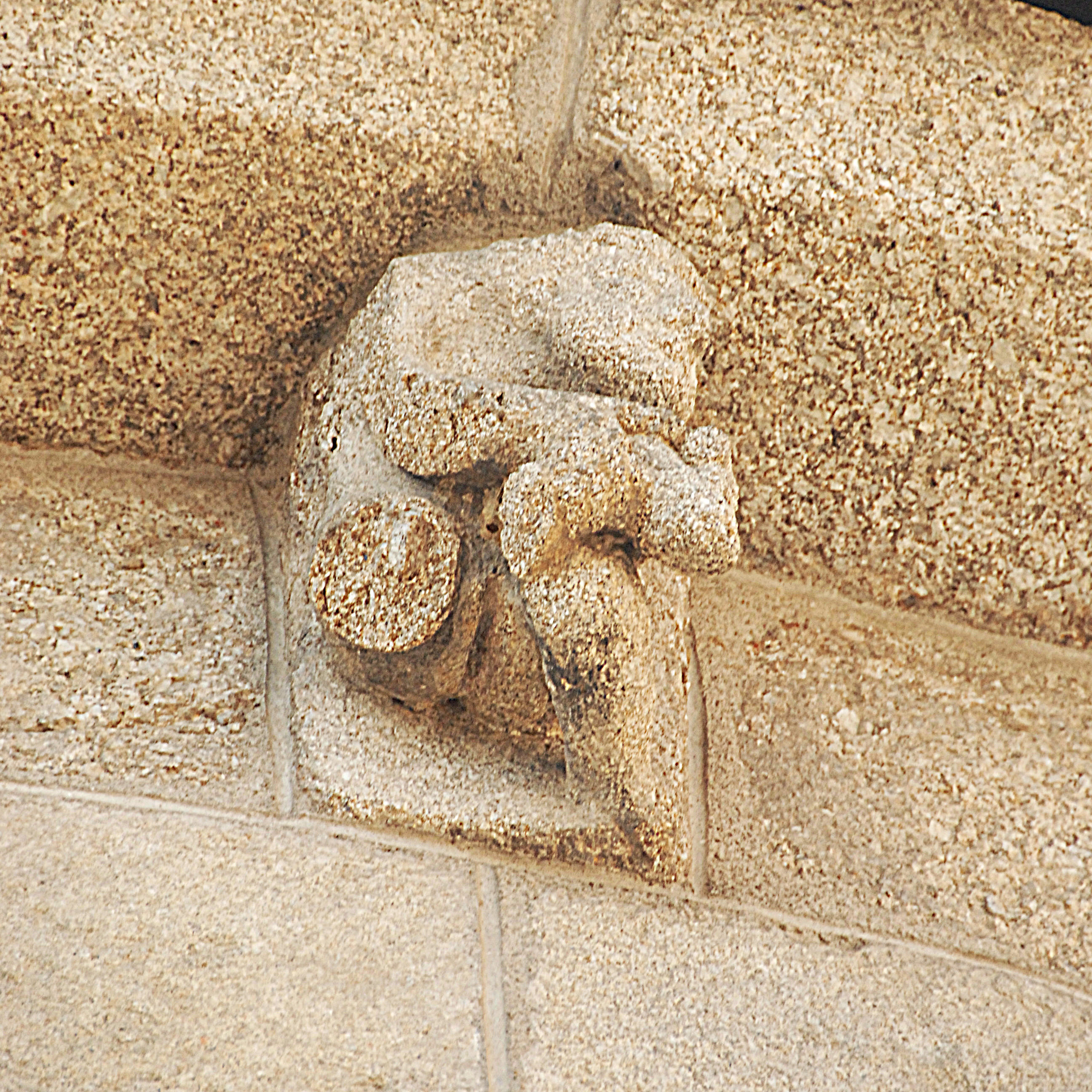
Kapellentraufe, Kragstein

#### Grabeskapelle

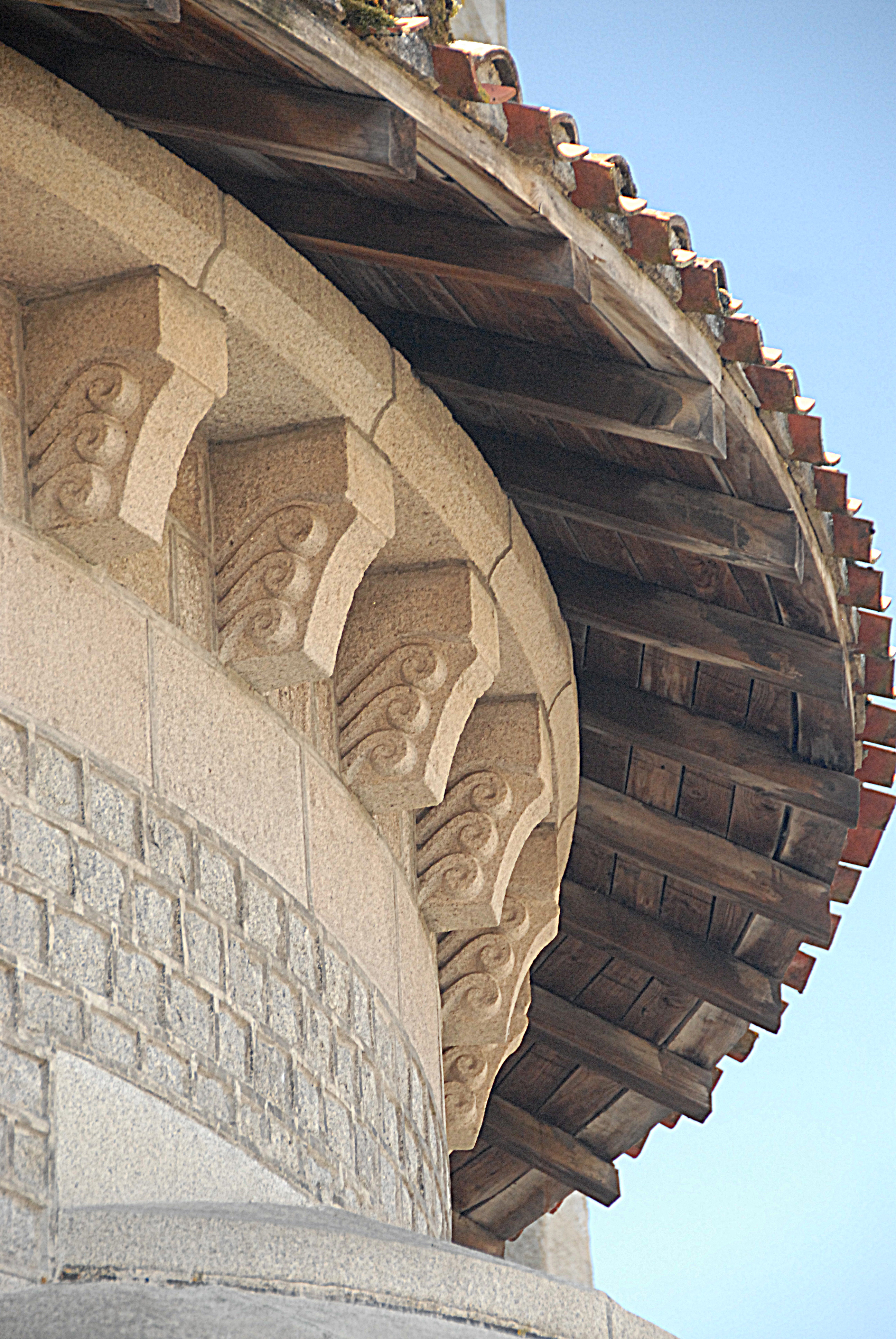
Grabeskapelle, Traufe mit Hobelspan-Kragsteinen

Die heute als Taufkapelle genutzte Kapelle mit vier Kapellenapsiden hatte ursprünglich keineswegs dieselbe Bedeutung. Sie wurde gegen 1075 im Winkel zwischen nördlicher Langhauswand und nördlichem Querhausarm fertiggestellt. Zu der Zeit waren Pilgerfahrten zum Heiligen Grab in der 1055 wieder errichteten Grabeskirche von Jerusalem verbreitet, aber es gab noch keine Kreuzzüge. Das 335 eingeweihte Ursprungsbauwerk der Grabeskirche aus Basilika und einer Rotunde war im Jahr 1009 vollkommen zerstört worden. Die Baumeister der Grabeskapelle von Saint-Léonard kannten vermutlich das Aussehen der Grabeskirche durch Überlieferung, oder, was näherliegt, durch eigene Anschauung die Konstruktionen der ehemaligen 1031 fertiggestellten Abteikirche Saint-Bénigne von Dijon, die sich weitgehend dem Vorbild der Urkirche näherten. Man könnte durchaus die Grabeskapelle als verkleinertes Abbild der Jerusalemer Grabeskirche bezeichnen. Auch die Kombination mit einer Kirche auf dem Grundriss eines lateinischen Kreuzes ist gegeben. Die Kirche war allerdings damals noch keine Basilika. Diese Kapelle besitzt neben einem Zugangsportal von außen auch eine innere Verbindungstür zum nördlichen Querhausarm. Die damaligen Gläubigen und Besucher der Kirche konnten sich nach dem eigentlichen Gottesdienst in der Kirche in die nach dem Vorbild der Jerusalemer Grabeskirche erbaute Rotunde begeben, zur Verehrung des Heiligen Grabes. Vielleicht gab es darin auch im Zentrum die Miniatur einer Ädikula, ähnlich der, die in der Grabeskirche stand.
Von außen kann man die erst kürzlich intensiv restaurierte Rotunde nur von Nordwesten bis Südwesten einsehen. Die Westseite ist teilweise von den Pfeilern des Glockenturms verdeckt. Vor dessen Errichtung waren etwa drei Viertel des Umfanges sichtbar. Der Baukörper besitzt einen kreisrunden Grundriss mit einem Außendurchmesser von knapp zehn Metern, aus dem vier halbkreisförmige Kapellenapsiden hervortreten. Die Breite der Apsiden entspricht etwa der Breite der Wandabschnitte zwischen den Kapellen. Die Achsen der Apsiden stimmen mit den Richtungen der Achsen der Schiffe überein.
Die Höhe der Traufe liegt etwa zwischen acht und neun Metern. Sie wird gebildet aus einem kräftigen Kraggesims mit breit gefaster Sichtkante, die auf eng gestellten Kragsteinen ruht, in einer etwas vereinfachten Form des Hobelspankragsteins. Vermutlich eine Arbeit der jüngsten Restaurierung. Die Zwischenräume der Kragsteine sind mit kleinformatigen glatten Werksteinen wandbündig ausgefüllt. Über dem Gesims kragen die Sparrenköpfe des Dachstuhls aus. Die Rotunde wird von einem flach geneigten Kegeldach überdeckt, dessen Hohlziegeleindeckung in acht Segmente radial unterteilt ist.

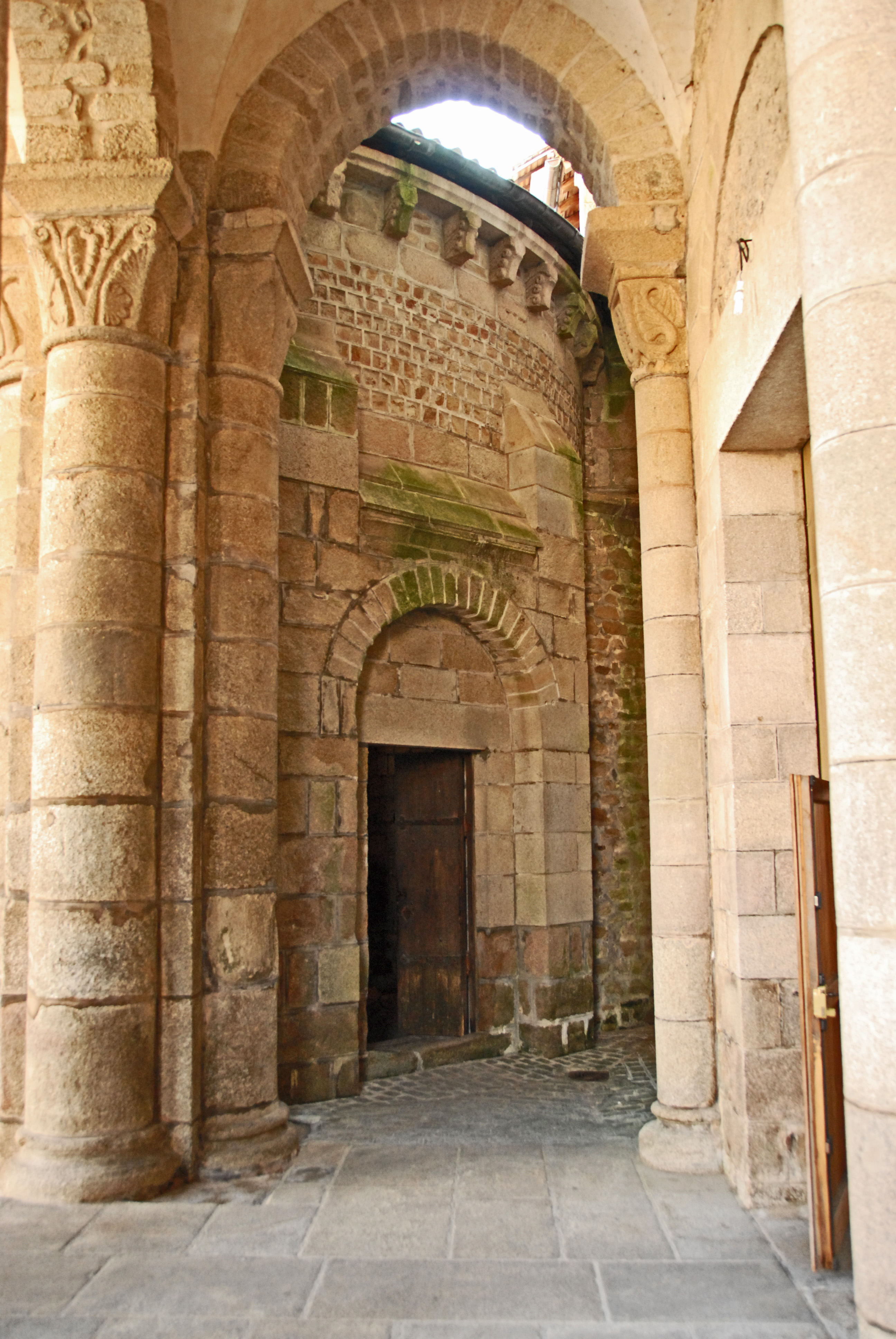
Grabeskapelle, Eingang aus Narthex

Das Mauerwerk der Rotunde und der Kapellen besteht bis in Höhe der Kapellentraufen aus großformatigen, glatten, hellbeigefarbenen und untereinander gleich großen Quadern im regelmäßigen Schichtenverband. Die Oberflächen der Steine sind entsprechend den Radien der Bauteile gekrümmt. Die Wand der Rotunde besteht im oberen, knapp einen Meter hohen Streifen aus kleinformatigen hellgrauen Werksteinen, untereinander gleicher Größe, die oberseitig noch von einer Schicht aus den hellen Mauerwerksquadern abgedeckt wird, auf dem die Kragsteine aufliegen. Die Oberseiten der Kapellen werden von Kegeldächern aus glatten Werksteinen überdeckt, die aus zwei sich überlagernden Schichten bestehen. In den Kapellenzwischenräumen sind schlanke rundbogige Fenster ausgespart mit schlichten Laibungskanten. Die Bogenansätze der Fenster liegen auf Höhe der Kapellentraufen.
In dem nach Südwesten weisenden Wandabschnitt ist die Wand außen etwa bis in Höhe des Materialwechsels des Mauerwerks mit einer zusätzlichen Mauerschicht aufgedickt und oberseitig in zwei verschiedenen Höhen abgeschrägt. Darin ist eine rundbogige Blendarkade eingelassen, die das rechteckige einflügelige Portal der Kapelle umschließt.

#### Glockenturm

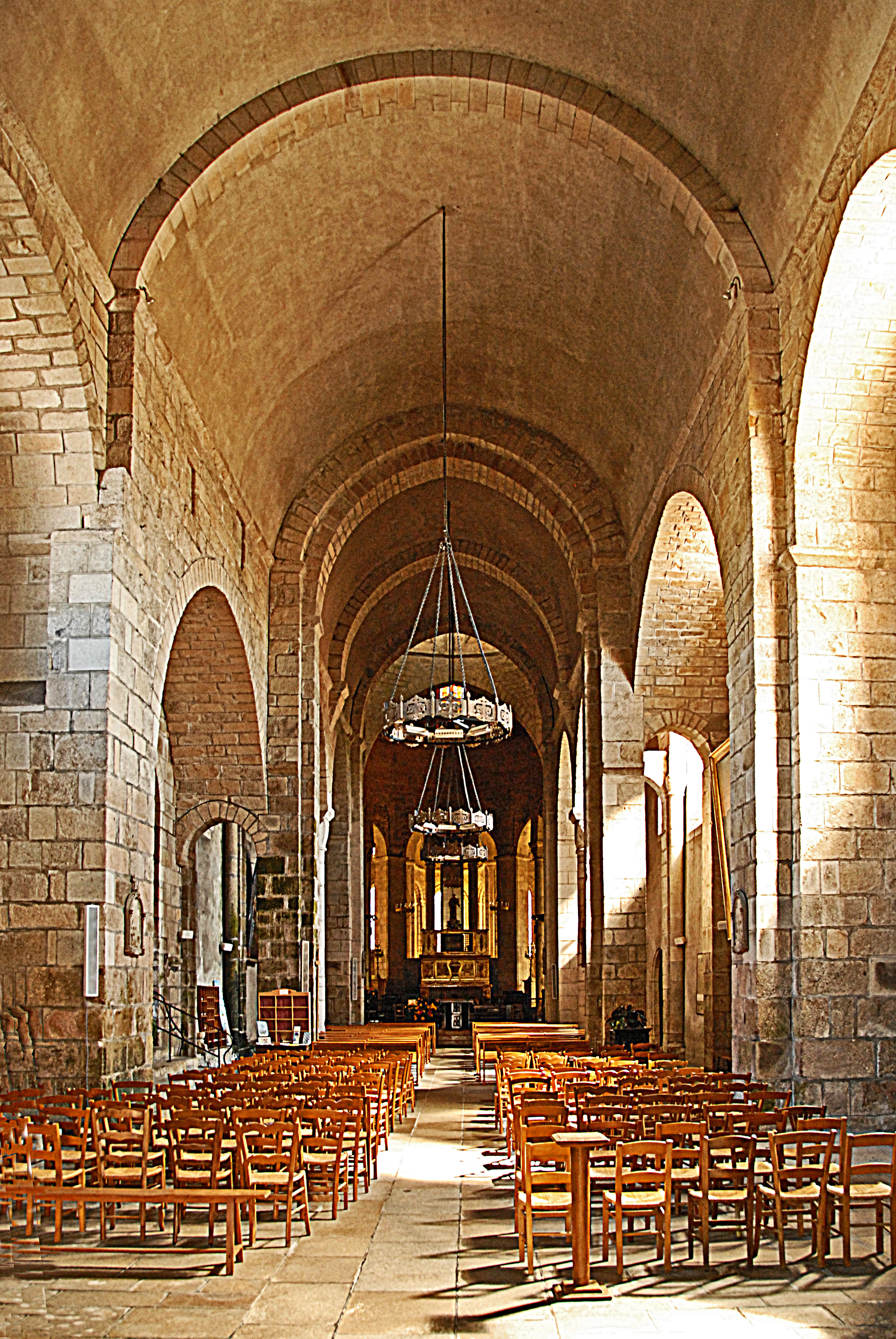
Langhaus, aus Joch 2 zum Chor

Der spätromanische 52 Meter hohe Glockenturm ist eine Schöpfung des frühen 12. Jahrhunderts und wird in deutschsprachigen Kunst-Reiseführern „als vielleicht der eleganteste seiner Stilrichtung im Limousin“ beurteilt. Er steht mit seinem fast quadratischen Grundriss auf der Nordwand im 3. Joch des Langhauses und berührt auf seiner Ostseite die westliche Kapellenapsis der Grabeskapelle. Er öffnet sich allseitig in allen Geschossen mit großzügigen Wanddurchlässen, mit fast unmerklich angespitzten Rundbögen, ausgenommen nach Süden in den beiden unteren Geschossen, in denen das Langhaus anschließt. Die Bauwerkskanten der unteren drei Geschosse sind durch kräftige Rückversätze gebrochen.

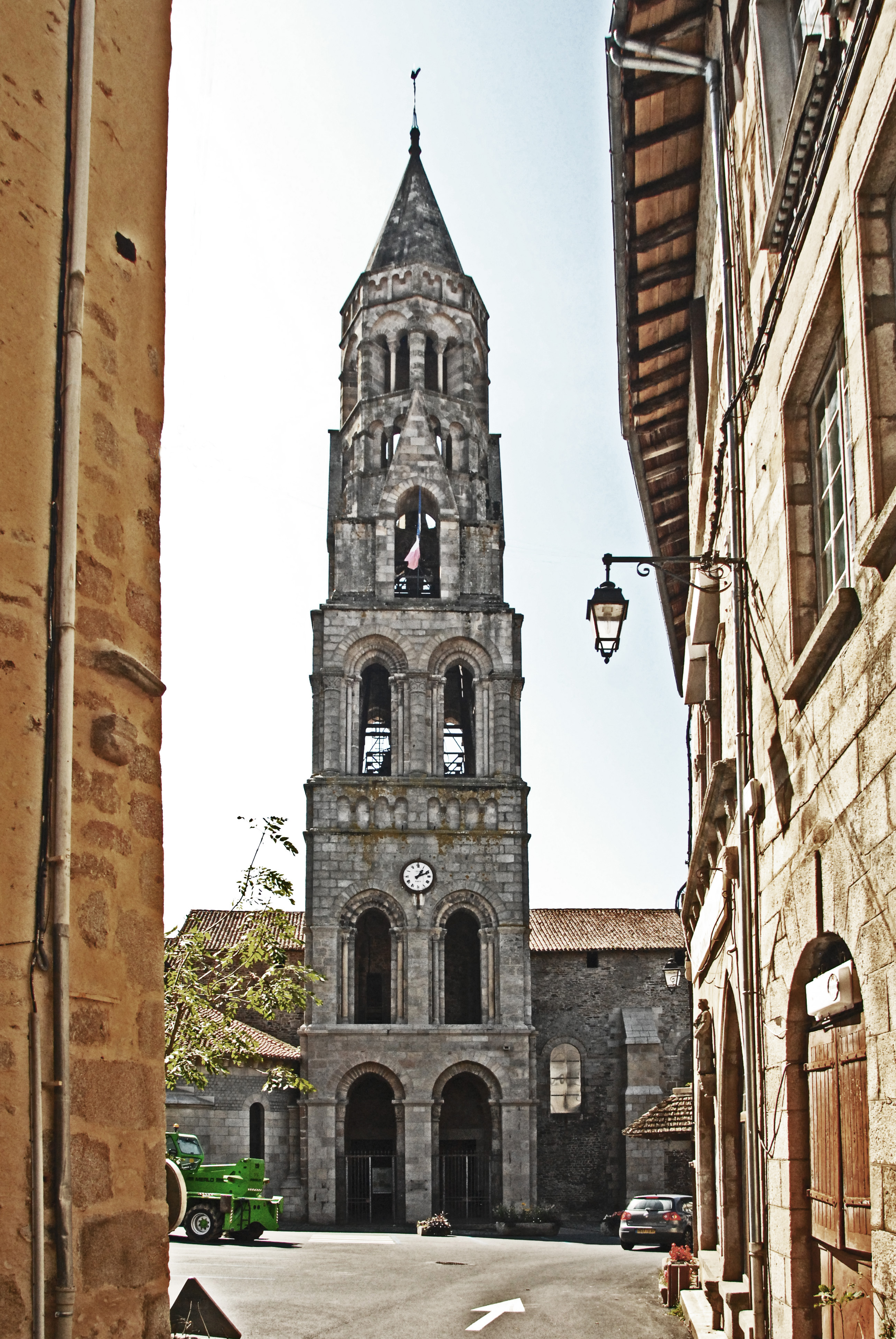
Glockenturm von N

Das untere Geschoss bildet einen offenen Narthex (Portalvorbau), über den man sowohl in die Kirche, wie auch in die Grabeskapelle witterungsgeschützt gelangt. Es ist etwa gleich so hoch wie das nächste Geschoss, wirkt aber durch die deutlich größeren Arkadendurchlässe niedriger. Das Erdgeschoss wird oberseitig durch ein kräftiges umlaufendes Kraggesims abgeschlossen, das oberseitig nach außen abgeschrägt ist. Darüber treten die Wände des nächsten Geschosses etwas zurück. Die fast rundbögigen Arkadenpaare auf drei Turmseiten weisen im Bogenbereich beträchtliche Rückversätze der Gurtbögen auf, die von halbrunden alten Diensten getragen werden, welche mit pflanzlich und figürlich skulptierten Kapitellen und profilierten Kämpfern ausgestattet sind. Die Kämpfer umschließen auch die äußeren Pfeilerteile gänzlich als Kragprofil. Inmitten der acht Pfeiler, die das Quadrat des Narthex bilden, steht ein neunter Pfeiler, der mit vier Gurtbögen mit den anderen Pfeilern verbunden ist und selbst vier halbrunde Dienste mit Kapitellen und Kämpfern trägt. Die vier Deckenfelder sind mit Kreuzgratgewölben überdeckt. Einen mittleren Pfeiler findet man auch in den nächsten beiden Folgegeschossen.
Das zweite Geschoss wird wie das erste von einem Kraggesims abgeschlossen. Die deutlich kleineren Arkadenpaare weisen seitlich und in den Bögen doppelte Rückversätze der Laibungskanten auf. In die inneren Rückversätze sind schlanke Säulen eingestellt, die in gleicher Dimension in den Bögen als Rundstäbe weitergeführt werden. Sie sind jeweils mit Kapitellen und mit Kämpfern ausgerüstet, deren Profile um die äußeren Pfeilerteile herumgeführt sind. Auf der Südseite schließt ein Stück Satteldach an, das quer auf das Satteldach des Langhauses geschoben ist.
Das dritte Geschoss ist ein gutes Stück höher als die beiden vorherigen. Es beginnt zunächst mit einer umlaufenden „Brüstung“, die mit einem Kraggesims abgedeckt ist, das oberseitig mehrfach abgetreppt ist und so sehr kräftig wirkt. Darüber springen die Wände etwas mehr zurück als in den unteren Geschossen. Die „Brüstung“ ist auf jeder Seite geschmückt mit zwei Zwerggalerien aus je vier Blendarkaden aus runden Bögen mit kantigen Keilsteinen, schlanken Säulchen mit Kapitellen und Kämpfern. Auf der Brüstung stehen auf jeder Seite wieder Arkadenpaare in gleicher Größenordnung wie im Geschoss darunter. Einziger Unterschied ist, dass statt der äußeren eckigen Wandpfeiler hier halbrunde Dienste stehen, ausgerüstet mit skulptierten Kapitellen und profilierten Kämpfern. Dieses Geschoss wird wieder mit einem Kraggesims abgeschlossen, mit einer wesentlich höheren oberseitigen Abtreppung und größerem Rücksprung der folgenden Außenwände.

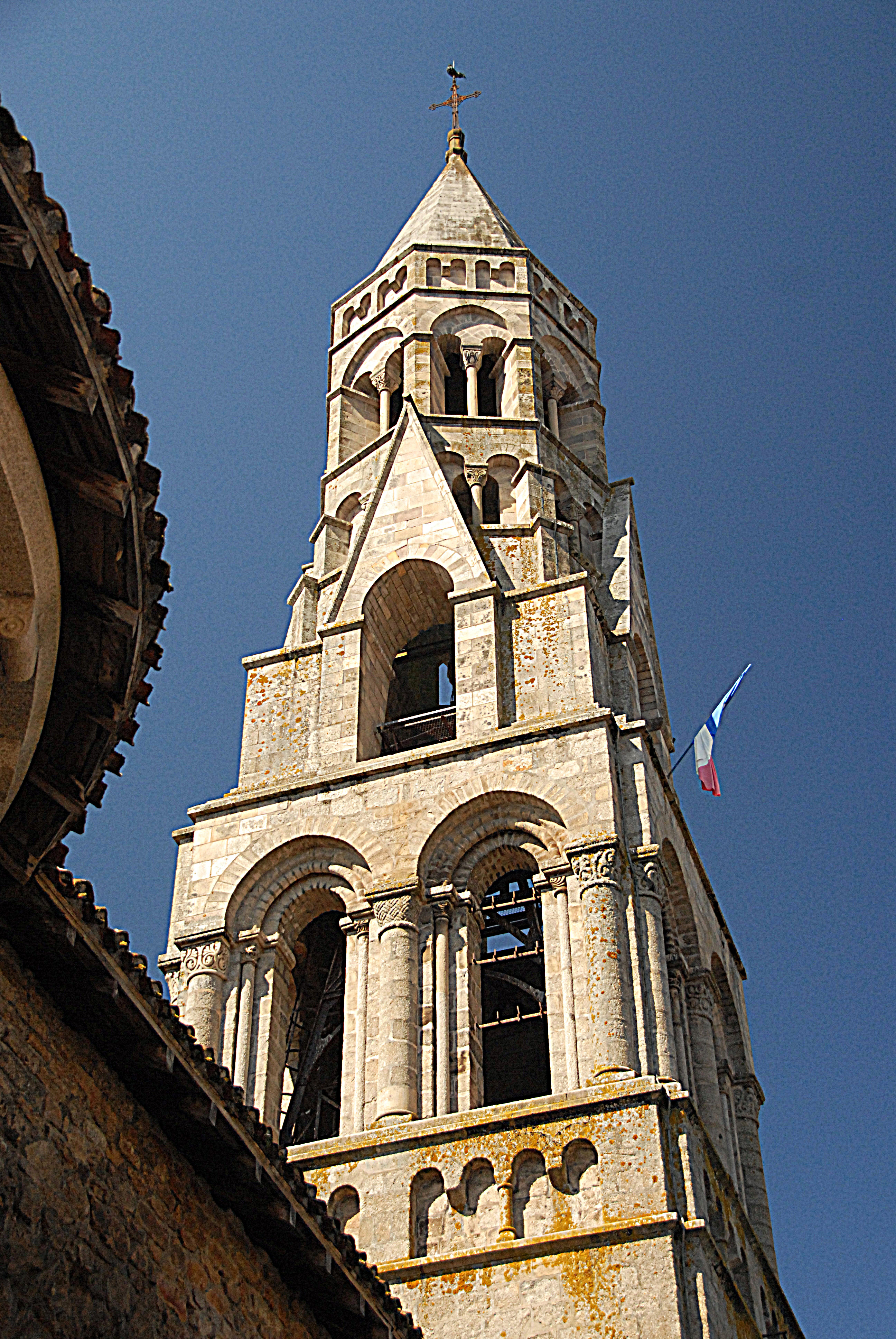
Glockenturm von NO

Das vierte Geschoss findet den Übergang vom quadratischen zum achteckigen Grundriss. Es ist etwa gleich hoch wie das vorhergehende und weist im unteren Abschnitt noch einen quadratischen Grundriss auf, der obere, etwas höhere, ist jedoch achteckig. Der obere wird vom unteren Abschnitt durch ein Kraggesims und einen weiteren Rückversatz getrennt. Auf jeder Seite des unteren Abschnitts ist eine schlanke Öffnung ausgespart mit schlichten Laibungskanten, die seitlich von rechteckigen Wandpfeilern begrenzt werden, ihre Bogenansätze liegen auf Höhe des Kraggesimses. Über den Bögen ragen spitz zulaufende Giebeldreiecke auf, deren Ortgänge von flachen, leicht auskragenden Platten abgedeckt sind. Die Giebelfirste liegen auf Höhe des das Geschoss abschließenden Kraggesimses. Vier Kanten des Achtecks weisen auf die vier Kanten des unteren Quadrats. Sie werden von diagonal gestellten Strebepfeilern verstärkt. Zwischen den Giebelortgängen und den Strebepfeilern ist je ein kleines rundbogiges Zwillingsfenster „eingezwängt“, das von einem schlanken Säulchen mit Kapitell und Kämpfer getrennt wird.
Dem oberen achteckigen Abschnitt folgt ein letztes Geschoss mit etwa gleichem achteckigen Grundriss und zweimaligem leichtem Rückversatz. Es besteht aus einem höheren Abschnitt, etwa so hoch wie der vorherige, und einem schmalen abschließenden Kranz. Die Achteckseiten des höheren Abschnitts werden fast ganz ausgefüllt mit je einer großen Arkade mit angespitztem Bogen und schlichten Laibungskanten. Das zurückversetzte glatte Bogenfeld überdeckt ein Zwillingsfenster, das mittig von einem schlanken Säulchen mit skulptiertem Kapitell und profiliertem Kämpfer getrennt wird. Der abschließende Kranz ist auf jeder Seite mit je zwei Zwillings-Blendarkaden geschmückt, ohne mittige Pfeilerunterstützung.
Das letzte Geschoss wird von einem steil angespitzten Turmhelm in Form einer achteckigen Pyramide mit glatten Oberflächen überdeckt. Die Steilheit des Helms und der dreieckigen Giebelfelder im vorletzten Geschoss erinnern bereits an die damals aufkommende Gotik. Die Helmspitze krönt ein kurzes Säulchen mit zwei Knäufen, darüber ein Kreuz mit einem Wetterhahn aus Metall.

Galerie Narthexkapitelle
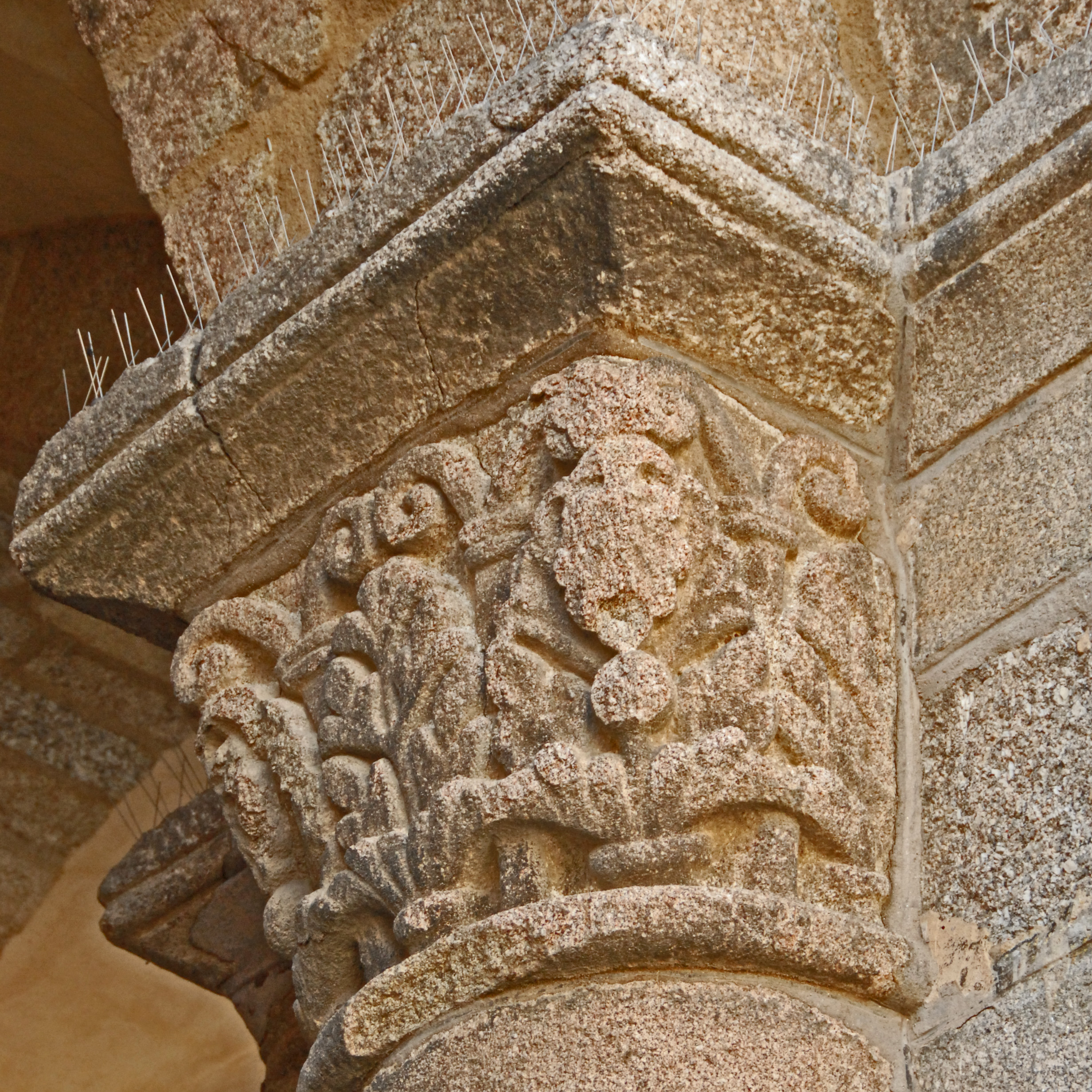
Gesicht in Pflanzendickicht
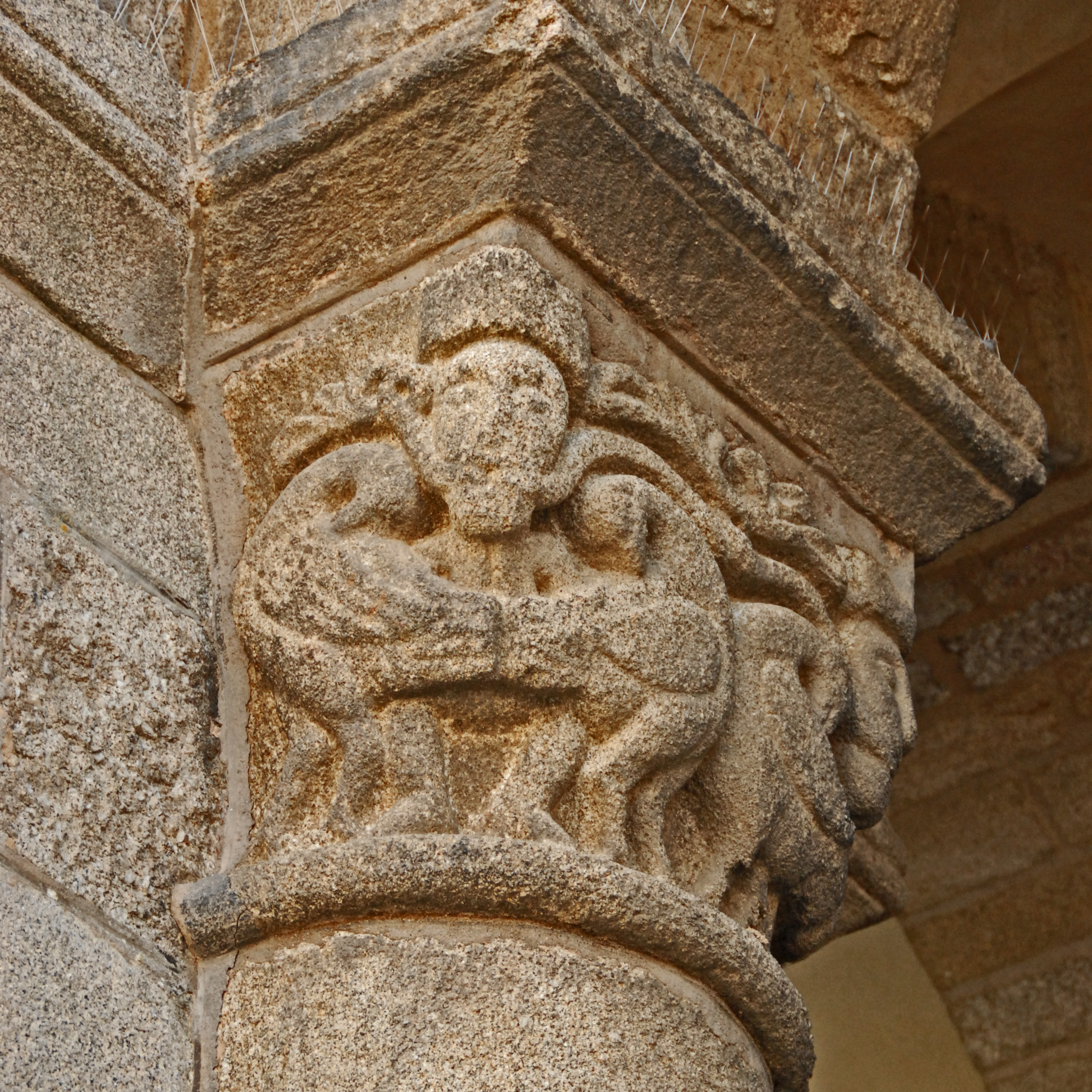
Vögel und Gesicht
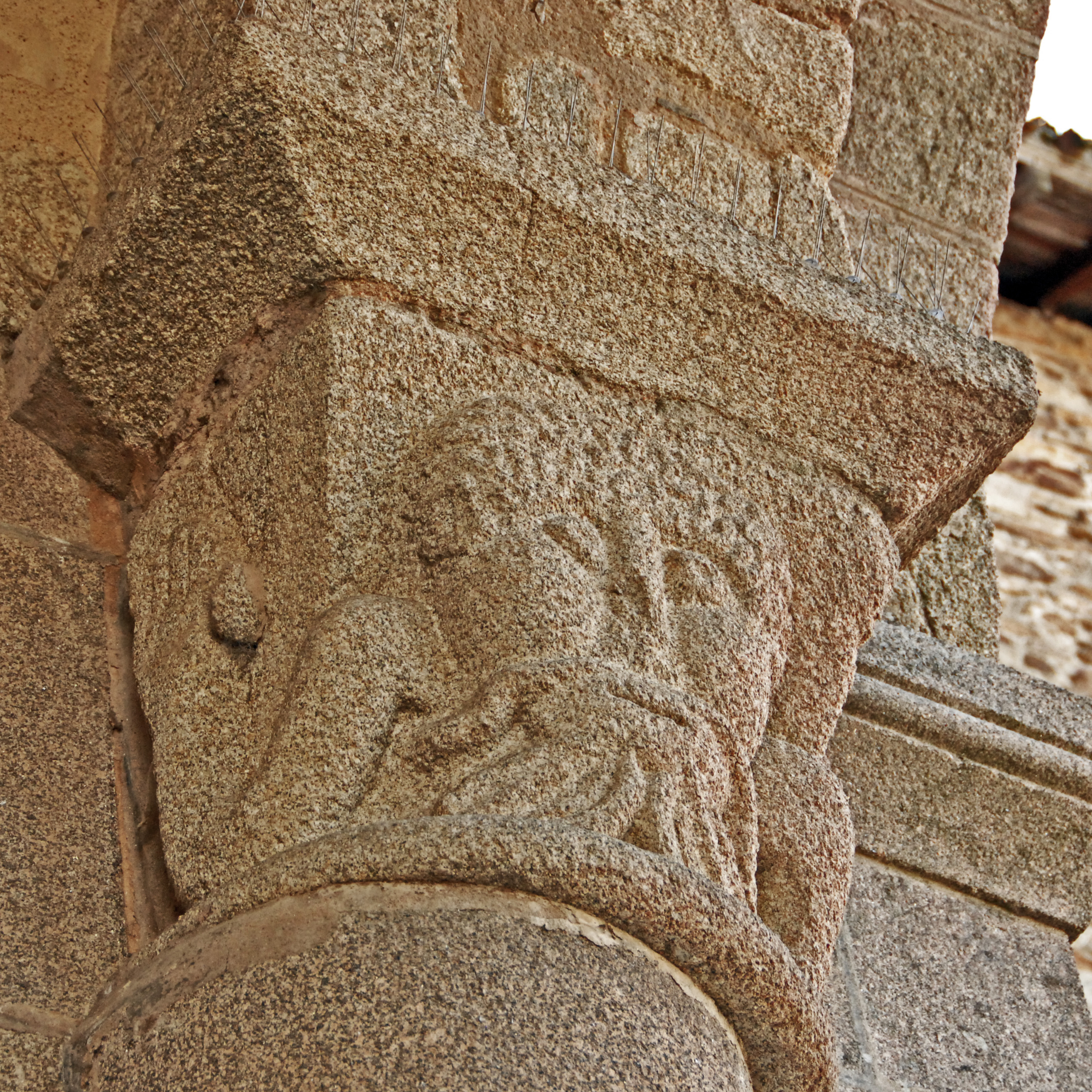
Bärtiges Gesicht
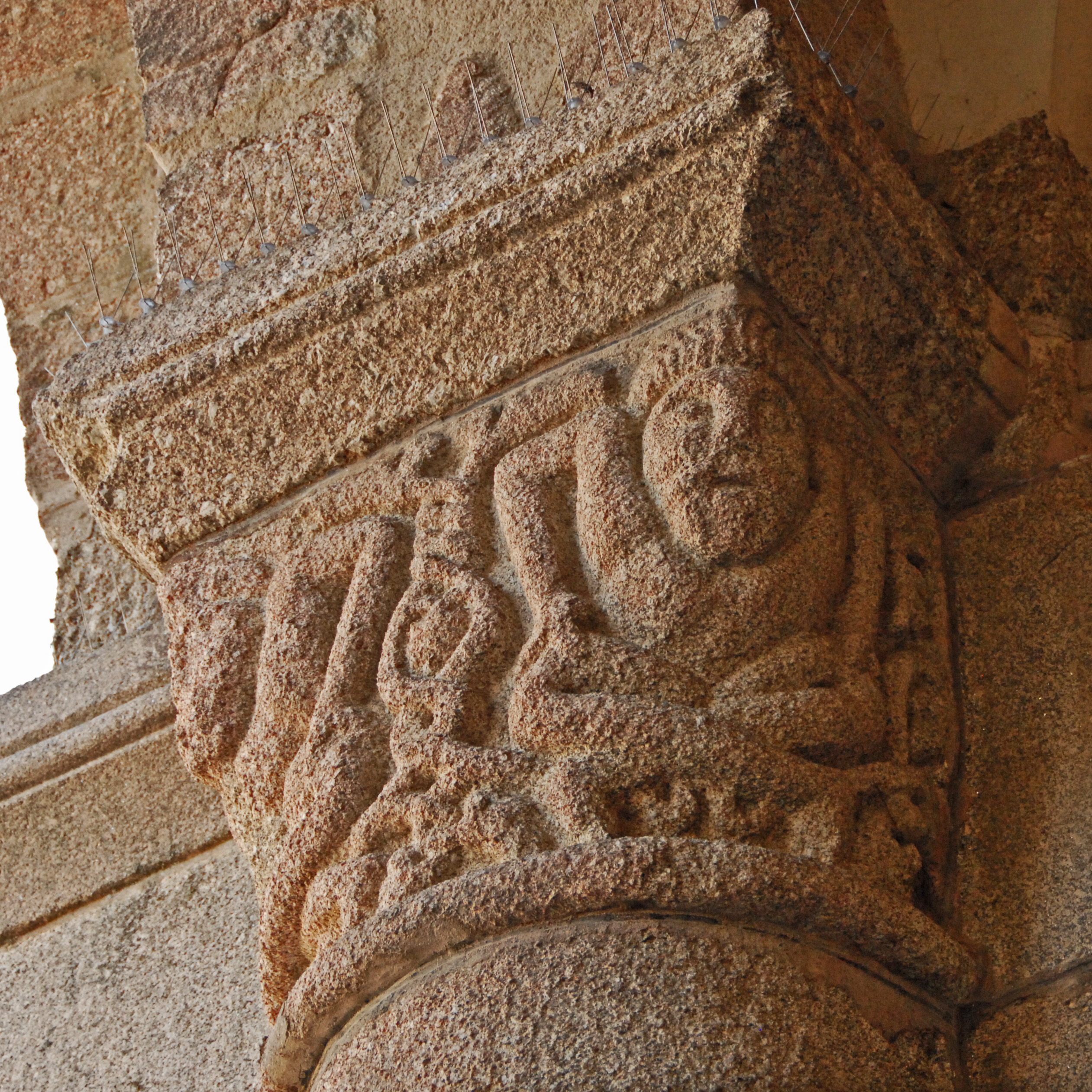
Verschlungene Artisten
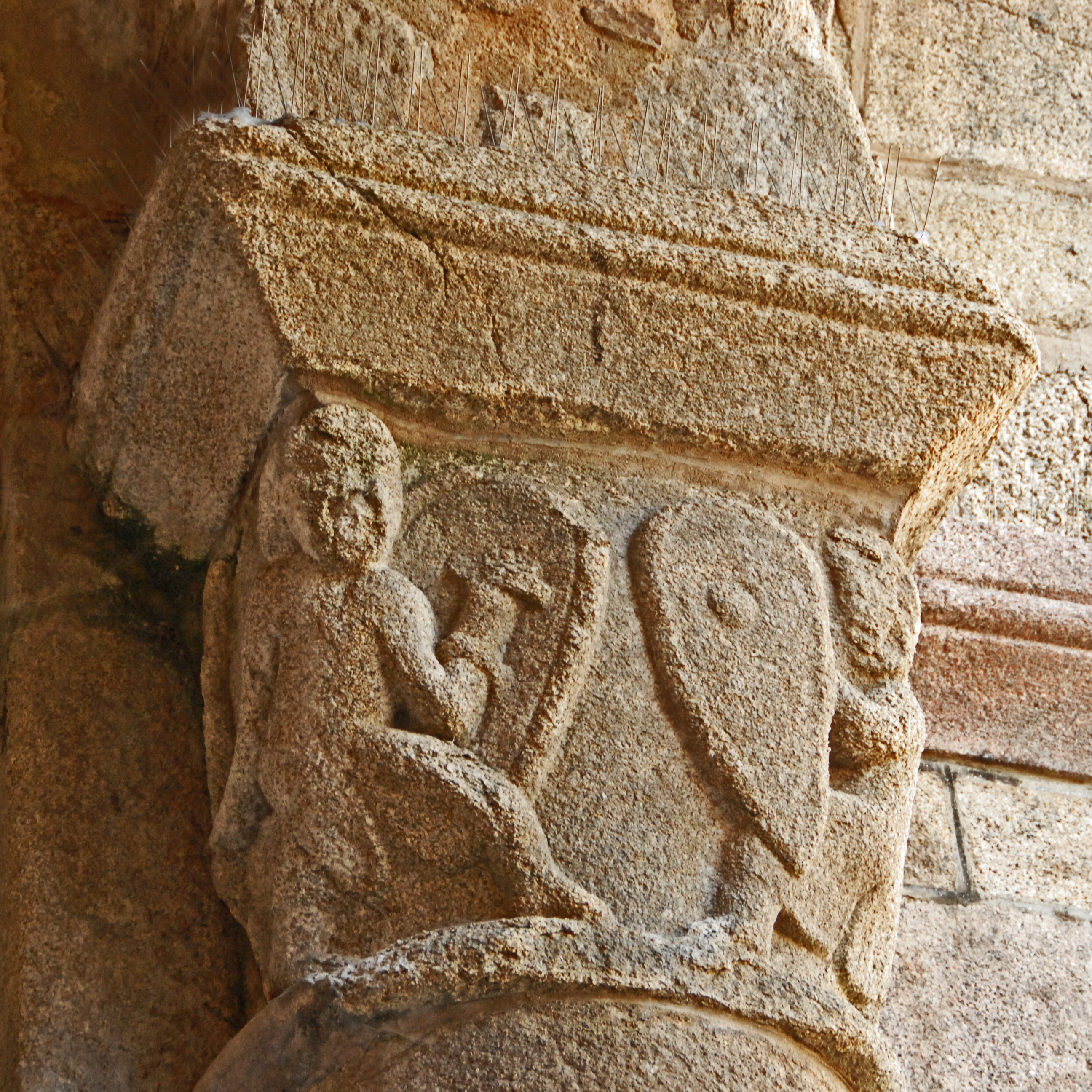
Kämpfer mit Schilden
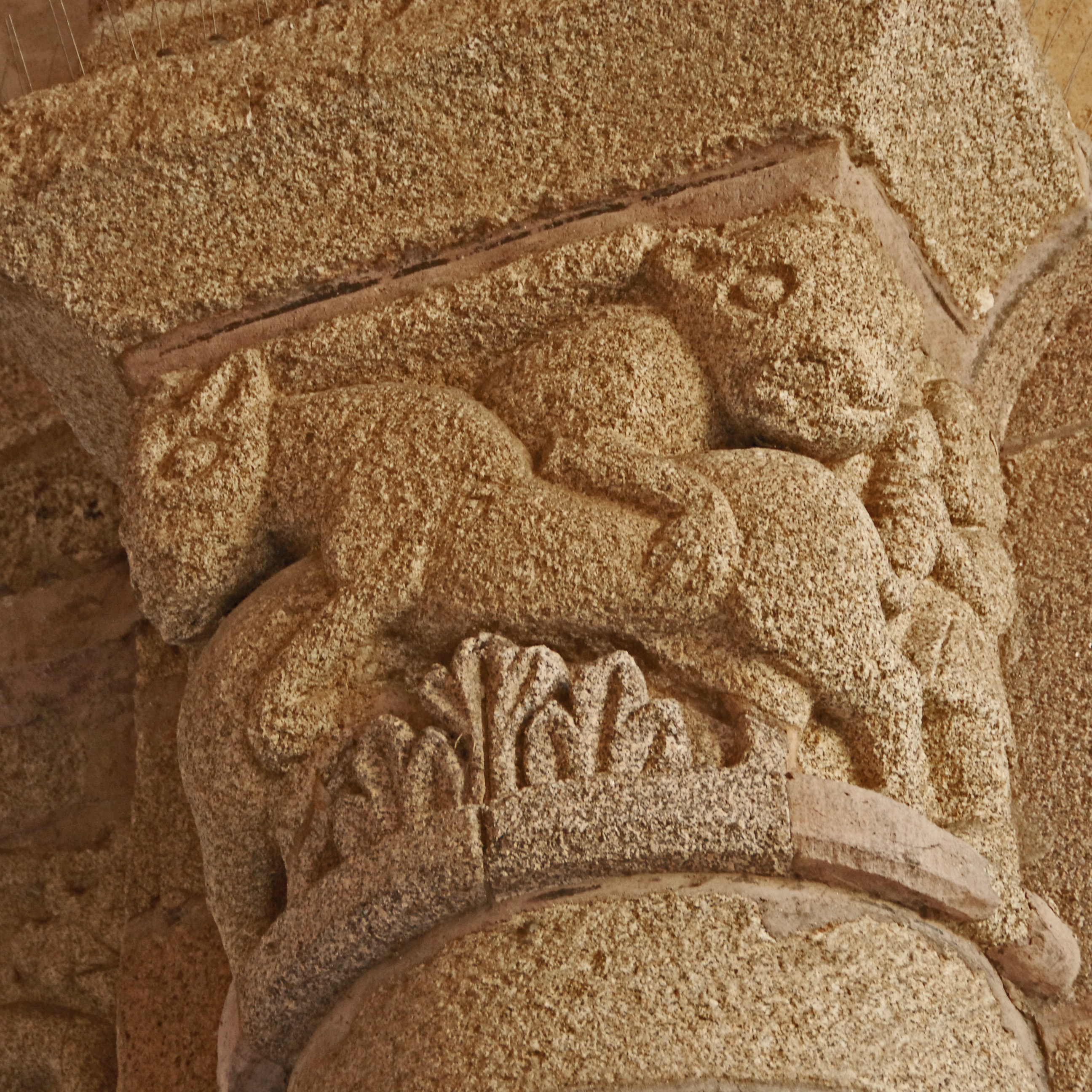
Vierbeiner
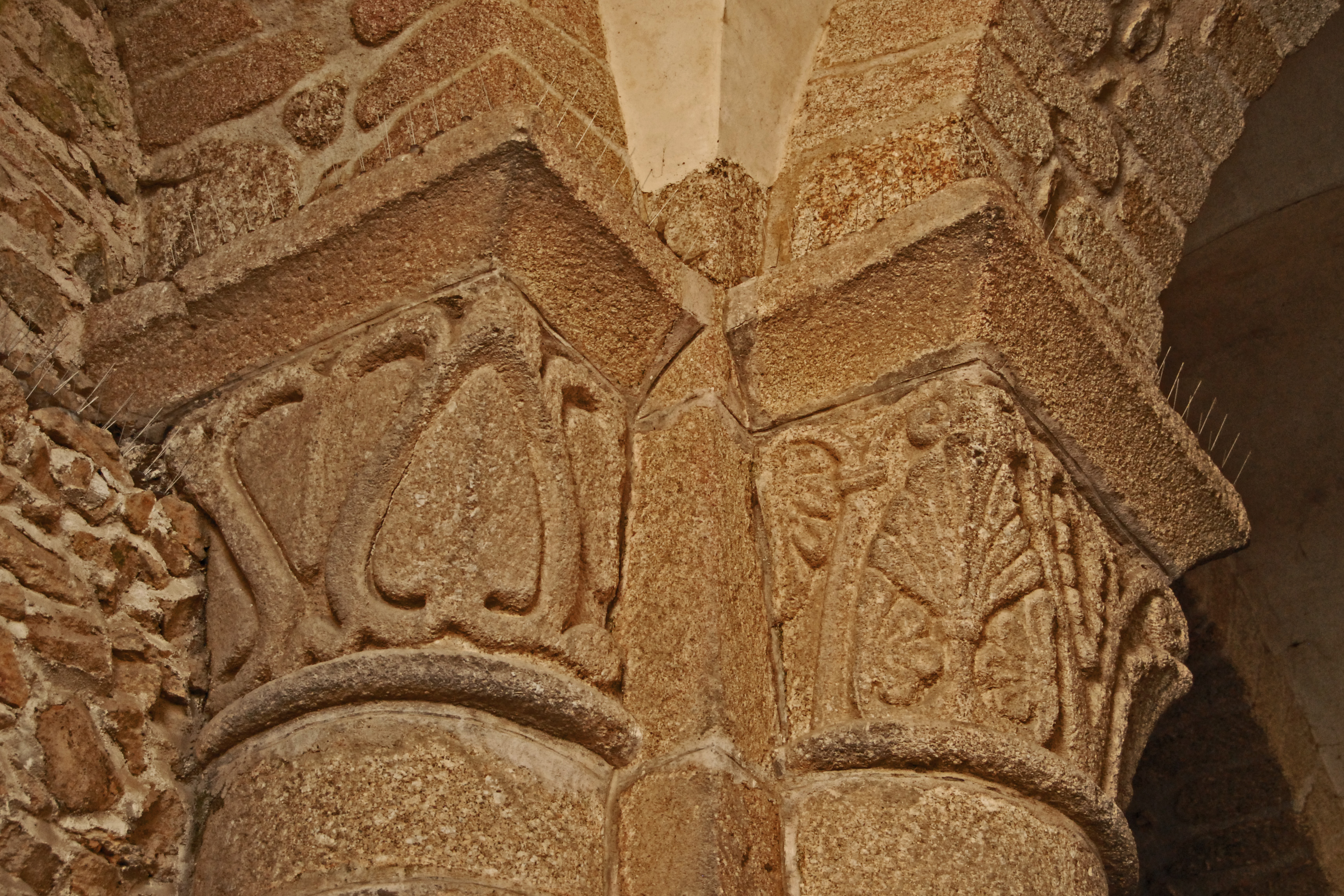
Pflanzliche Strukturen
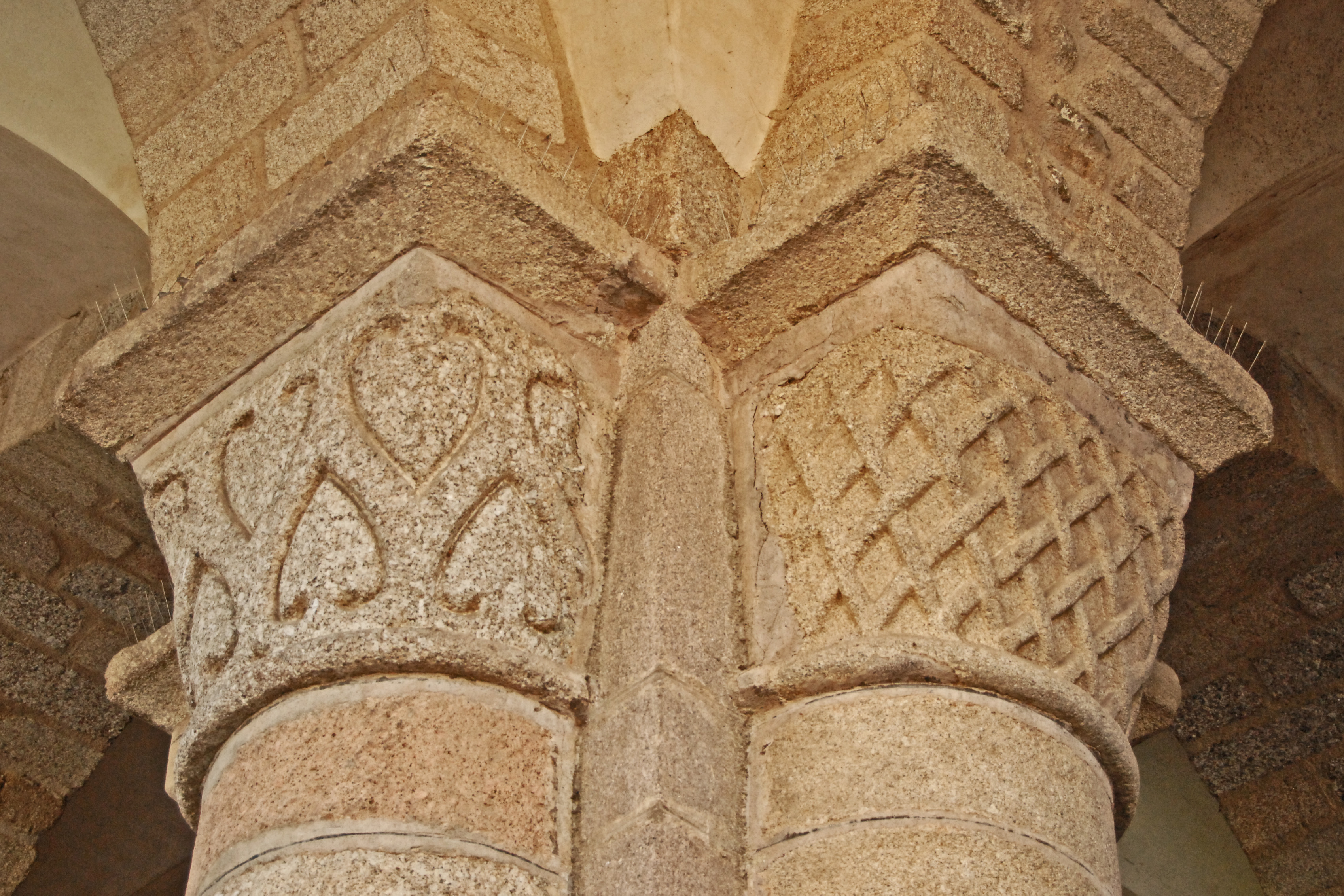
Pflanzliche Strukturen
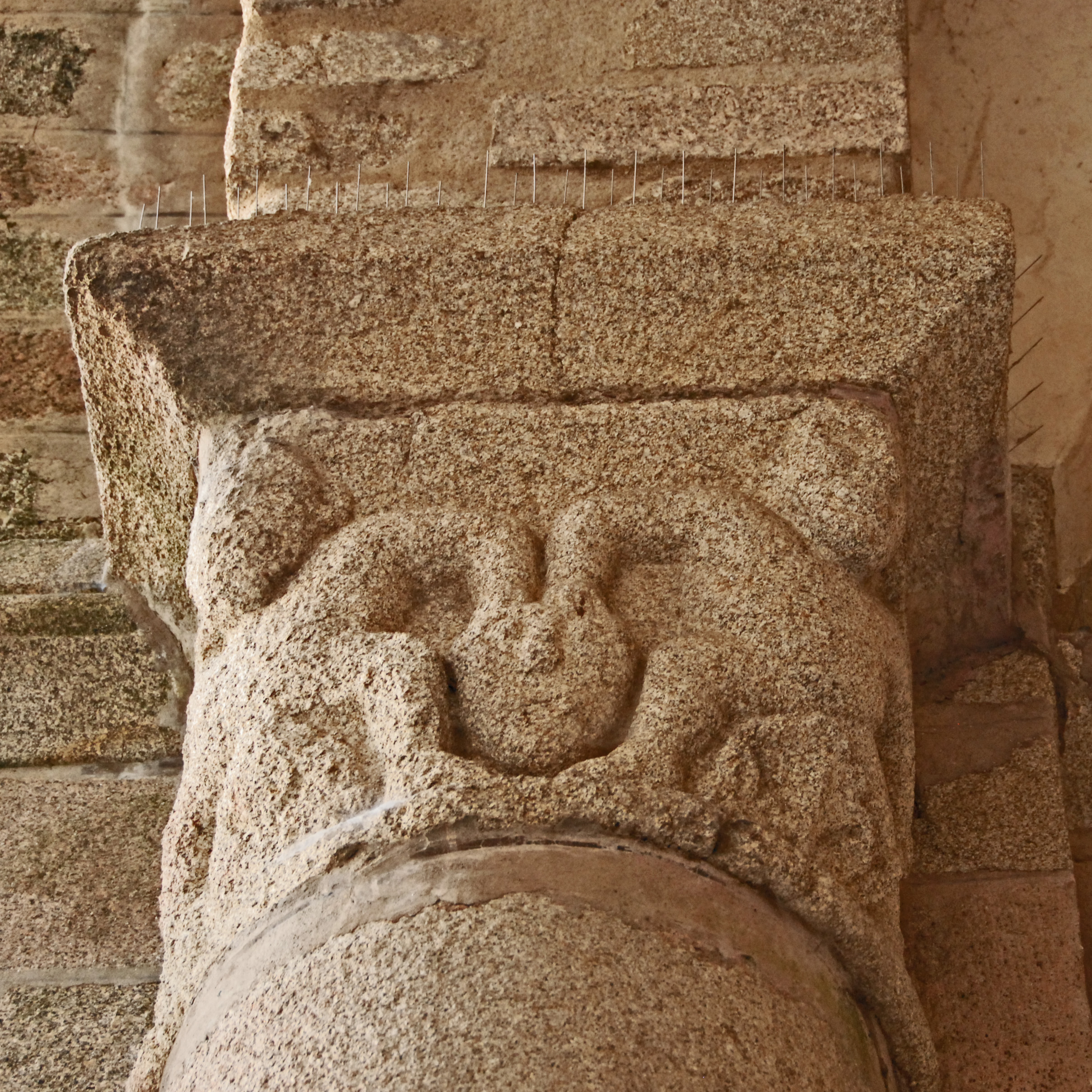
2 Menschen tragen Last
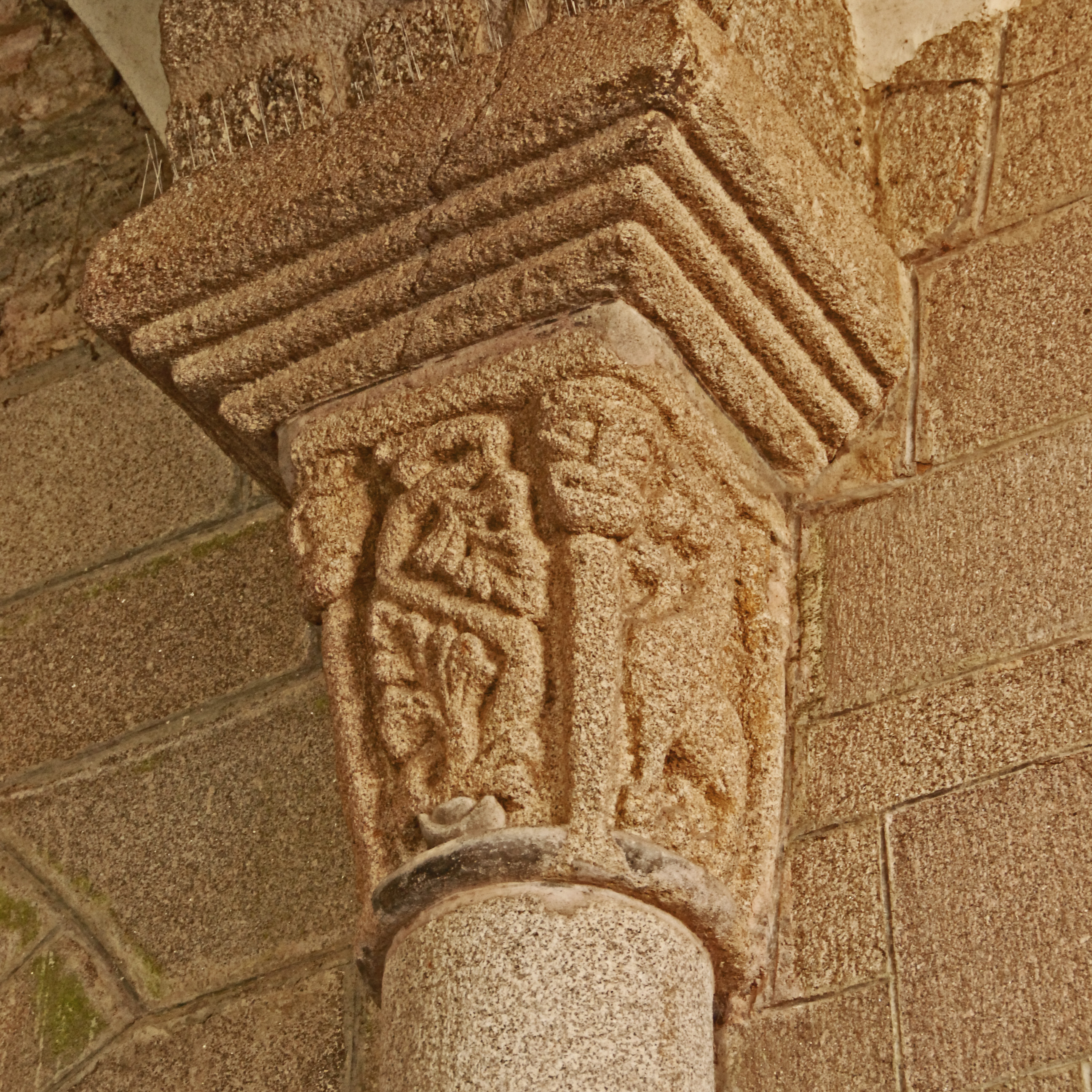
Verschlungenes

### Inneres
Alle Gewölbe, Tonnen, wie Kuppeln und die alten Bruchsteinwände von Lang- und Querhaus sind glatt verputzt und in dem Natursteinfarbton getönt. Alle Pfeiler, Säulen, Bögen, Scheidewände und die Pendentifs sind steinsichtig aus großformatigen hellen Werksteinquadern und -keilsteinen gemauert.

#### Langhaus

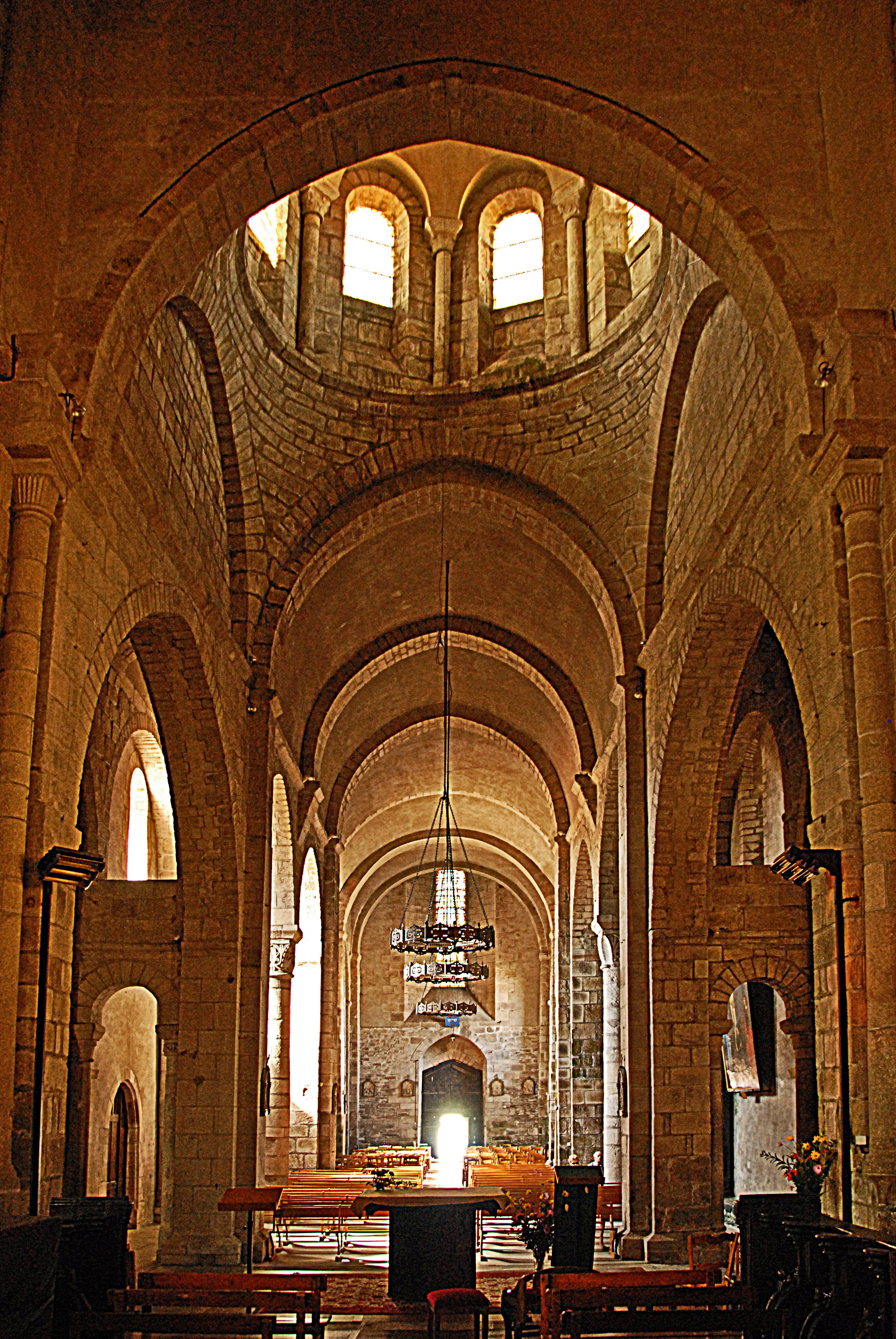
Vierung und Langhaus aus Chor

Das Langhaus ist in fünf teils unterschiedlich breite Joche unterteilt und weist in den Jochen 4 und 5 den Aufriss einer Pseudobasilika auf, ohne durchfensterte Obergaden, aus dem Mittelschiff und sehr schmalen Seitenschiffen, letztere etwa in Höhe der Gewölbeansätze des Mittelschiffs. Diese zunächst etwas verwirrende innere Aufteilung geht darauf zurück, dass zunächst das Langhaus aus einem einzigen Schiff bestand, ohne Steingewölbe. Die schlanken Außenwände hätten in der Spannweite ohne zusätzliche Verstärkungen keine steinernen Einwölbungen erlaubt.
Im nächsten Bauabschnitt, bei dem man mit den Einwölbungen begann, wurde der vordere Teil des Langhauses in zwei Joche – die späteren Joche 4 und 5 – und drei Schiffe unterteilt. Die Spannweiten der steinernen Gewölbe konnten so deutlich verringert werden. Die schmalen Seitenschiffe halfen die waagerechten Schubkräfte der mittleren Tonne auf die Scheidewände, deren Pfeiler und die um die Wandpfeiler verstärkten Außenwände zu übertragen.

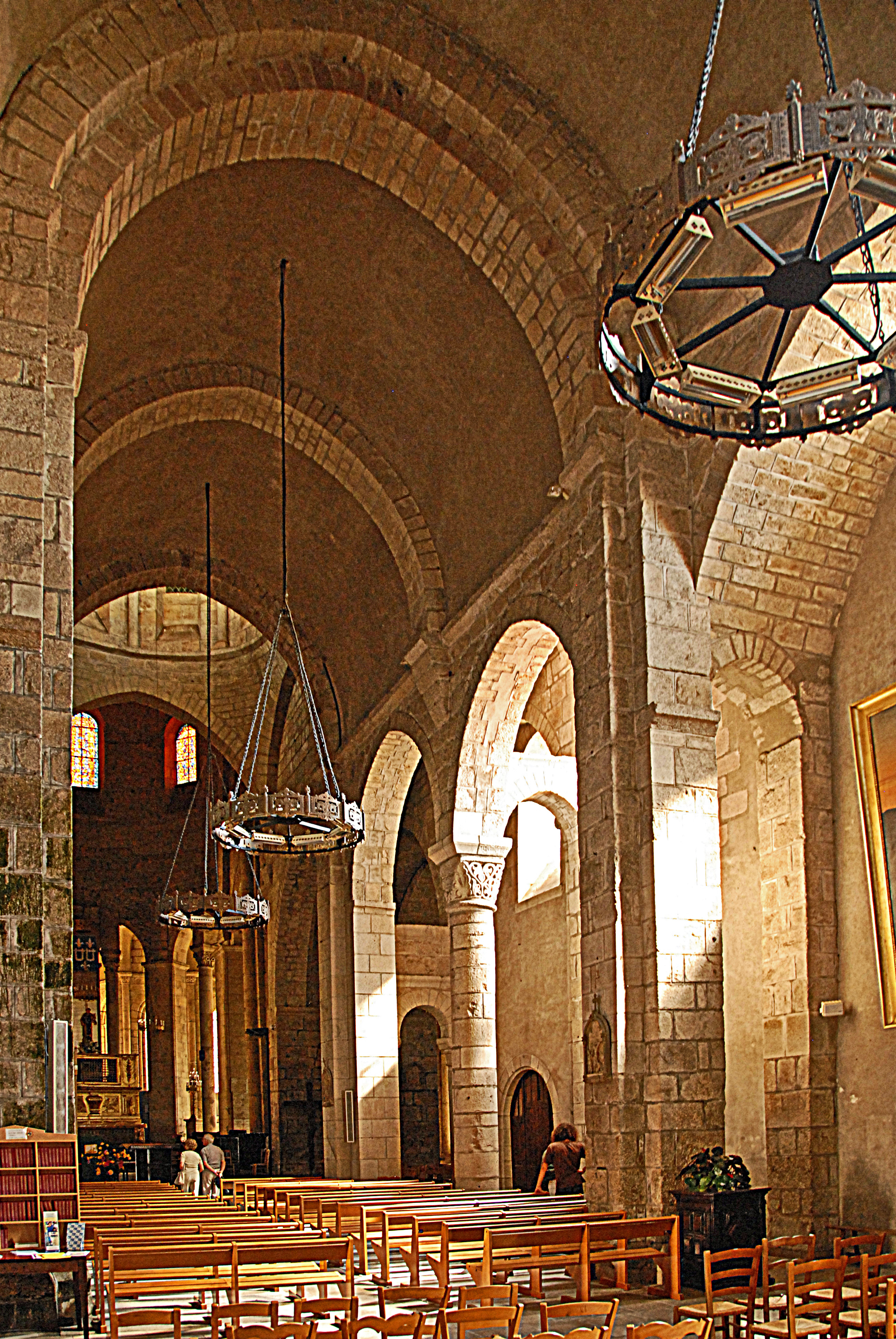
Langhaus, Südwand, ab Joch 3 zum Chor

Die leicht angespitzten Tonnengewölbe der Schiffe werden in Querrichtung untereinander und zum Joch 3 hin durch ebenso angespitzte im Querschnitt rechtwinklige Gurtbögen geteilt beziehungsweise begrenzt. Zur Vierung hin übernimmt das die westliche Vierungsarkade. Die Gewölbeansätze werden durch kräftige profilierte Kraggesimse markiert. Die kräftigen Scheidewände ruhen auf leicht angespitzten Arkadenbögen, die ihrerseits auf Pfeilern stehen. Die Pfeiler zwischen Joch 5 und Vierung haben kreuzförmige Grundrisse, die zu den Seitenschiffen weisenden Kreuzarme sind allerdings halbrunde alte Dienste, wie auch die gegenüber angeordneten Dienste an den Außenwänden. Die Pfeiler zwischen Joch 4 und 5 sind runde Säulen, denen an den Außenwänden rechteckige Wandpfeiler gegenüberstehen, die von zwei jungen Diensten flankiert werden. Die Pfeiler zwischen Joch 3 und 4 haben wieder kreuzförmige Grundrisse, bei denen aber die Arme zu den Seitenschiffen fehlen. Die Wandpfeiler gegenüber auf den Außenwänden sind rechteckig. Die Säulen und Dienste tragen skulptierte Kapitelle, die von profilierten Kämpfern abgedeckt sind. Die kantigen Pfeiler werden nur durch die gleichen Kämpferprofile in derselben Höhe abgeschlossen. Knapp über den Kapitellen sind in den Seitenschiffen quer verlaufende leicht angespitzte runde Strebebögen angeordnet. Die Kapitelle der jungen Dienste sind etwas höher angeordnet als die auf den Säulen.

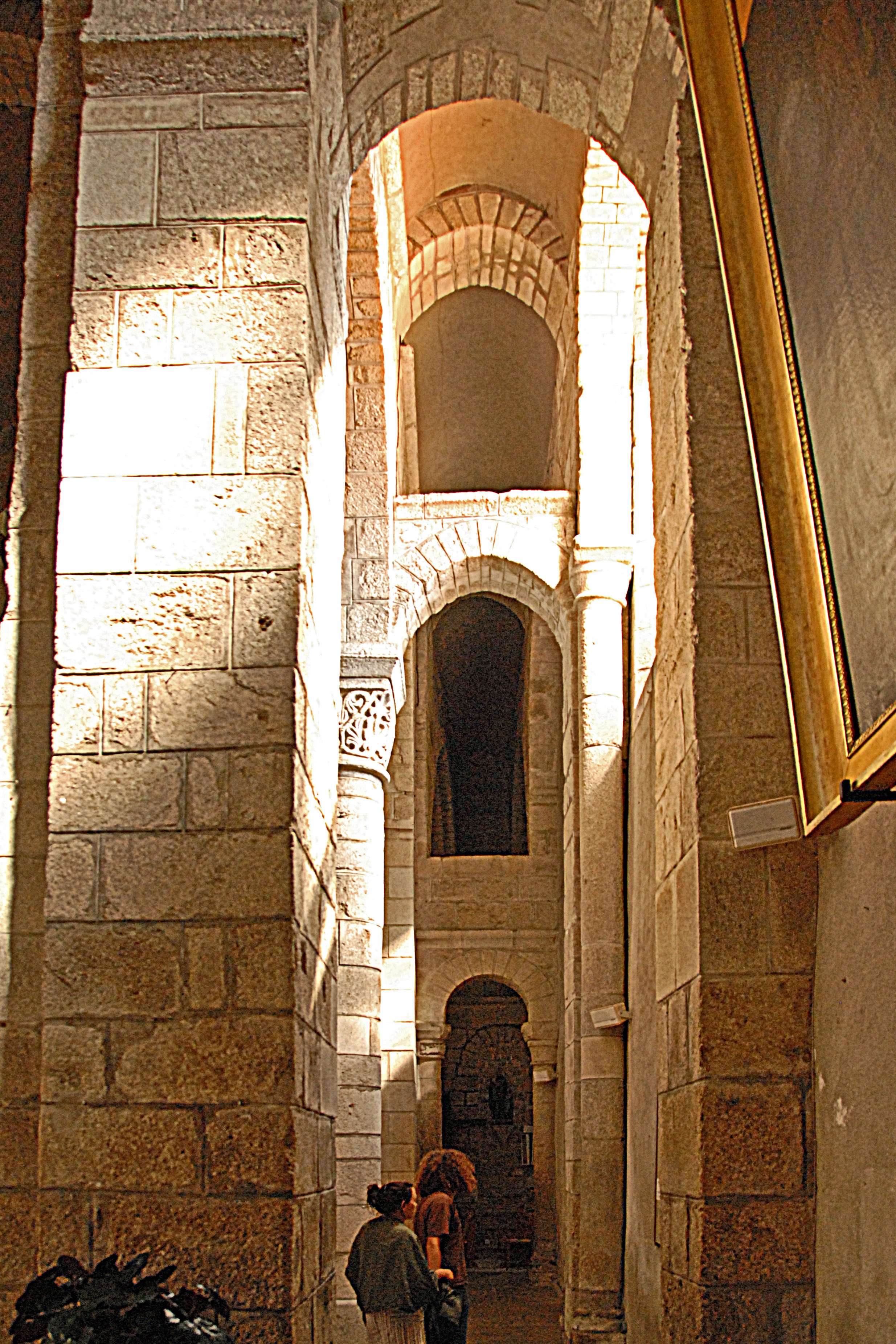
Langhaus, südl. Seitenschiff, aus Joch 4 nach vorne

Bei der später folgenden Einwölbung der Joche 1 bis 3 haben die Baumeister die Konstruktion anders geplant und ausgeführt. Auch hier wurde die Spannweite der mittleren Tonne gegenüber der Langhausbreite erheblich verringert, jedoch nicht ganz so weit. Statt der Seitenschiffe und Scheidewände wurden kräftige Wandpfeiler innen vor den Außenwänden errichtet, die untereinander mit ebenso breiten Arkadenbögen überdeckt sind, die gleich breite Aufmauerungen tragen, die bis unter die Gewölbeansätze reichen. Die zunächst in drei Jochen leicht angespitzten Tonnen werden durch im Querschnitt rechteckige ebenso angespitzte Gurtbögen unterteilt und von der Westwand getrennt. Das offensichtlich beschädigte oder eingestürzte Gewölbe in Joch 1 ist zur Wende vom 16. zum 17. Jahrhundert als Kreuzgratgewölbe erneuert worden, einschließlich seiner tragenden Unterkonstruktionen.
Die Anordnung der Fenster entspricht den Angaben des Abschnitts „Äußere Erscheinung“. Sie erscheinen jedoch hier deutlich größer, da die Gewände allseitig aufgeweitet sind.

Galerie Langhaus
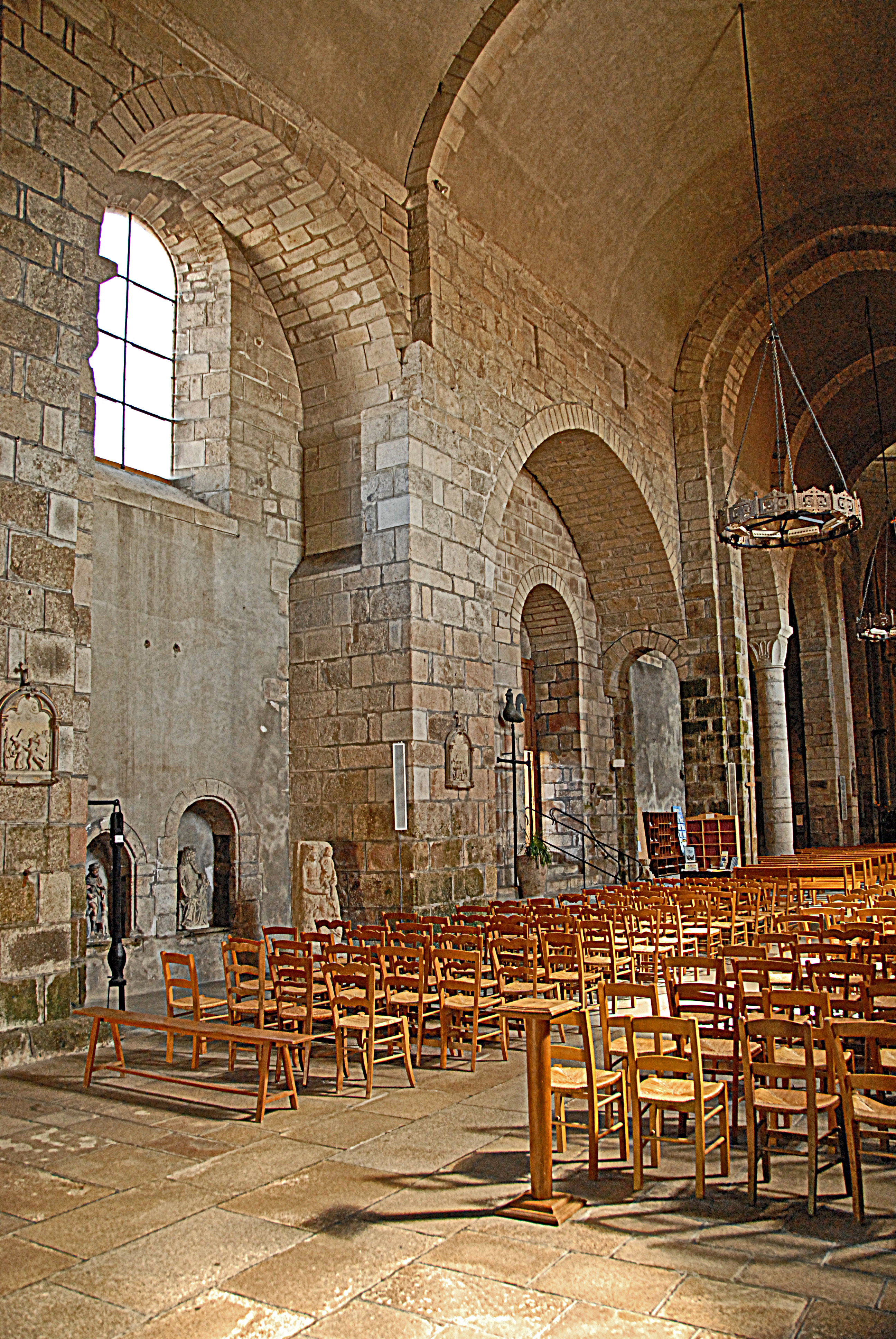
Nordwand Joche 2 u. 3
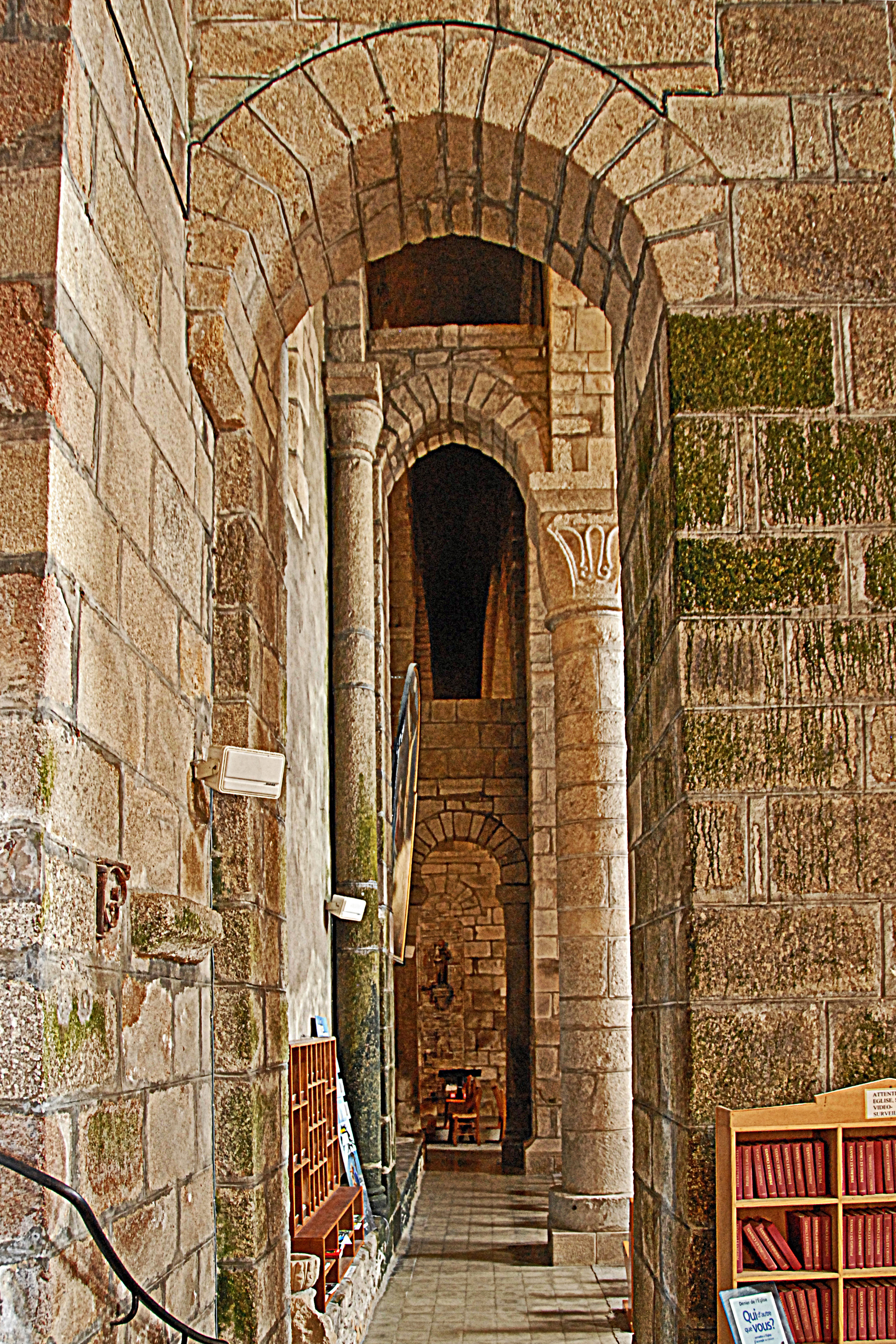
Langhaus, nördl. Seitenschiff, aus Joch 4 nach vorne
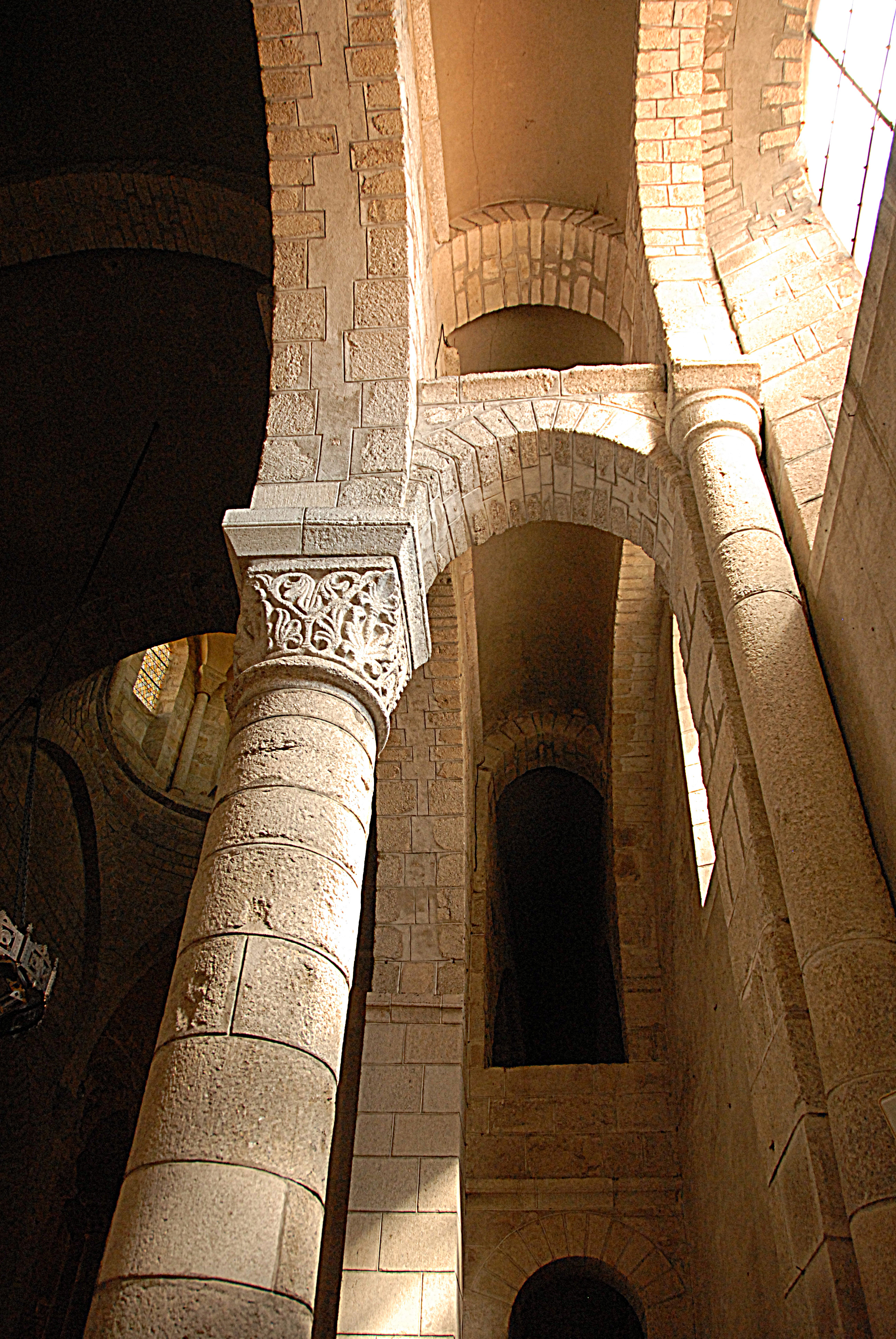
Langhaus, oberes südl. Seitenschiff, Joche 4 u. 5
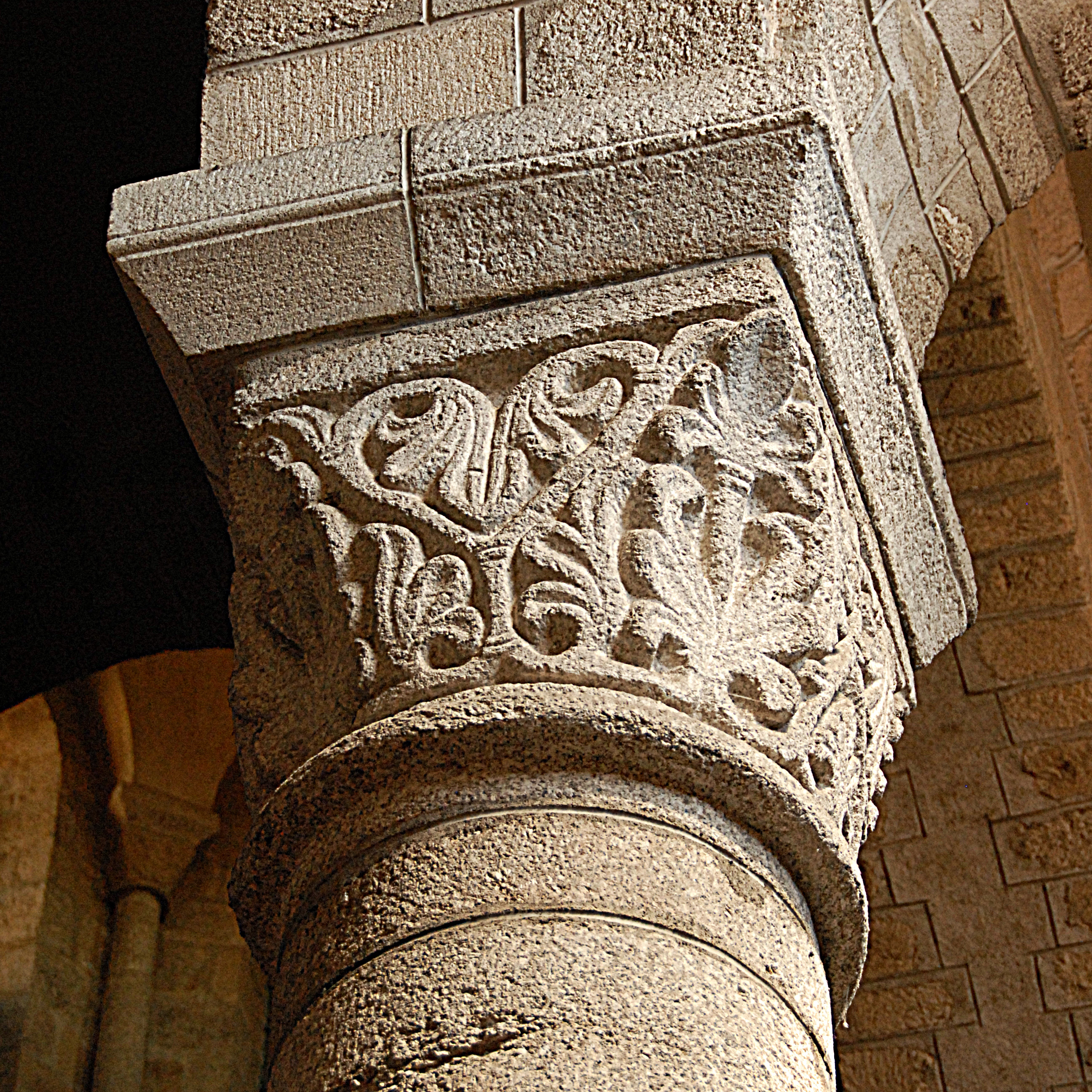
Langhaus, Kapitell südl. Scheidewand

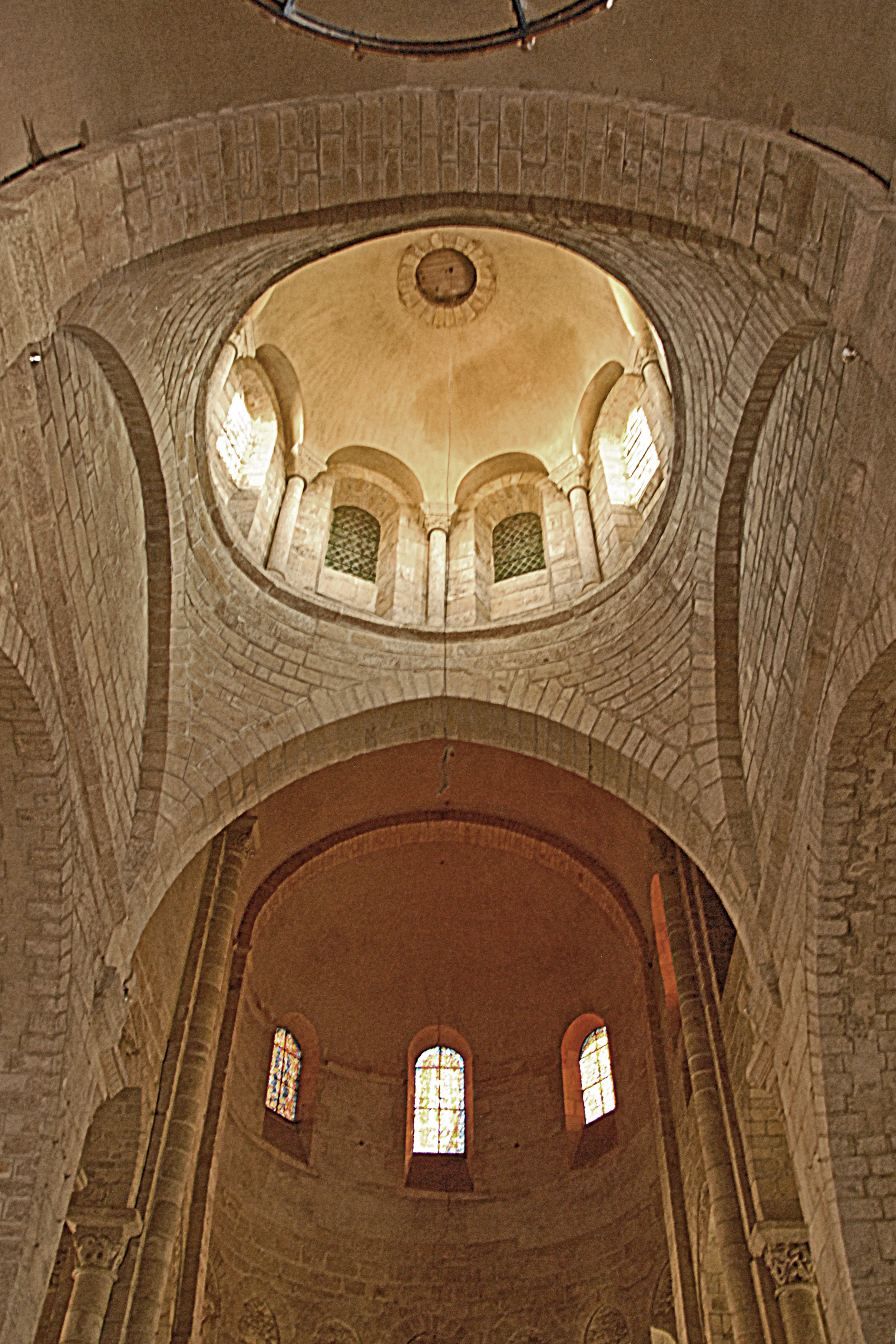
Vierung u. Chor aus Joch 5

#### Querhaus mit Vierung
Gleichzeitig mit der Einwölbung des vorderen Teils des Langhauses hat man auch das gesamte Querschiff eingewölbt, allerdings mit deutlich aufwändigeren Konstruktionen. Auch hier schienen die schlanken Außenwände den Baumeistern nicht für eine Belastung mit steinernen Gewölben auszureichen. Man entschied sich für die Einwölbung mit zweigliedrigen Pendentifkuppeln, die ihre Lasten sehr genau auf die Eckpunkte der Räume senkrecht übertragen und dort ohne seitliche Strebepfeiler auskommen.
In den Querhausarmen sind quadratische Pendentifkuppeln eingestellt, die zur Vierung hin von sehr breiten Arkaden mit angespitzten Bögen abgegrenzt sind, die auf rechteckigen Pfeilern ruhen. Auf den übrigen drei Seiten stehen deutlich schmalere aber gleich hohe angespitzte Arkadenbögen auf den beiden zuvor genannten und zwei zusätzlichen Pfeilern. Die östlichen Arkaden der Querhausarme öffnen sich zum Chorumgang hin und werden außenseitig durch die Wandenden der ersten Radialkapellen eingeengt. In der südöstlichen Ecke des südlichen Querhausarms befindet sich der Zugang zu einer Spindeltreppe, die zu den Dachräumen über den Gewölben führt.

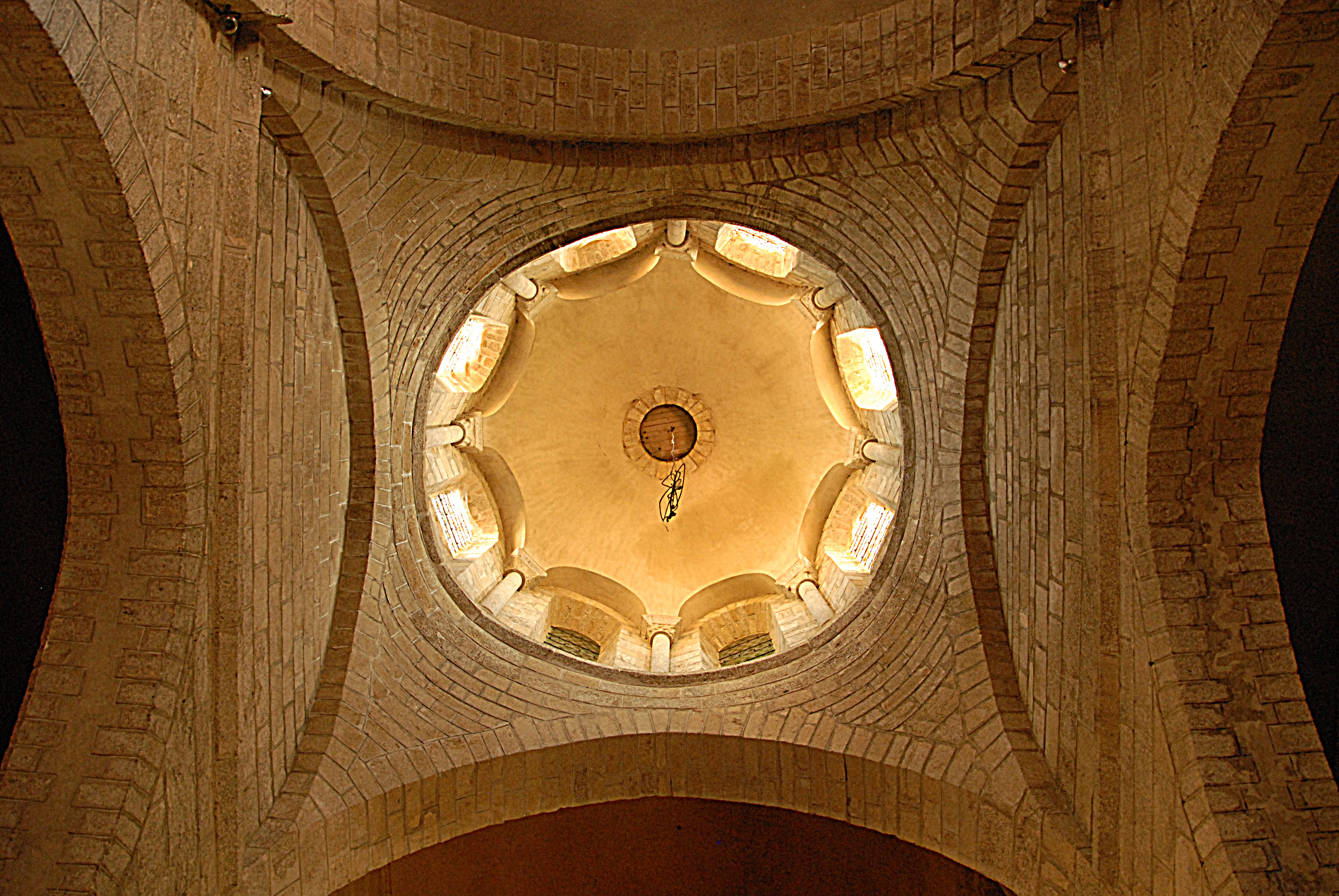
Vierungslaterne und Tambour

Der Vierungsumriss ist nicht ganz quadratisch, sondern erweitert sich nach Osten geringfügig. Die Vierung wird von vier Arkaden mit angespitzten Rundbögen umgeben. Die zum Chor und zum Mittelschiff weisenden Bögen sind deutlich höher als die in der Querrichtung. Deshalb gibt es über den nach Süden und Norden weisenden Arkaden noch zusätzliche Blendarkadenbögen, über denen die Pendentifs der Vierungskuppel aufstehen. Bei dieser Pendentifkuppel ist zwischen dem unteren und oberen Teil der Kuppel ein achteckiger Tambour eingefügt, der aus dem Satteldach der Vierung als Laterne herausragt. Auf den inneren Tambourseiten ist jeweils eine rundbogige Blendarkade vorgeblendet, deren runde Säulchen in den Tambourecken stehen und von skulptierten Kapitellen und profilierten Kämpfern abgeschlossen werden. In den Nischen der Blendarkaden sind schlanke rundbogige Fenster ausgespart mit nach innen aufgeweiteten Gewänden. Im Scheitel der Kuppel ist eine kreisrunde Öffnung ausgespart, die von Keilsteinen eingefasst und von einem hölzernen Deckel verschlossen wird. Die beiden nach Osten weisenden Fenster werden von der dort aufragenden westlichen Chorraumwand verdeckt.
Zwischen den Querhausarmen und der Vierung gibt es in Verlängerung der Seitenschiffgewölbe des Langhauses ebensolche Gewölbe in derselben Höhe, die sich allerdings nach Osten leicht verjüngen. Unmittelbar neben den breiten Arkaden der Querhausarme sind zusätzlich schmalere Arkaden angeordnet, die denen der gegenüberstehenden Vierungsarkaden entsprechen. Die zum schmalen Zwischenraum hin weisenden Kanten der vorgenannten Arkadenbögen sind durch Rückversätze gebrochen.

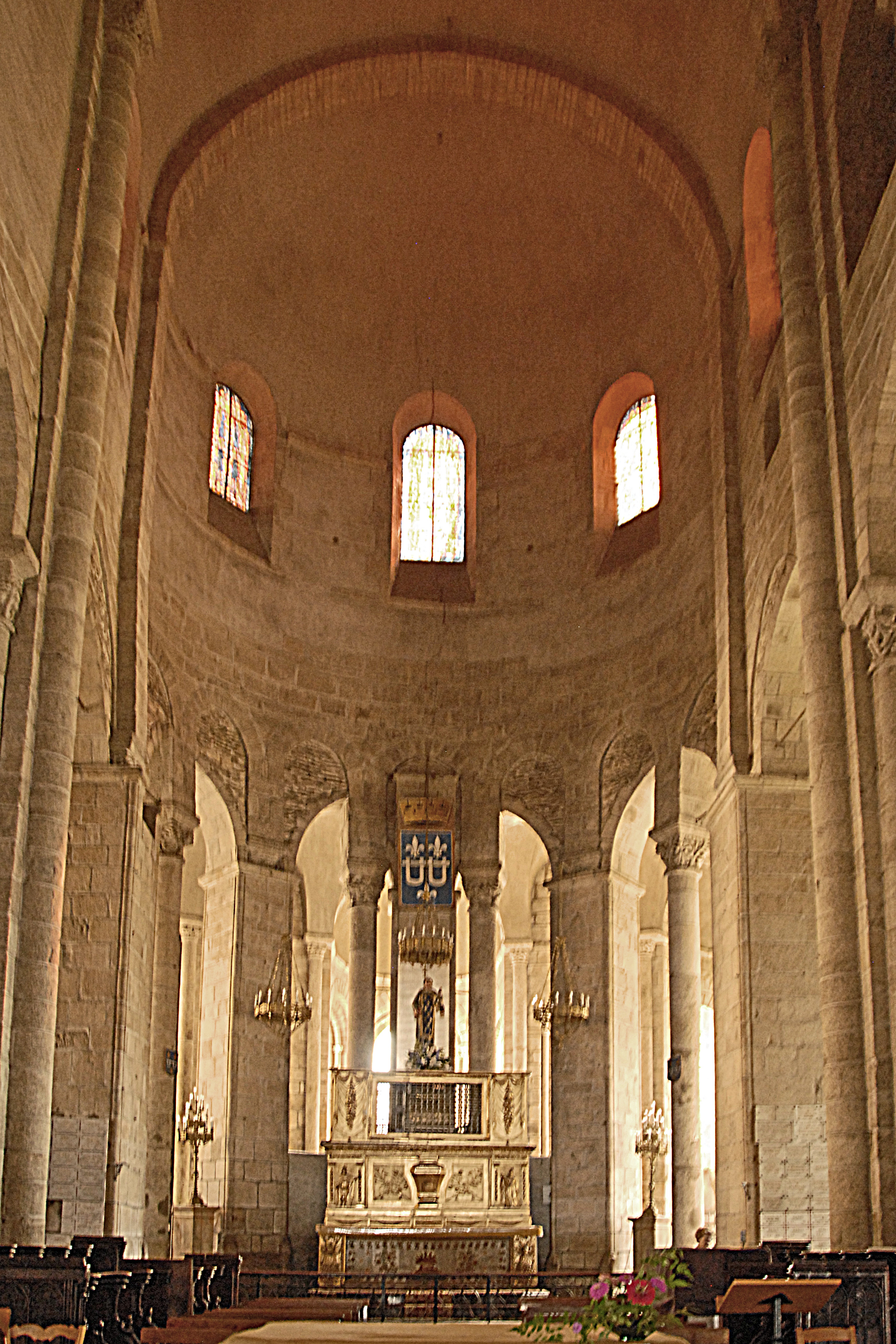
Chorraum aus Vierung

Galerie Querhaus mit Vierung
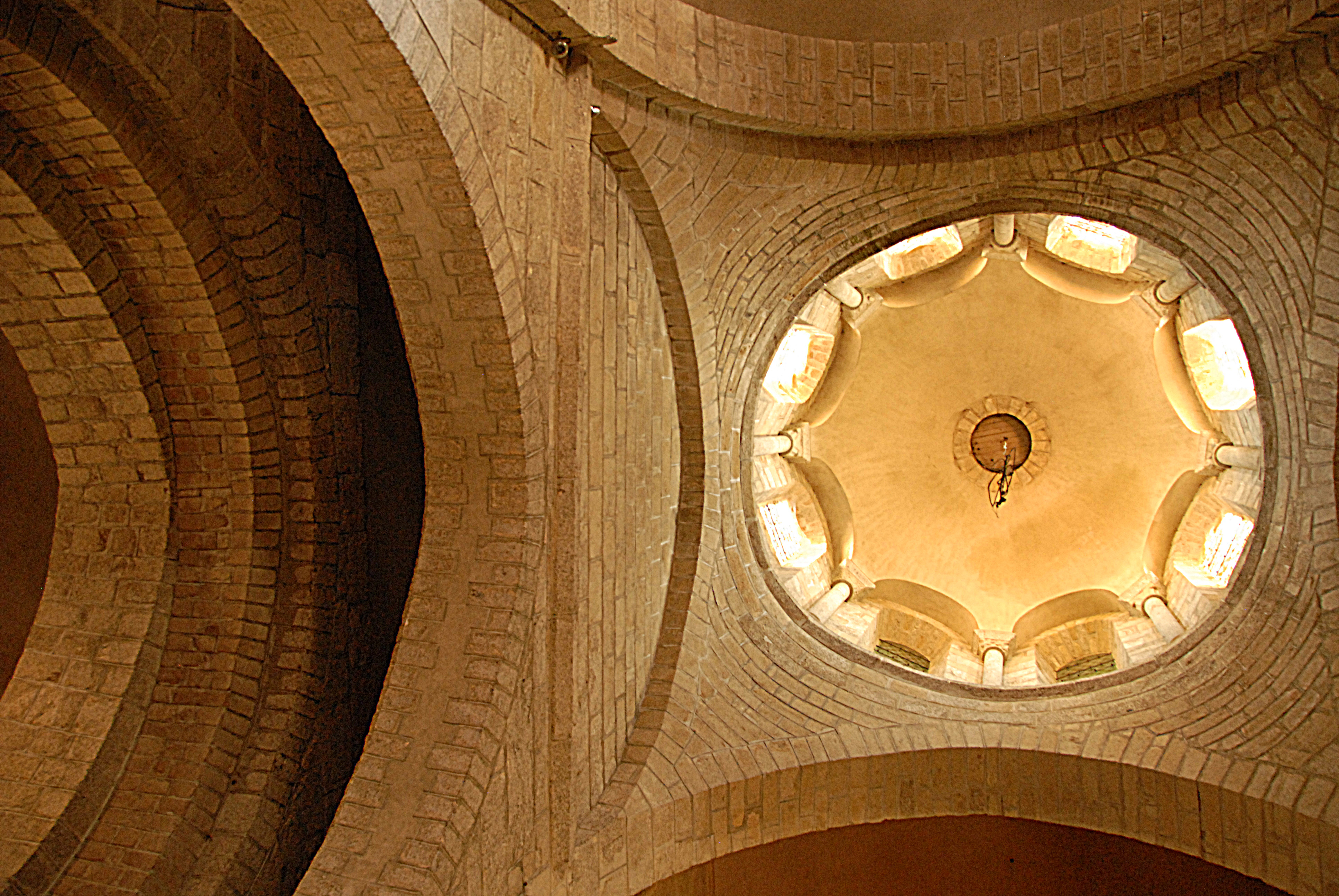
Vierungslaterne, seitlich von unten
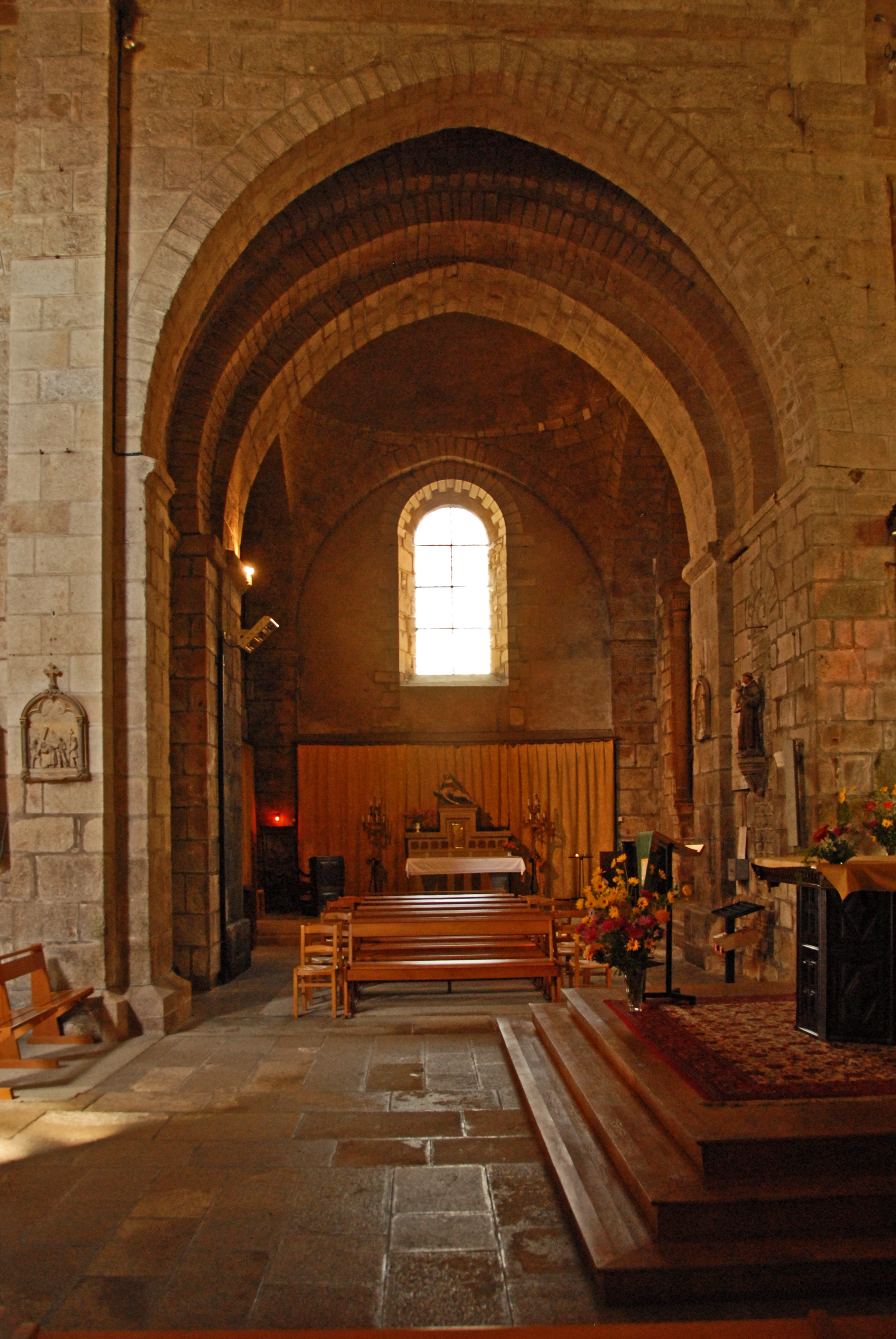
Nördl. Querhausarm, aus Vierung
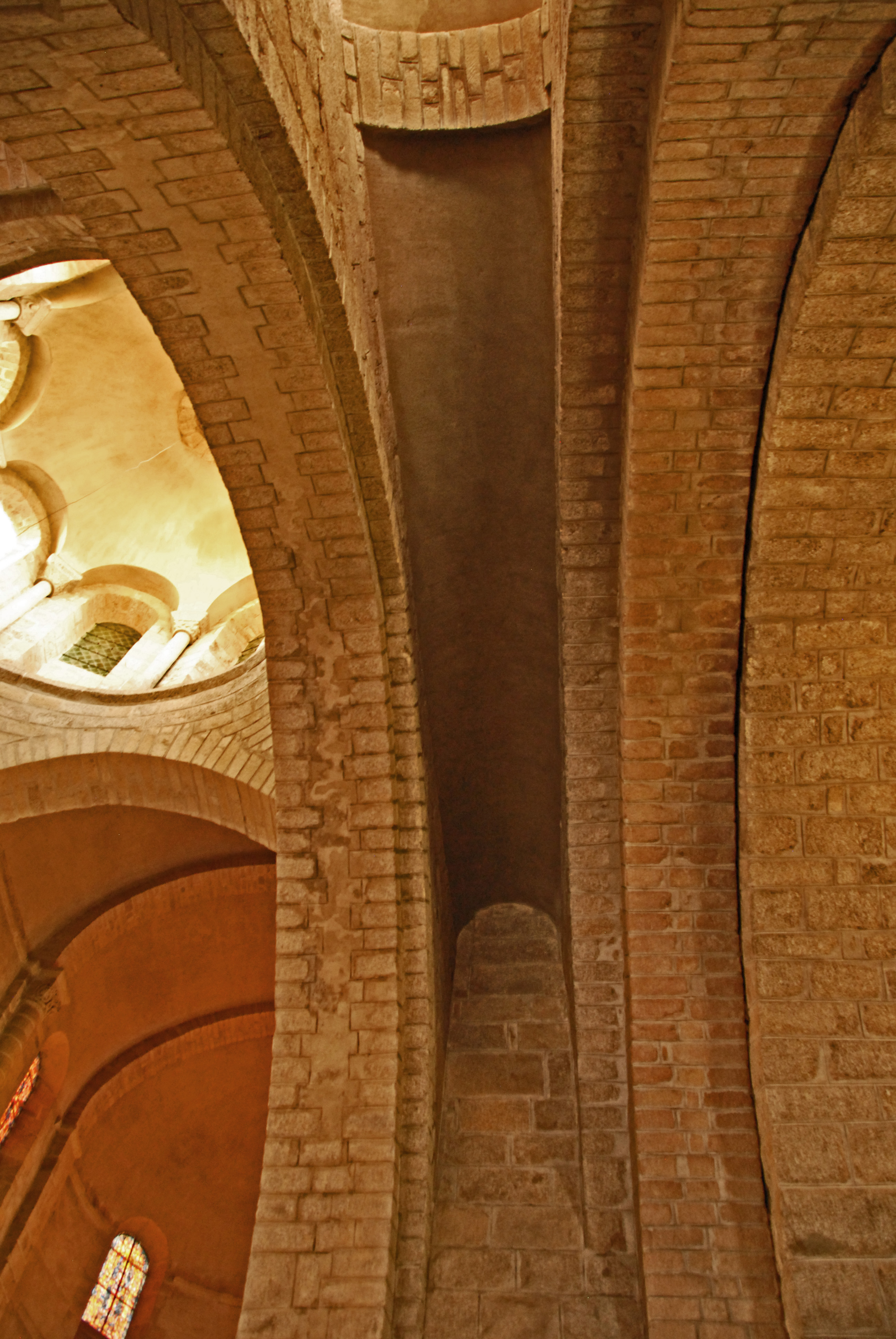
Zwischen südl. Querhausarm und Vierung
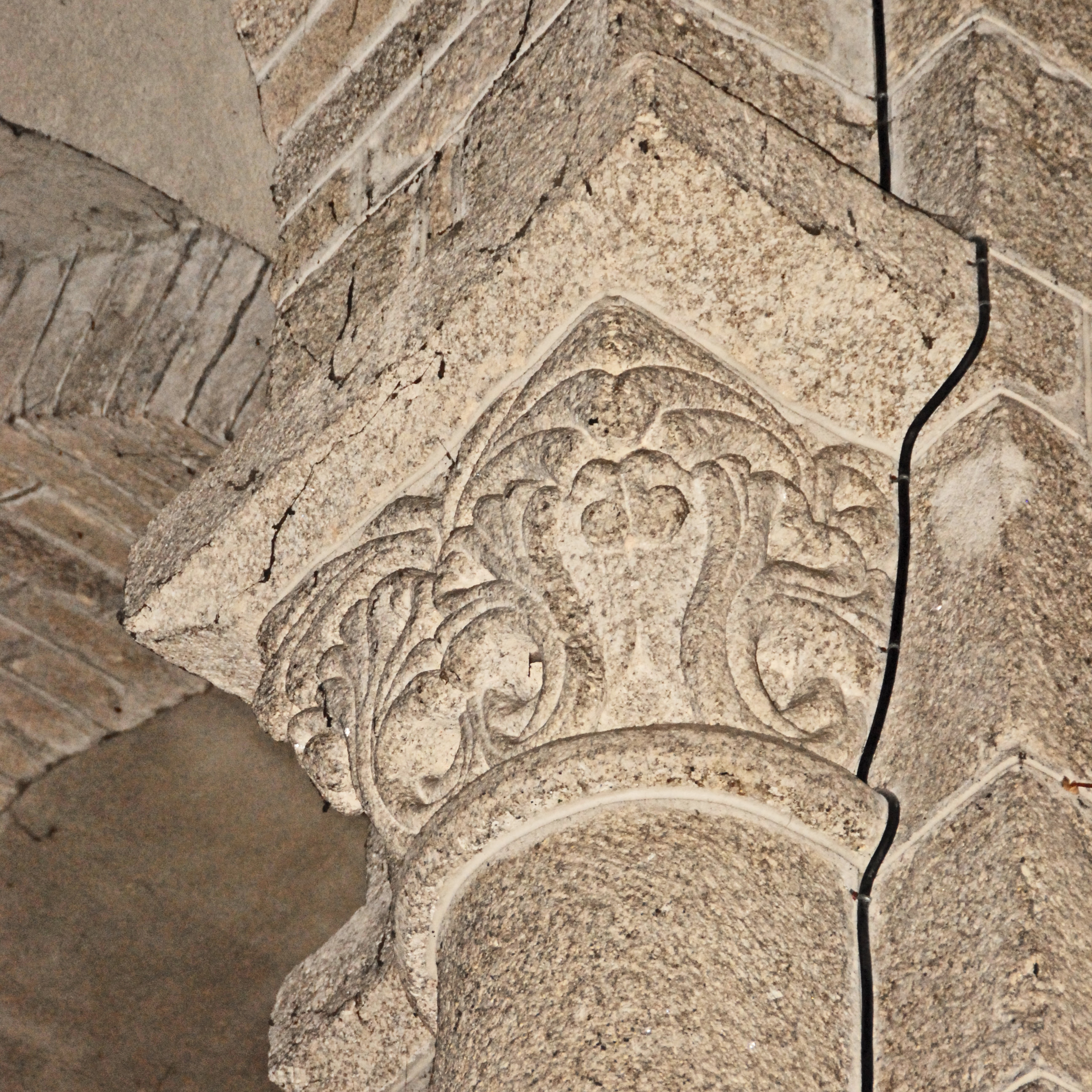
Kapitell pflanzlich skulptiert

#### Chorhaupt

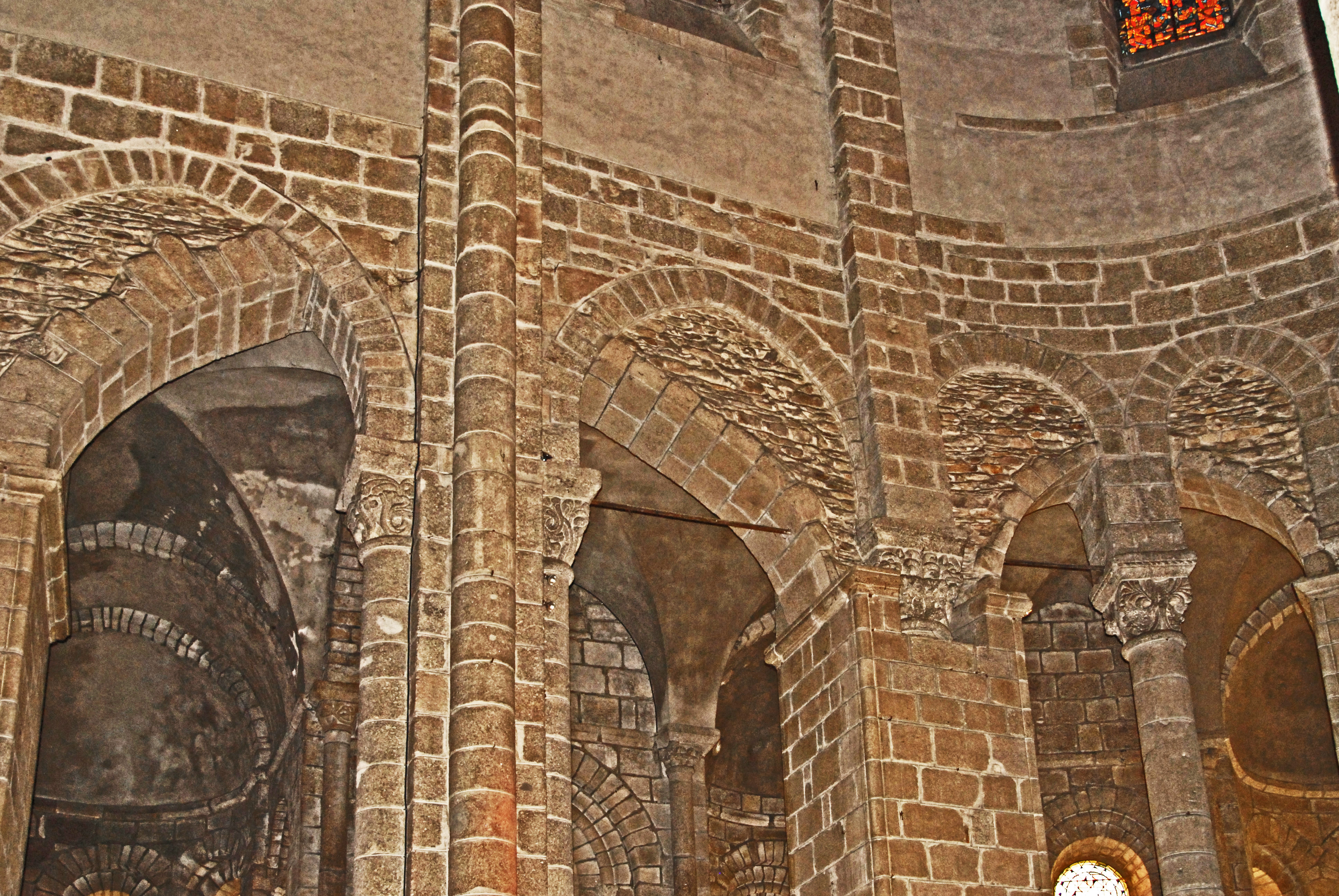
Chorraum, nördl. Wand, teilvermauert

Das Chorhaupt gliedert sich in den zentralen Chorraum mit Chorapsis, den Chorumgang oder das Ambulatorium und den Kapellenkranz, aus den Apsiden der sieben Radialkapellen. Der Chorraum wurde um die Wende vom 16. zum 17. Jahrhundert beträchtlich erhöht. Die dadurch vorgenommenen Verstärkungen der Säulen und Bogenstellungen im Bereich der Chorapsis haben die ursprüngliche Harmonie der ihn umschließenden Arkadengalerie erheblich zum Nachteil verändert.

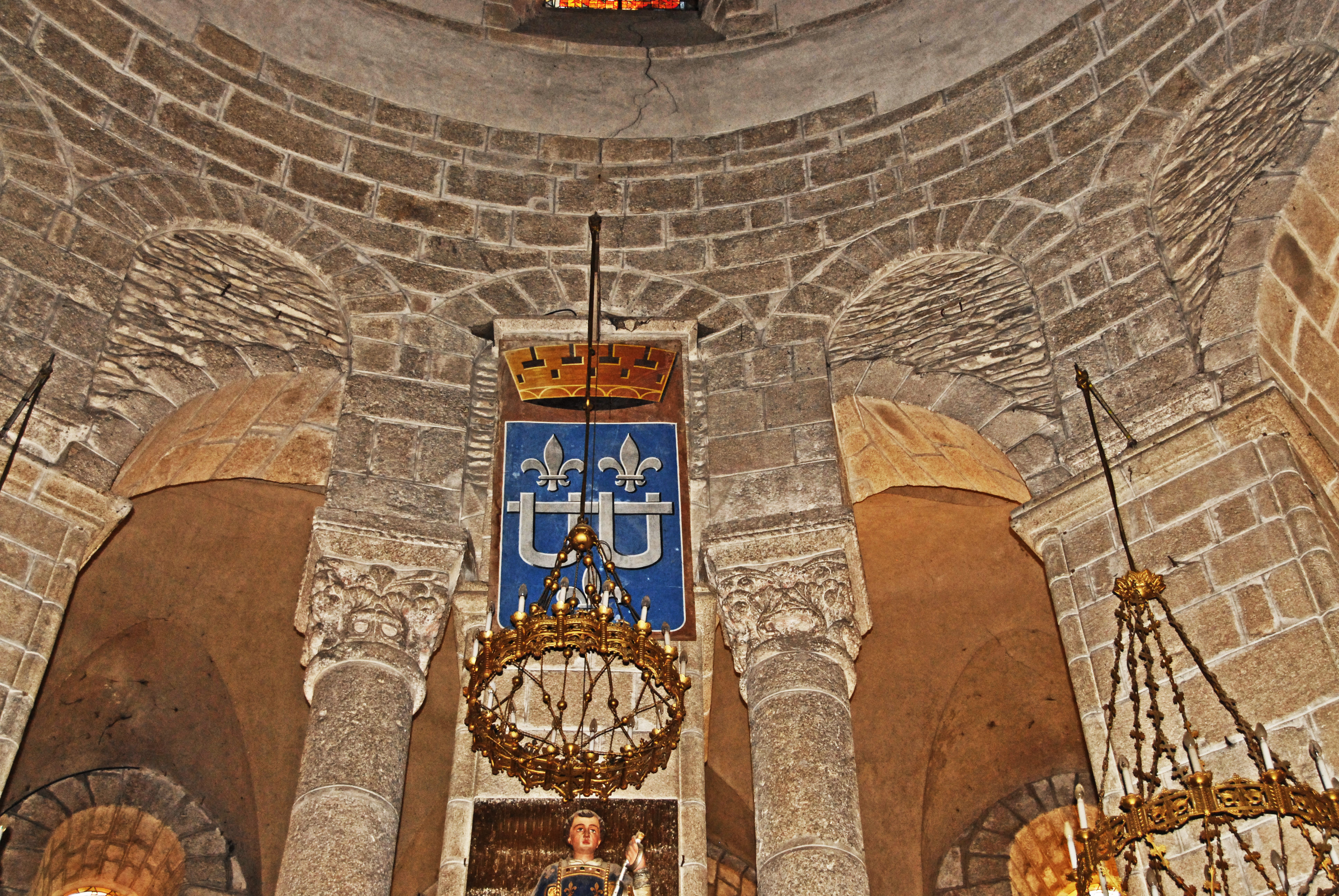
Chorarkaden teilvermauert

Der Chorraum steht auf dem Grundriss von zwei rechteckigen Jochen, an die sich die halbkreisförmige Chorapsis anschließt. Die beiden Joche werden durch leicht angespitzte Tonnen überwölbt, die von rechteckigen Gurtbögen untereinander und zur Apsis hin geteilt werden. Die Chorapsis wird von der Kalotte einer halben Kuppel eingewölbt. Das war wahrscheinlich auch vor der Erhöhung des Chorraums schon so. Die ursprünglich stark gestelzten, eng gestellten Arkadenbögen standen alle auf insgesamt acht Säulen mit skulptierten Kapitellen und profilierten Kämpfern. Mit der Raumerhöhung wurden vier der Säulen durch im Grundriss quadratische Ummauerungen verstärkt, teilweise auch deren Kapitelle. Die übrigen vier Säulen sind mit ihren Kapitellen und Kämpfern erhalten geblieben. Erhalten sind auch die Kanten aller gestelzten Arkadenbögen. Zwischen den mittleren beiden Säulen hat man einen quadratischen Pfeiler eingezwängt und ihn bis unter den Bogen hochgeführt. Die „neuen“ quadratischen Pfeiler weisen etwa in Höhe der Kapitelle Kämpferprofile auf. Von ihnen ausgehend wurden zwischen den Bogenstelzungen nachträglich Abschnitte von Rundbögen eingefügt, die bis zum nächsten quadratischen Pfeiler spannen sollen. Die Pfeiler des ersten Chorjochs sind, bis auf den nördlichen, vollständig aus der Erbauungszeit des Chorhauptes erhalten geblieben. Im oberen Bereich der Chorapsis sind drei schlanke, im zweiten Joch noch einmal zwei rundbogige Fenster ausgespart, die nach innen aufgeweitete Laibungen mit schlichten Kanten aufweisen.
Der hell belichtete Chorumgang weist eine ungewöhnlich große lichte Breite von etwa 4,60 Meter auf. Seine ersten beiden Joche auf der Nord- und Südseite des Umgangs werden von Kreuzgratgewölben überdeckt, die vierseitig von angespitzten Arkadenbögen eingerahmt sind, welche auf alten Diensten mit skulptierten Kapitellen und profilierten Kämpfern stehen. Der übrige Chorumgang wird von einem umlaufenden Tonnengewölbe überdeckt, das auf beiden Umgangsseiten von Stichkappengewölben eingeschnürt wird, deren Tiefen von den Breiten der Arkadenbögen der Öffnungen auf beiden Umgangsseiten abhängig sind. Die Stichkappenzwischenräume stehen einerseits auf den ursprünglichen Pfeilern des Chorraums, andererseits an der Außenwand auf alten Diensten, mit skulptierten Kapitellen und profilierten Kämpfern. In den Wänden der Kapellenzwischenräume ist je ein großes und darüber ein kleines rundbogiges Fenster ausgespart mit nach innen aufgeweiteten Gewänden. Die Laibungskanten der großen Fenster weisen Rückversätze auf, in denen schlanke Säulchen stehen mit Kapitellen und Kämpfern, wie bei den Diensten, auf denen Fensterbögen aus Keilsteinen ruhen.
Die Radialkapellen mit halbkreisförmigem Grundriss werden von halbkuppelförmigen Kalotten eingewölbt, deren Wölbungsansätze mit profilierten Kraggesimsen markiert sind. Die Kapellenapsiden weisen innenseitig über einer Brüstung je drei Blendarkaden auf, mit leicht angespitzten Bögen auf schlanken Säulchen mit skulptierten Kapitellen und profilierten Kämpfern. In den Arkadennischen sind schlanke rundbogige Fensteröffnungen ausgespart, mit nach innen aufgeweiteten Gewänden und besonders steilen Brüstungsabschrägungen. Ihre seitlichen Laibungskanten sind mit Rückversätzen gebrochen, in denen schlanke Säulchen stehen, mit Kapitellen und Kämpfern, wie bei den Blendarkaden.

Galerie Chorhaupt
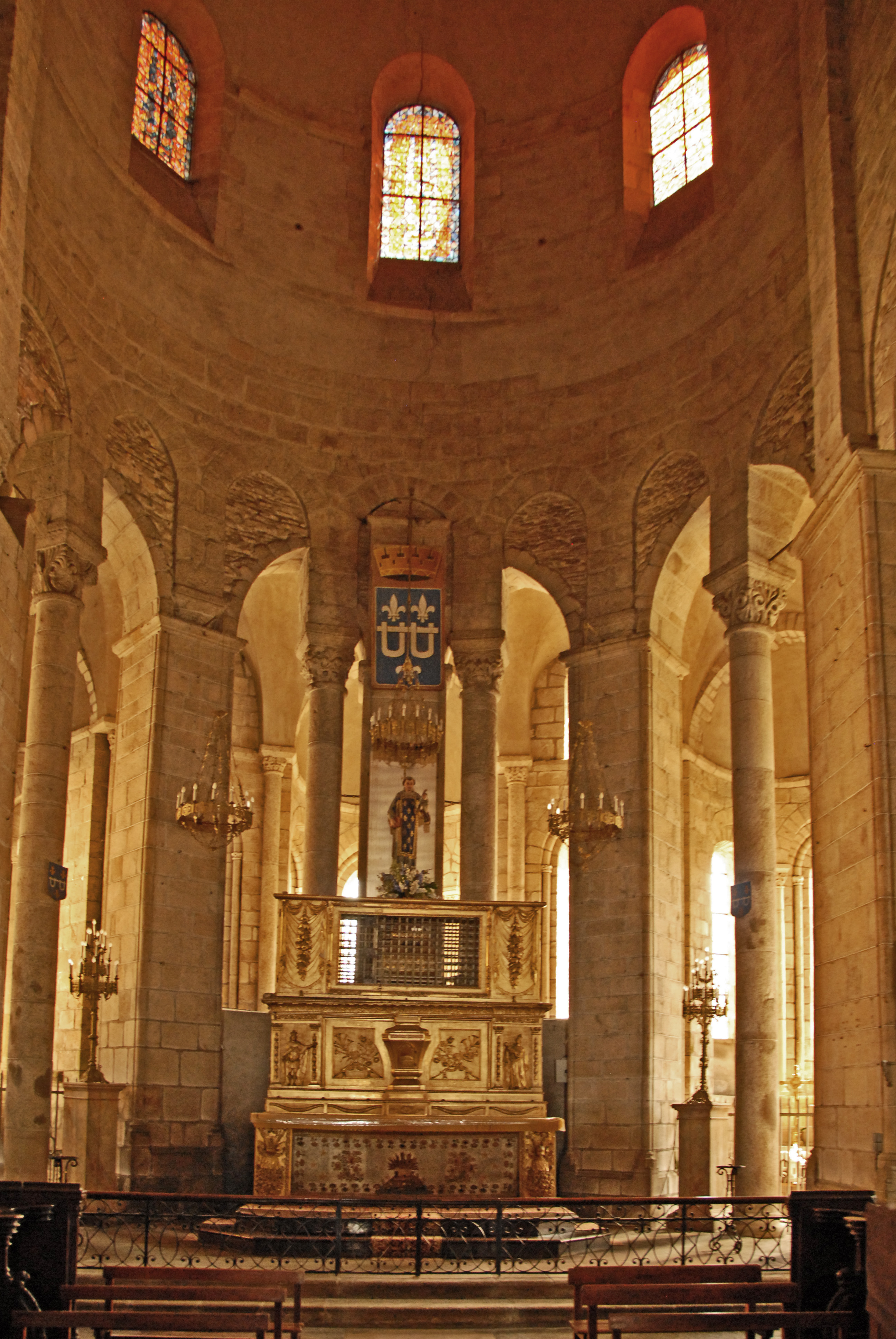
Chorapsis aus Vierung
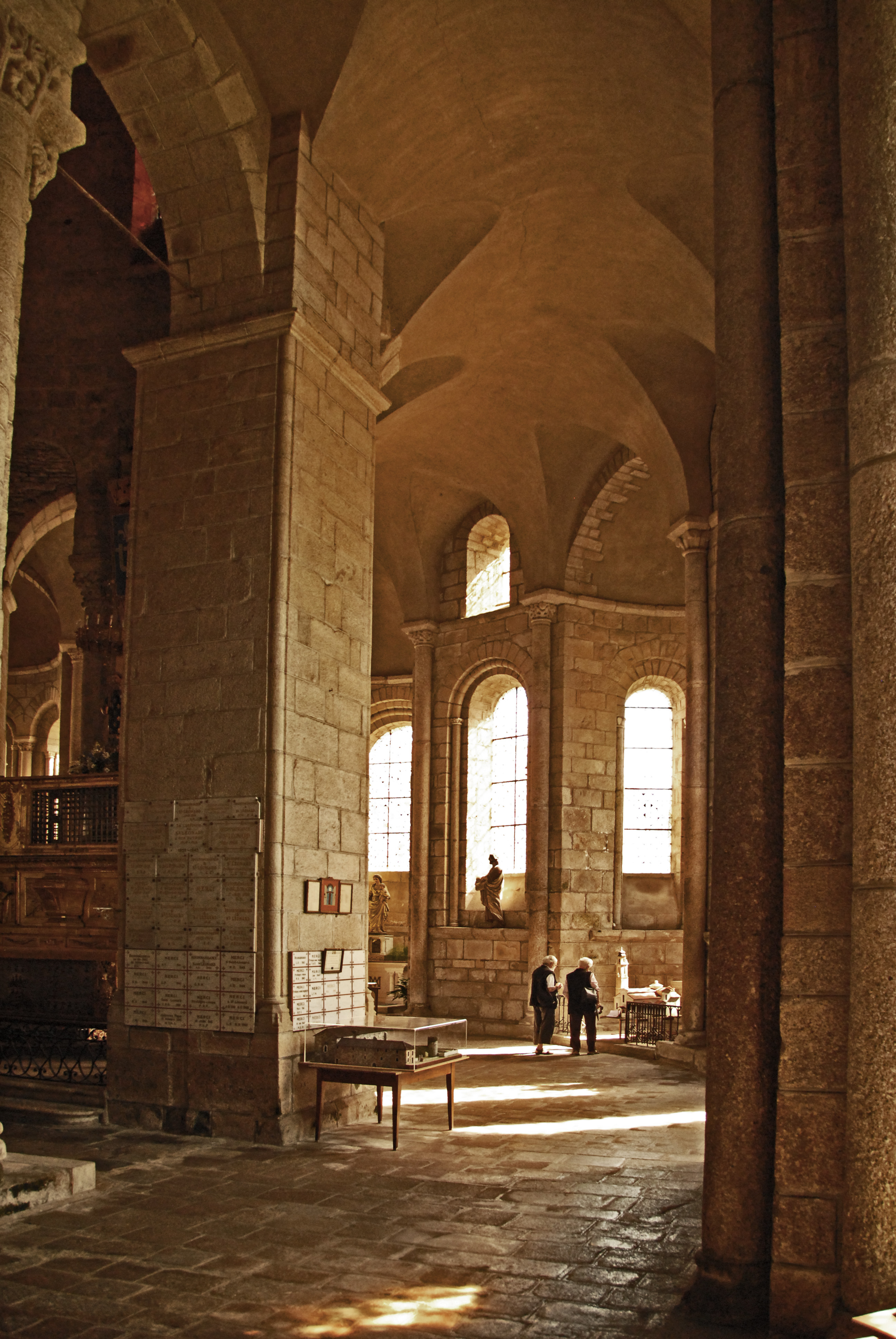
Südlicher Chorumgang
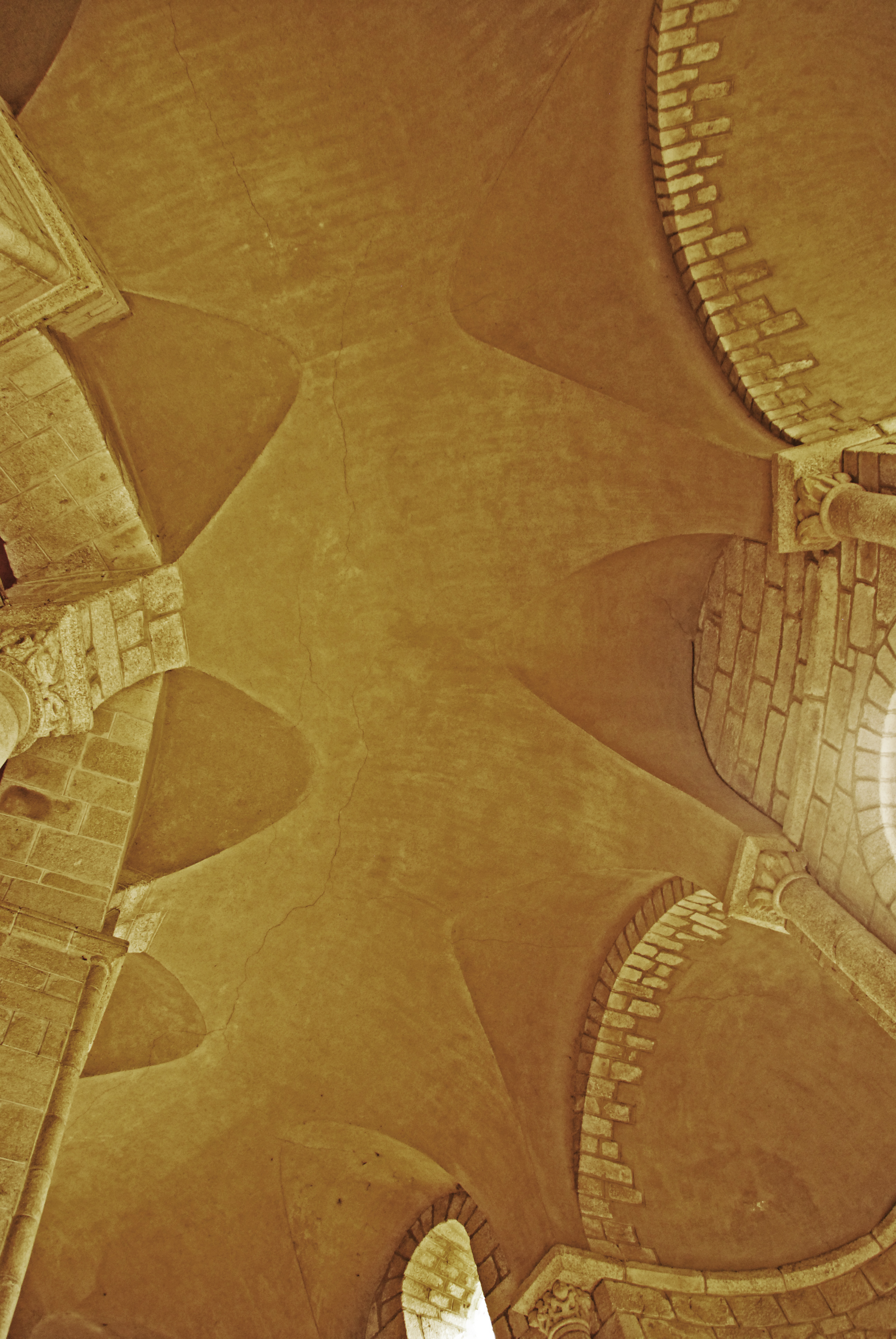
Umgangsgewölbe
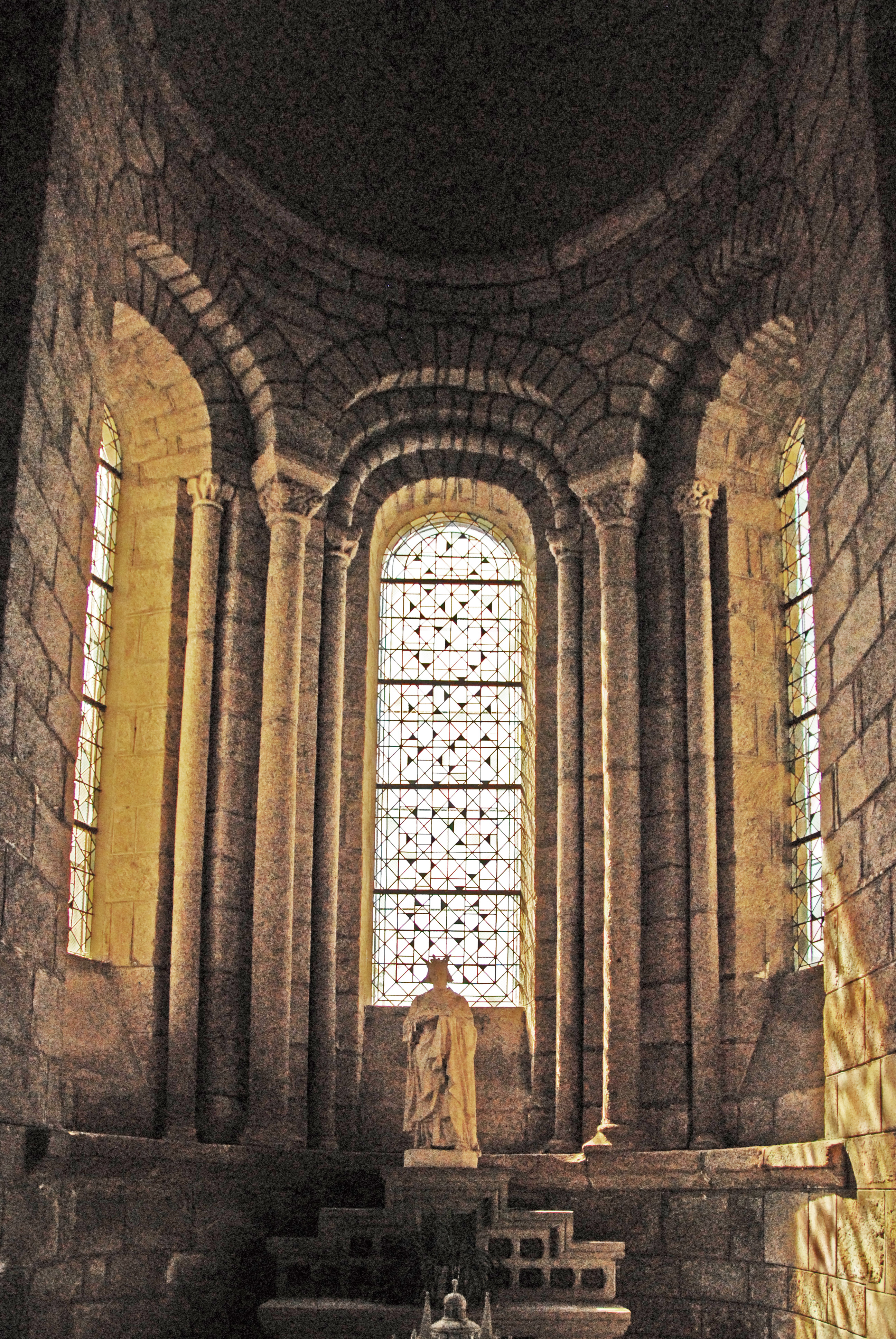
Radialkapelle
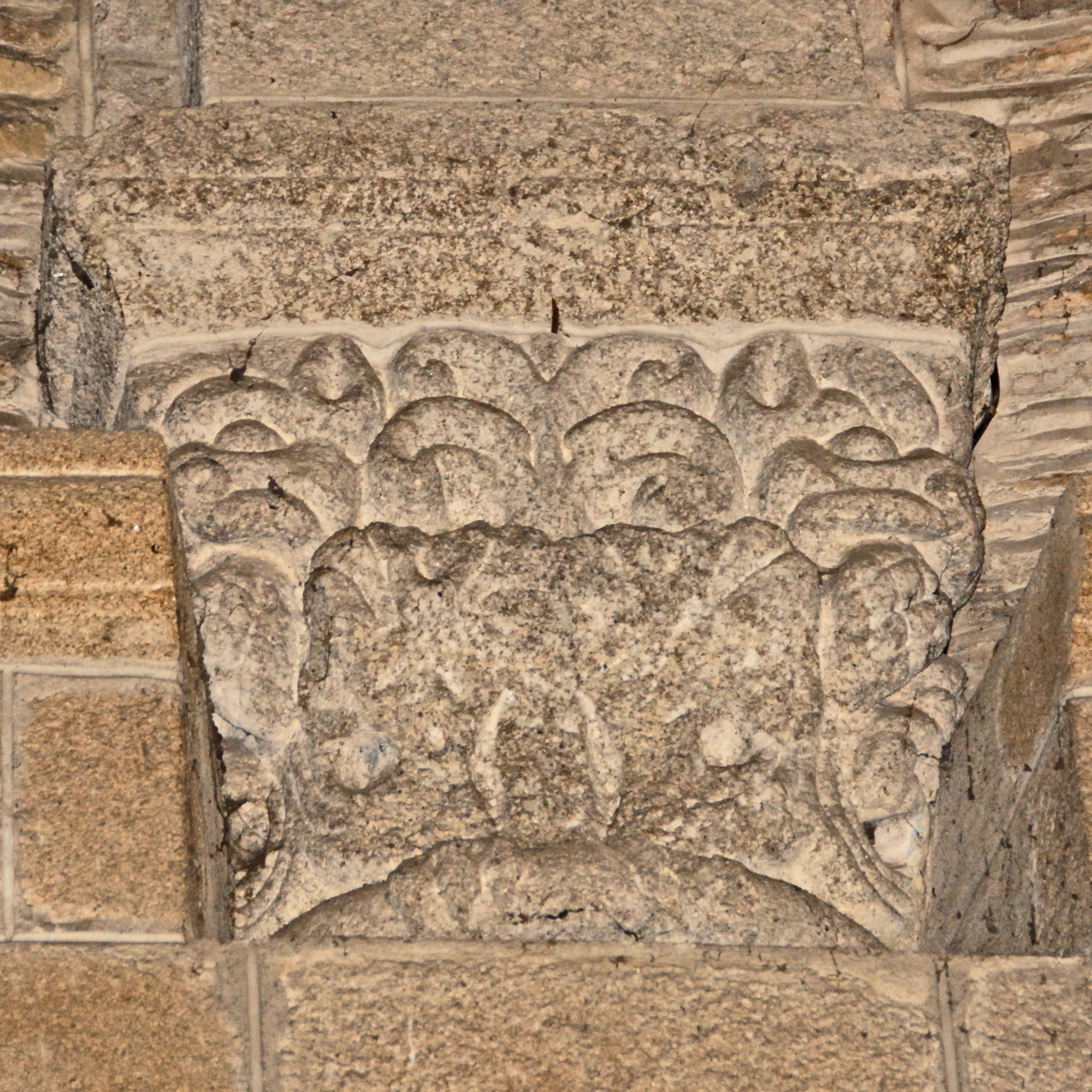
Chorapsis, Kapitell vermauert
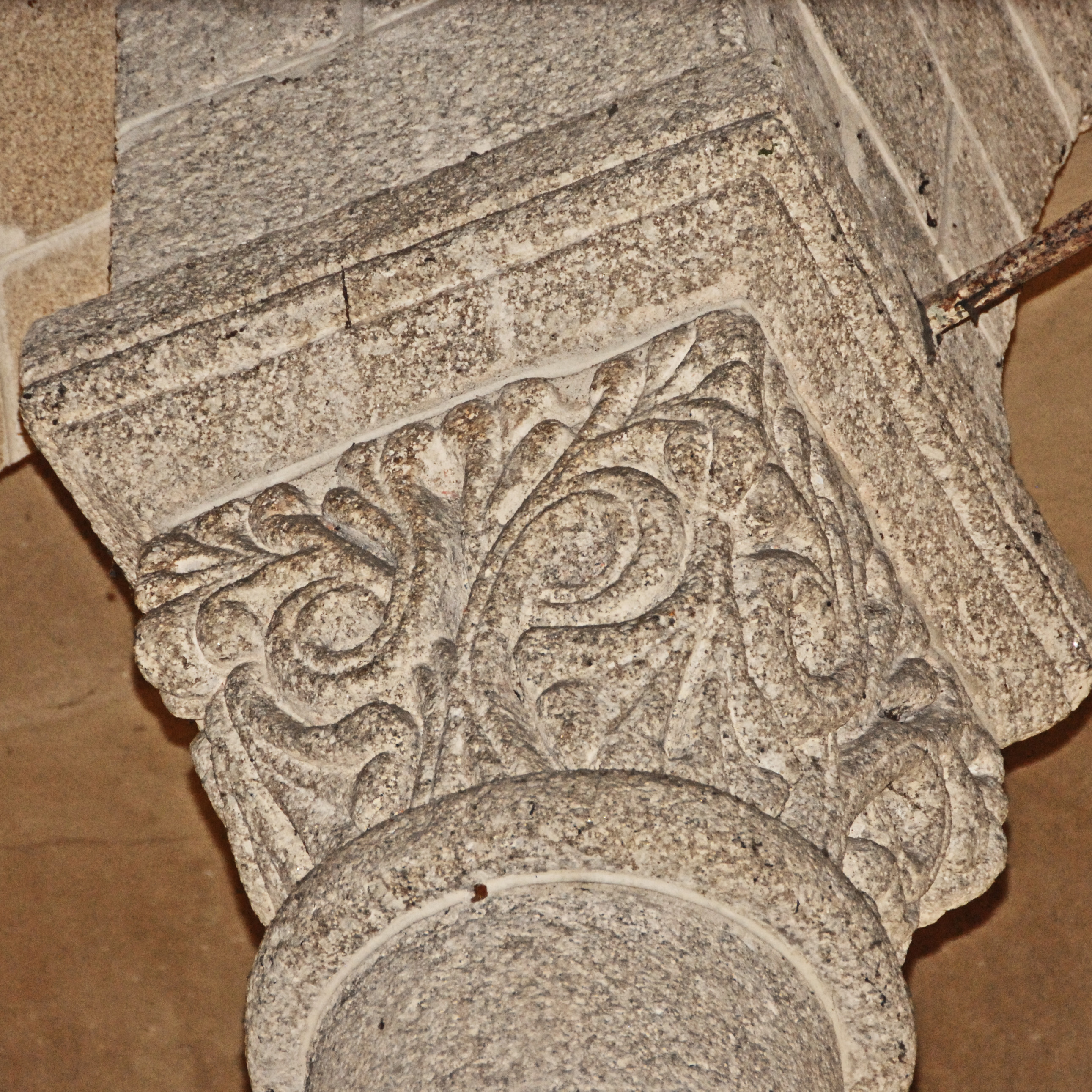
Chorapsis, Kapitell
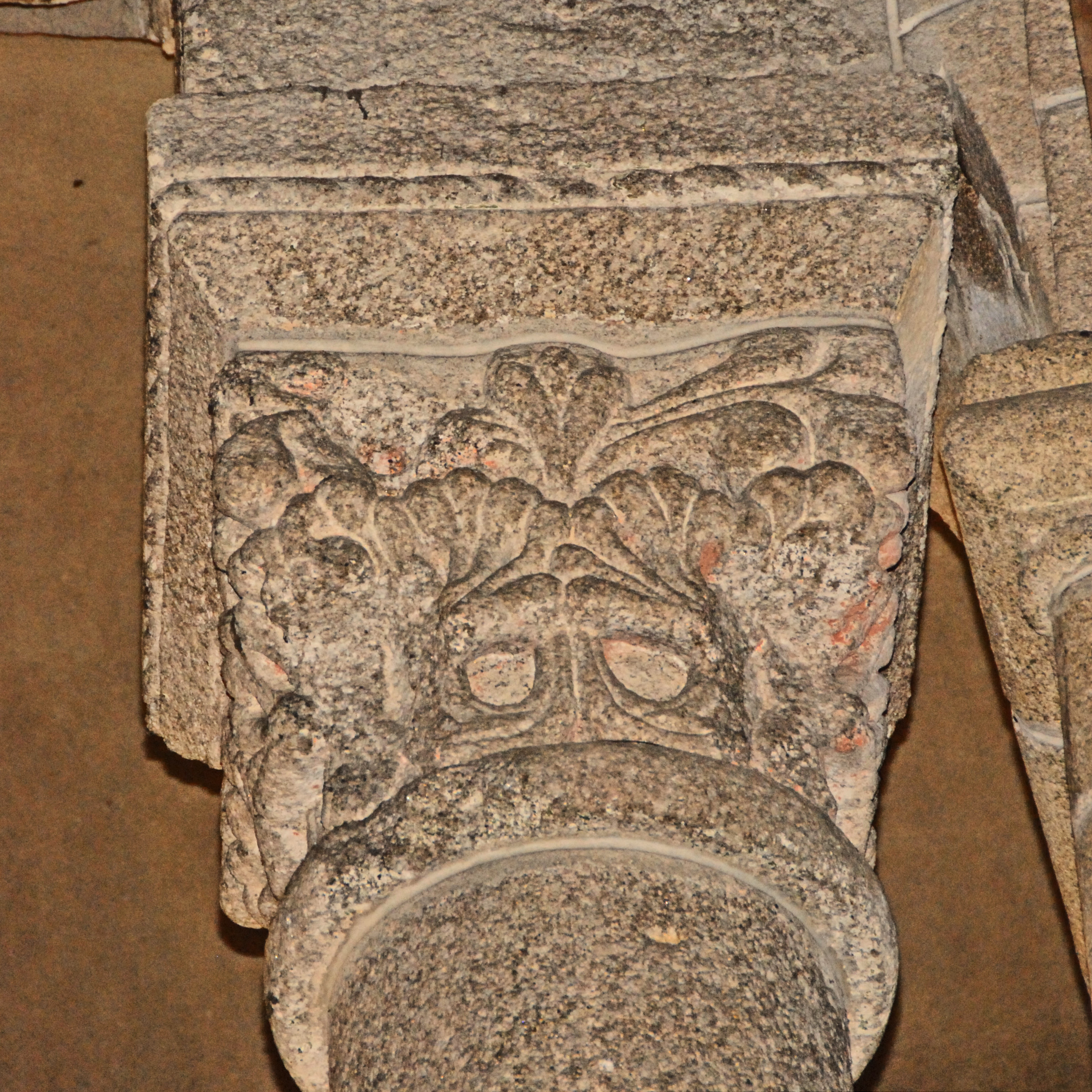
Chorapsis, Kapitell
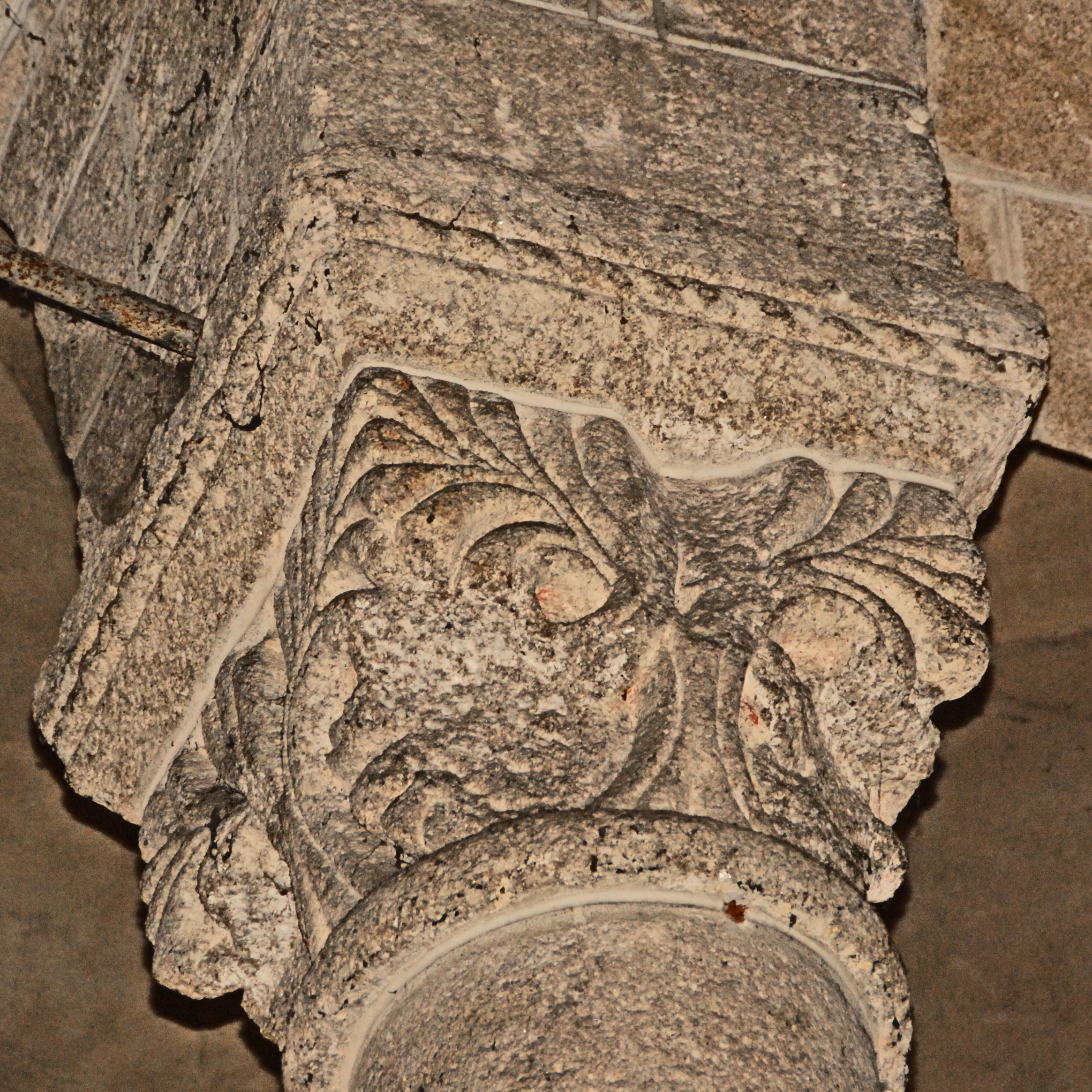
Chorapsis, Kapitell

#### Grabeskapelle
Die Grabeskapelle steht auf kreisrundem Grundriss mit circa 7,7 Metern Durchmesser, mit einem inneren Arkadenkranz aus acht Säulen, die untereinander mit kantigen Bögen verbunden und die selbst auch seitlich ausgerundet sind. Die Säulenbasen sind einfach profiliert. Die Bögen stehen auf schlicht skulptierten Kapitellen mit profilierten Kämpfern. Der Arkadenkranz wird von einer Kuppel überwölbt. Der Umgang zwischen Außenwand und Arkadenkranz ist mit einem umlaufenden Tonnengewölbe überdeckt, das an jeder Säule radial von je einem im Querschnitt rechteckigen Gurtbogen unterteilt wird. Die Gurtbögen stehen auf den Säulenkapitellen und an den Außenwänden auf dreiviertelrunden Diensten mit ähnlichen Kapitellen und Kämpfern. In jedem zweiten Zwischenraum der acht Dienste sind insgesamt vier halbkreisförmige Kapellenapsiden eingefügt, die von halbkuppelförmigen Kalotten überwölbt sind. In den anderen vier Zwischenräumen sind drei rundbogige Fenster und eine rechteckige Tür ausgespart. In der nach Osten weisenden Apsis ist eine schmale Tür ausgespart, eine Verbindung zum nördlichen Querhausarm. Die Wände, Säulen, Gurtbögen und Dienste bestehen aus großformatigen Quadern aus glatten hellen Werksteinen. Die Gewölbe und Arkadenkreisbögen sind glatt verputzt und leicht getönt. Der Boden besteht aus großformatigen Werksteinplatten. In der Kapellenmitte steht heute ein steinernes Taufbecken.

Galerie Grabeskapelle
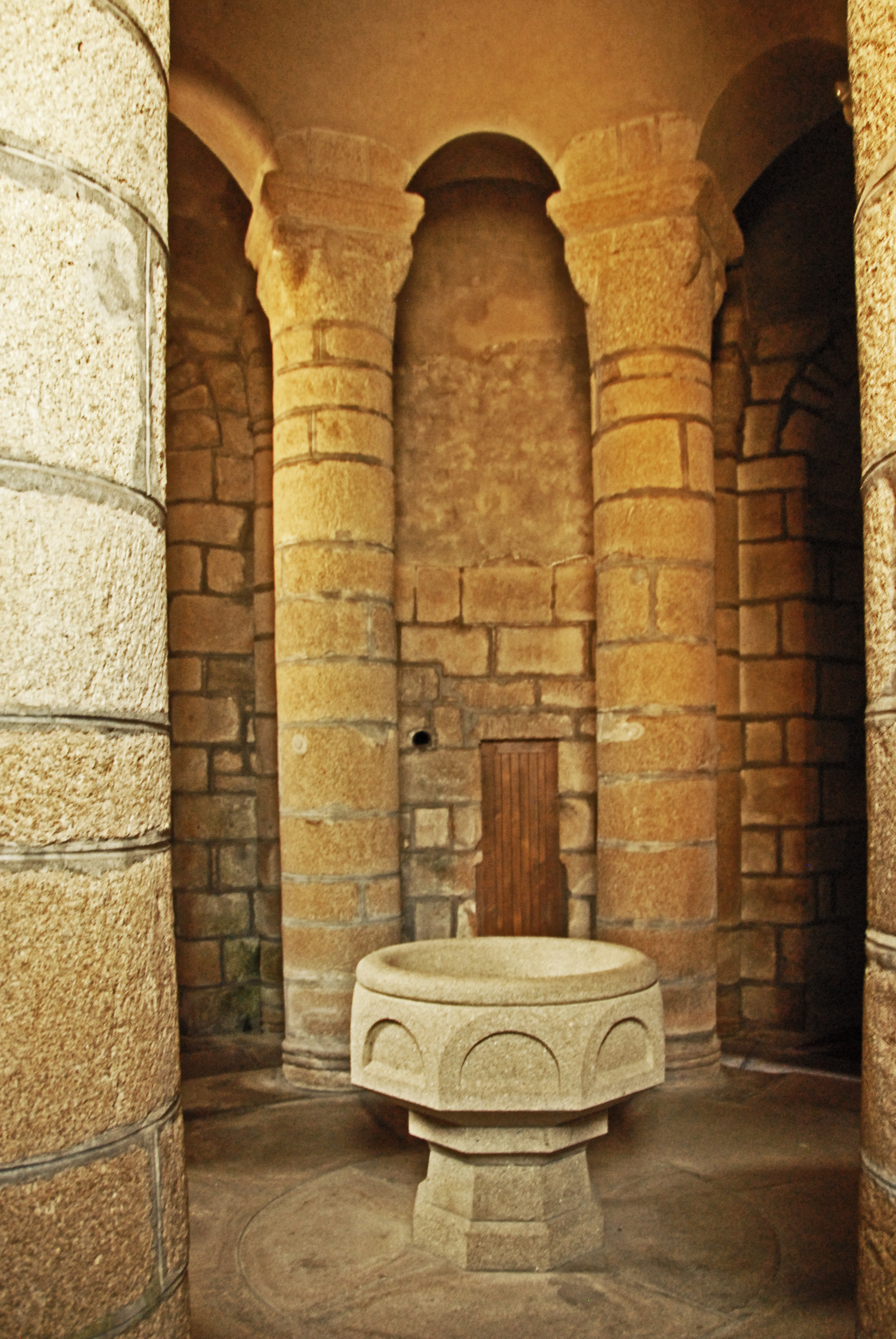
Grabeskapelle, Inneres mit Taufstein
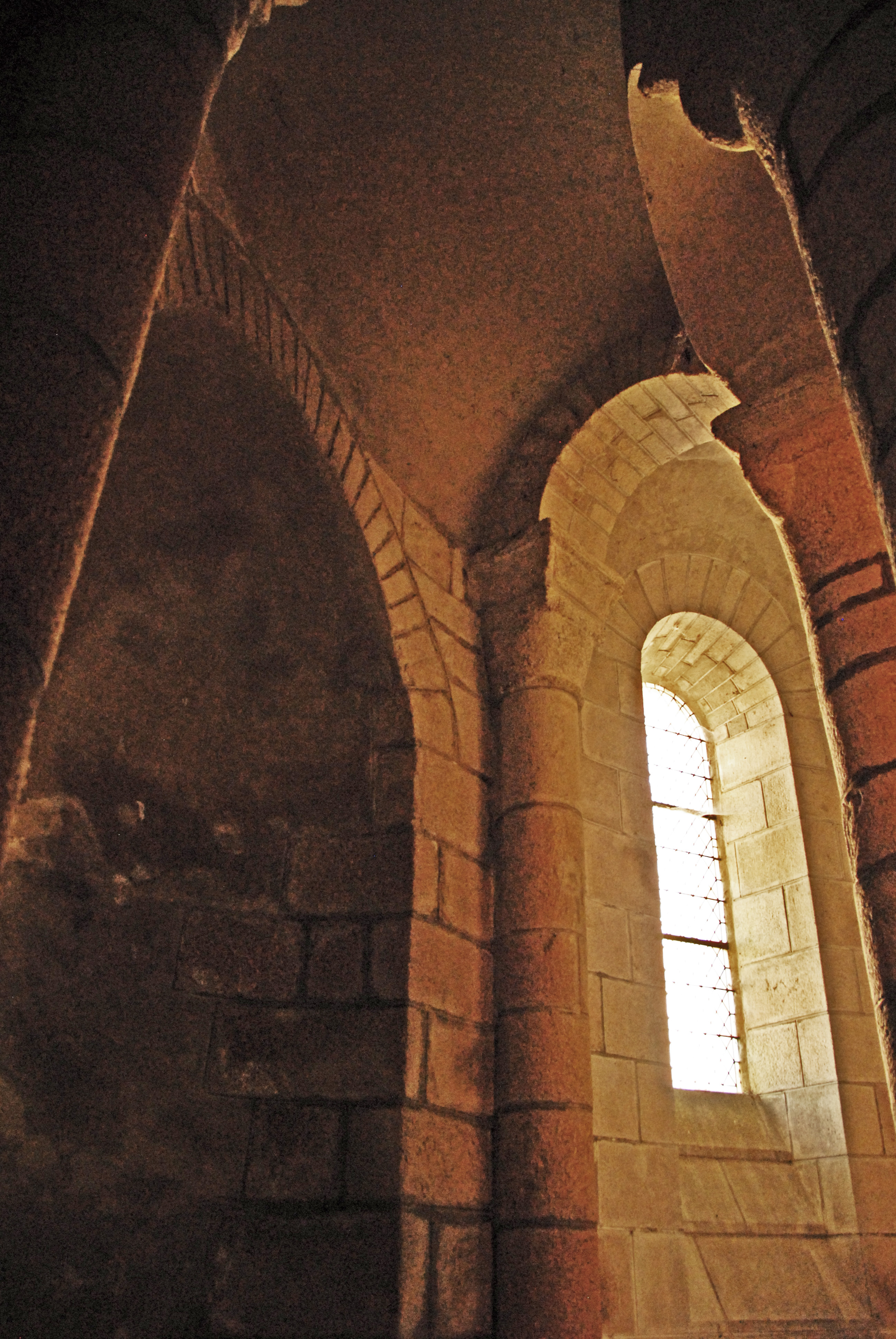
Grabeskapelle, Umgang, Fenster und Apsis
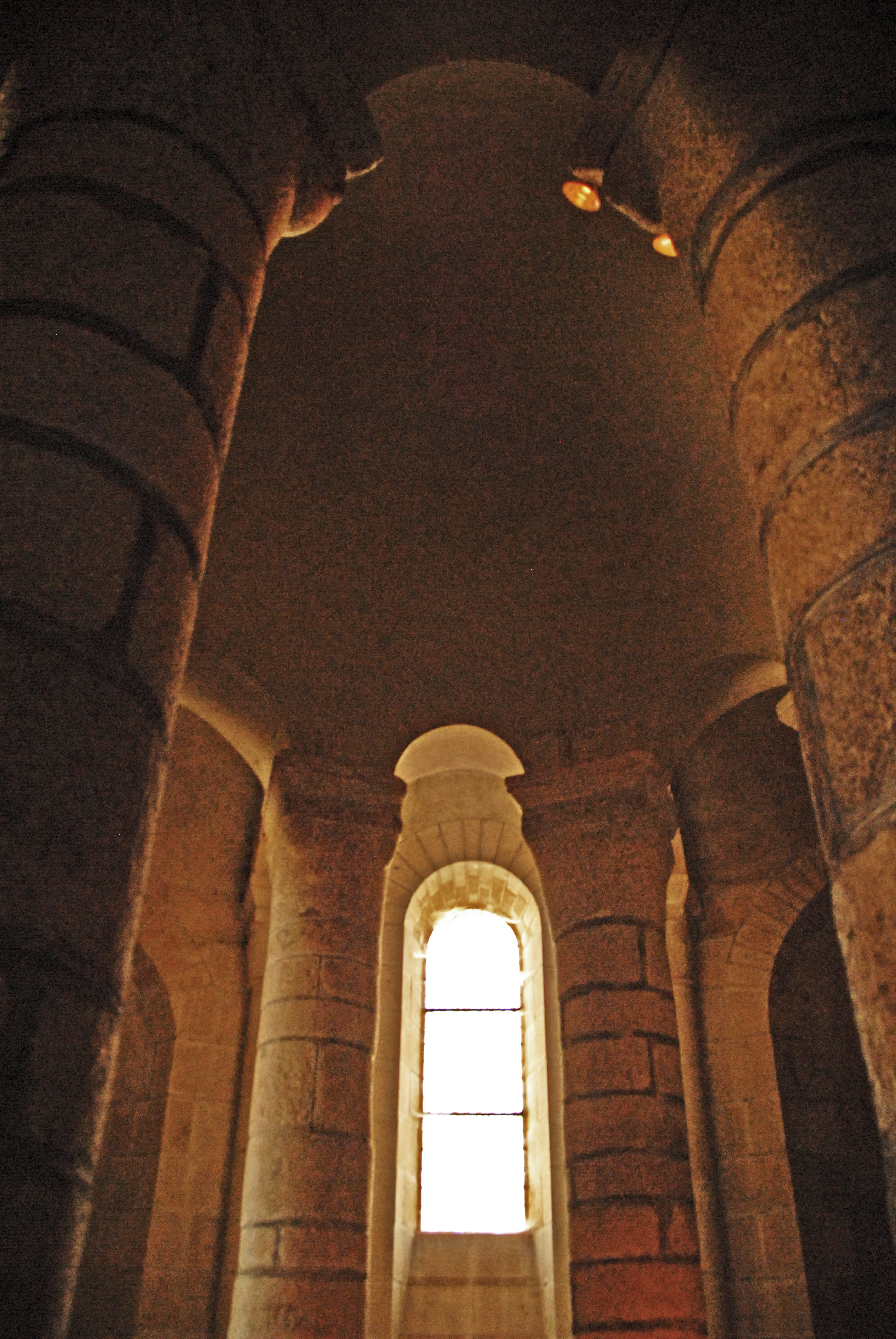
Grabeskapelle, Kuppel auf Arkadenkranz
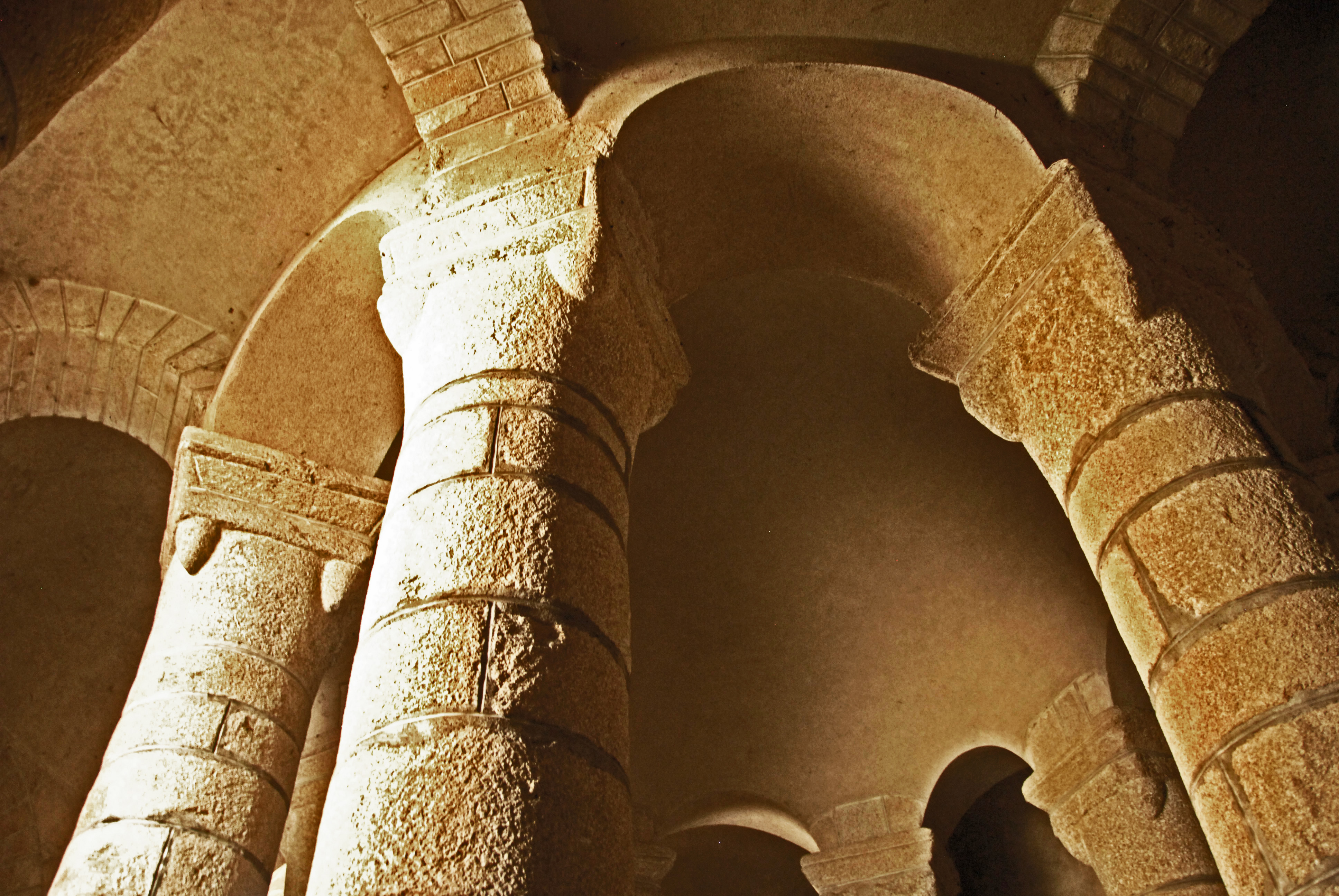
Grabeskapelle, Umgang und Arkadenkranz
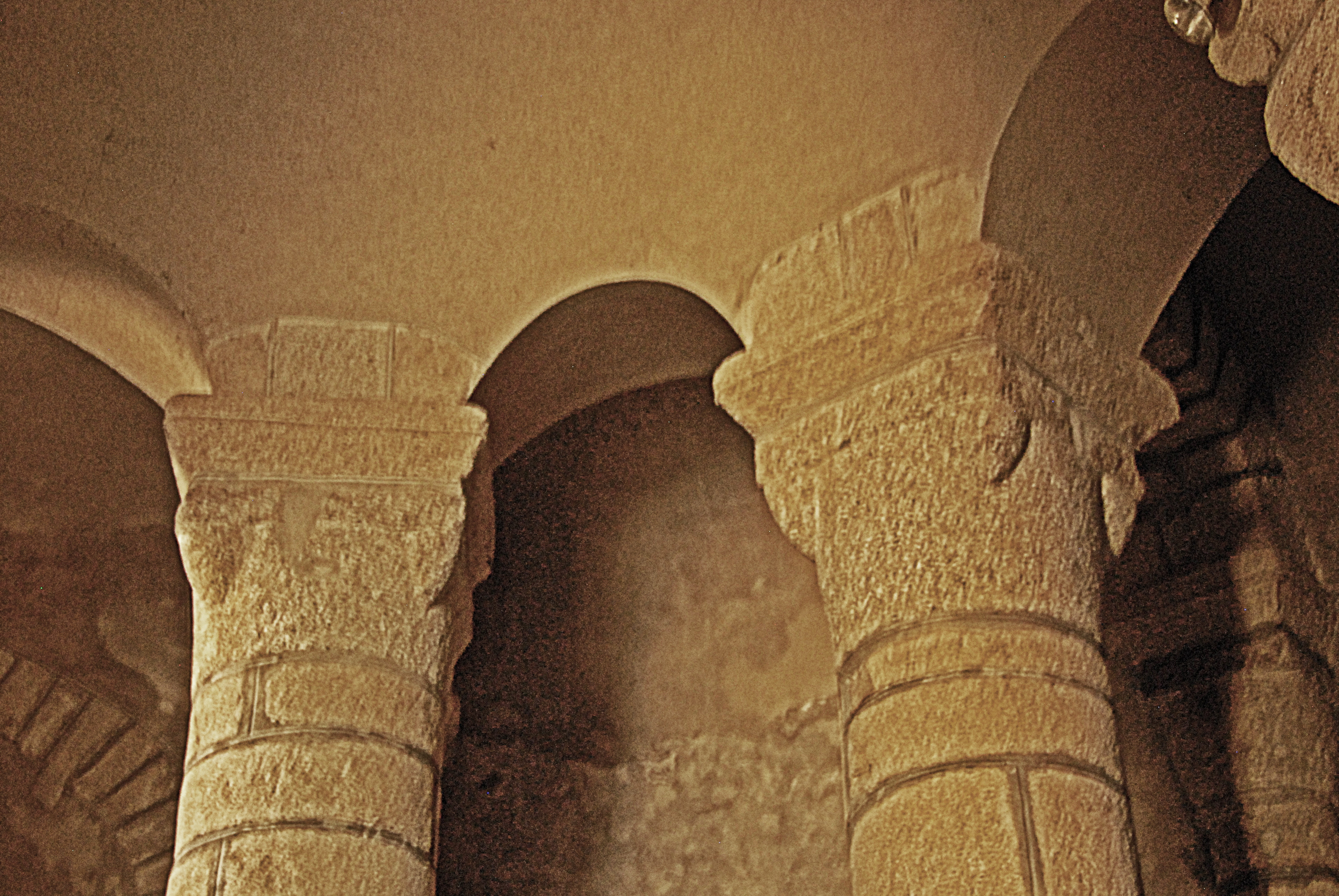
Grabeskapelle, Arkadenkranz
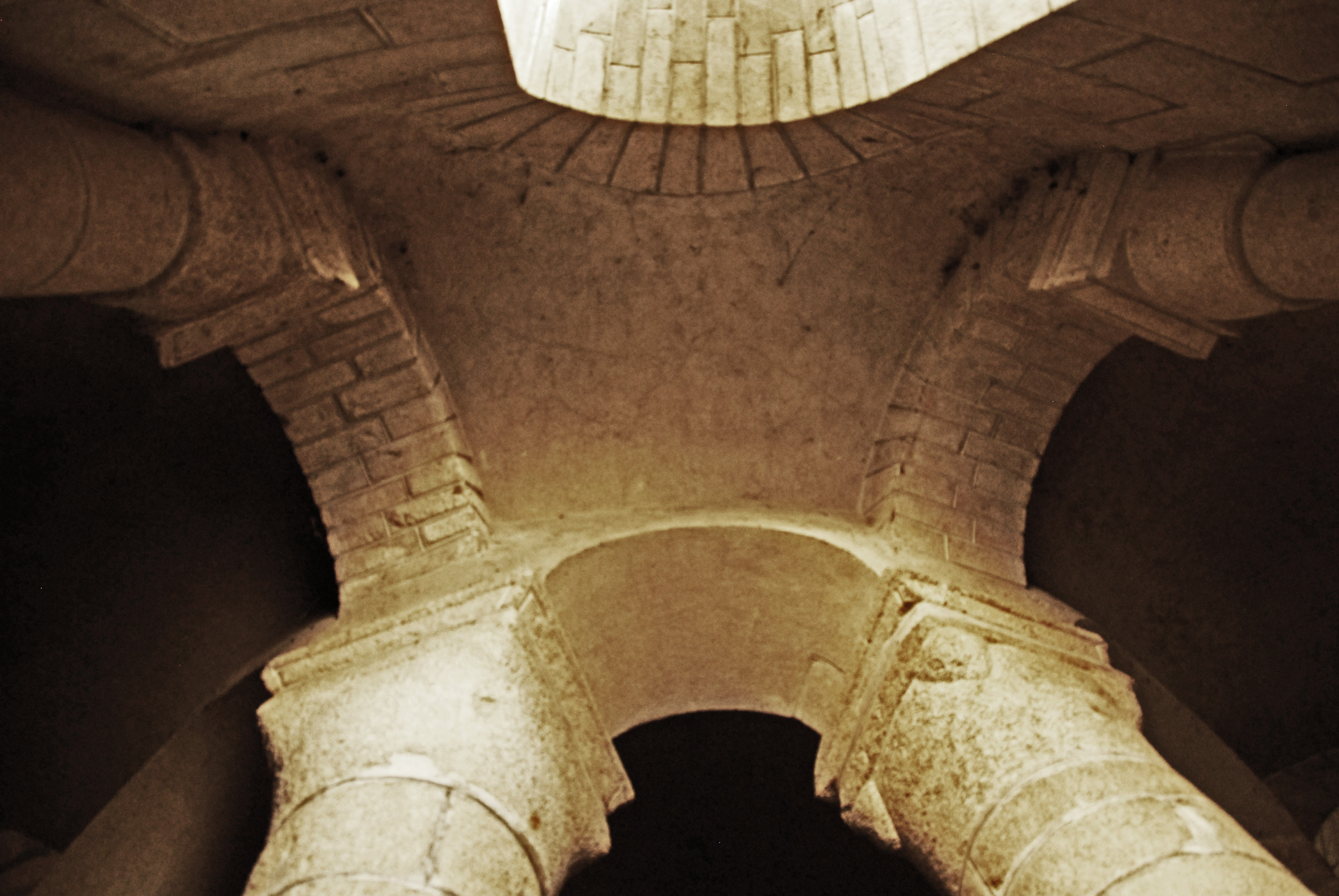
Grabeskapelle, Umgangsgewölbe
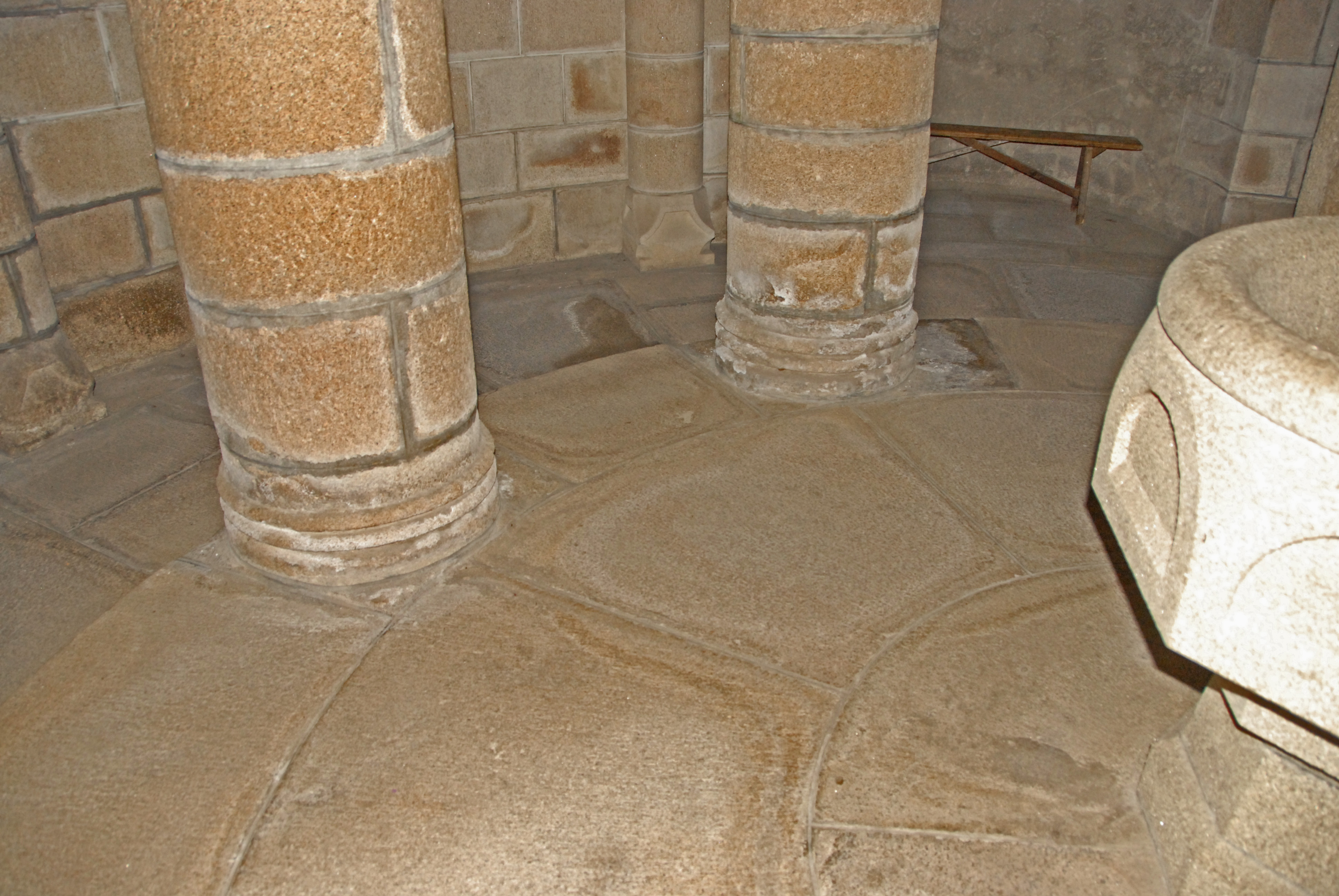
Grabeskapelle, Säulenbasen
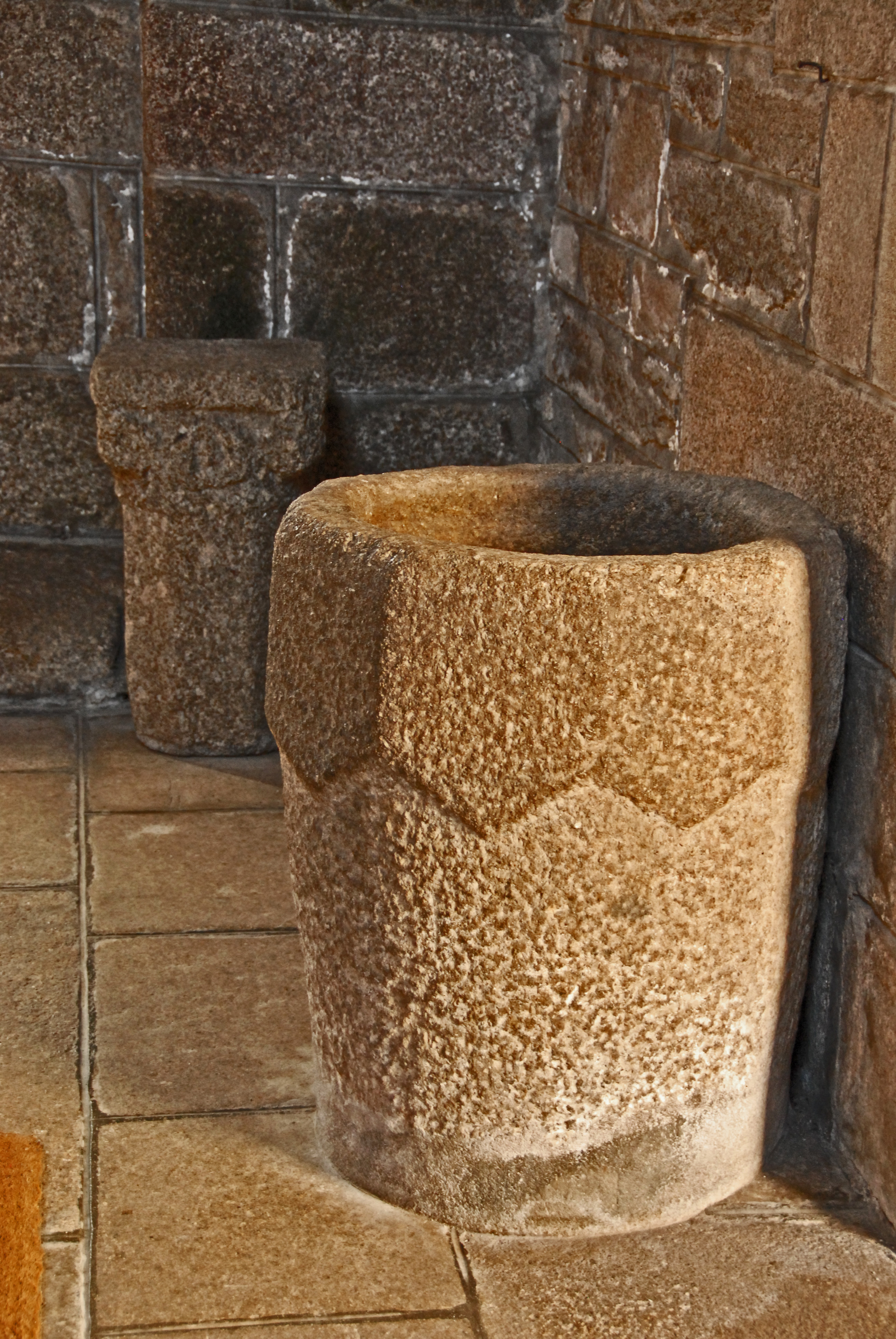
Grabeskapelle, Weihwasserbecken

### Inventar
Auf der Südwand des südlichen Querhausarms ist in einer rundbogigen Wandnische das Grab des heiligen Leonhard in Form eines Sarkophags untergebracht. An deren Rückwand sind die Ketten angebracht, mit denen er immer dargestellt wird. Nach der Tradition sollen Frauen, die heiraten und Kinder bekommen wollen, dessen Bügel berühren. Die Handfesseln sind auch auf dem Wappen der Stadt Saint-Léonard-de-Noblat dargestellt.
Das Chorgestühl wurde im Jahr 1480 aus Eiche geschnitzt. Die Unterseiten der Klappsitze und die Knäufe der Armlehnen sind individuell skulptiert mit Darstellungen, die vom Humor der Kunsthandwerker zeugen.

Galerie Chorgestühl
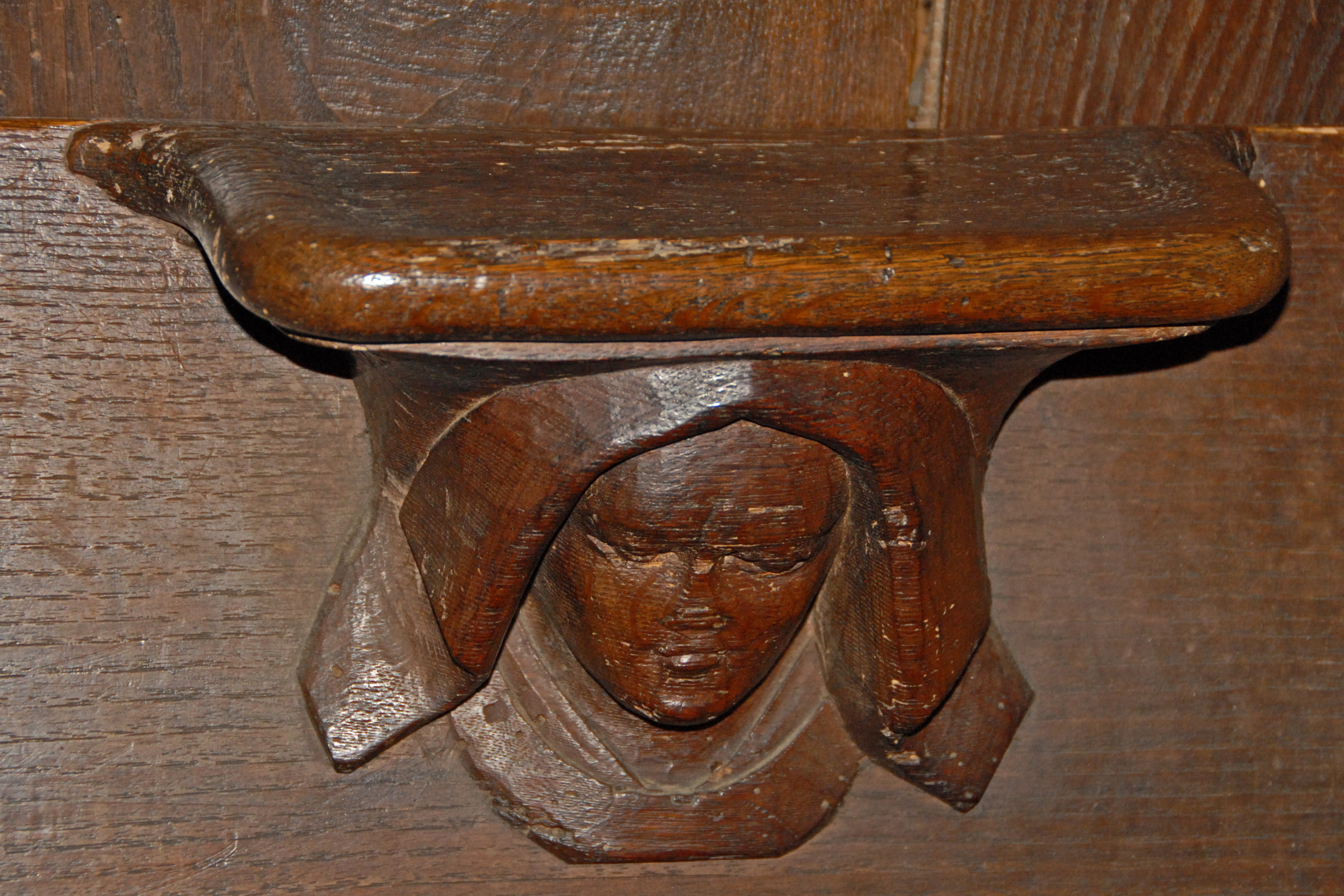
Detail Chorgestühl, Nonne
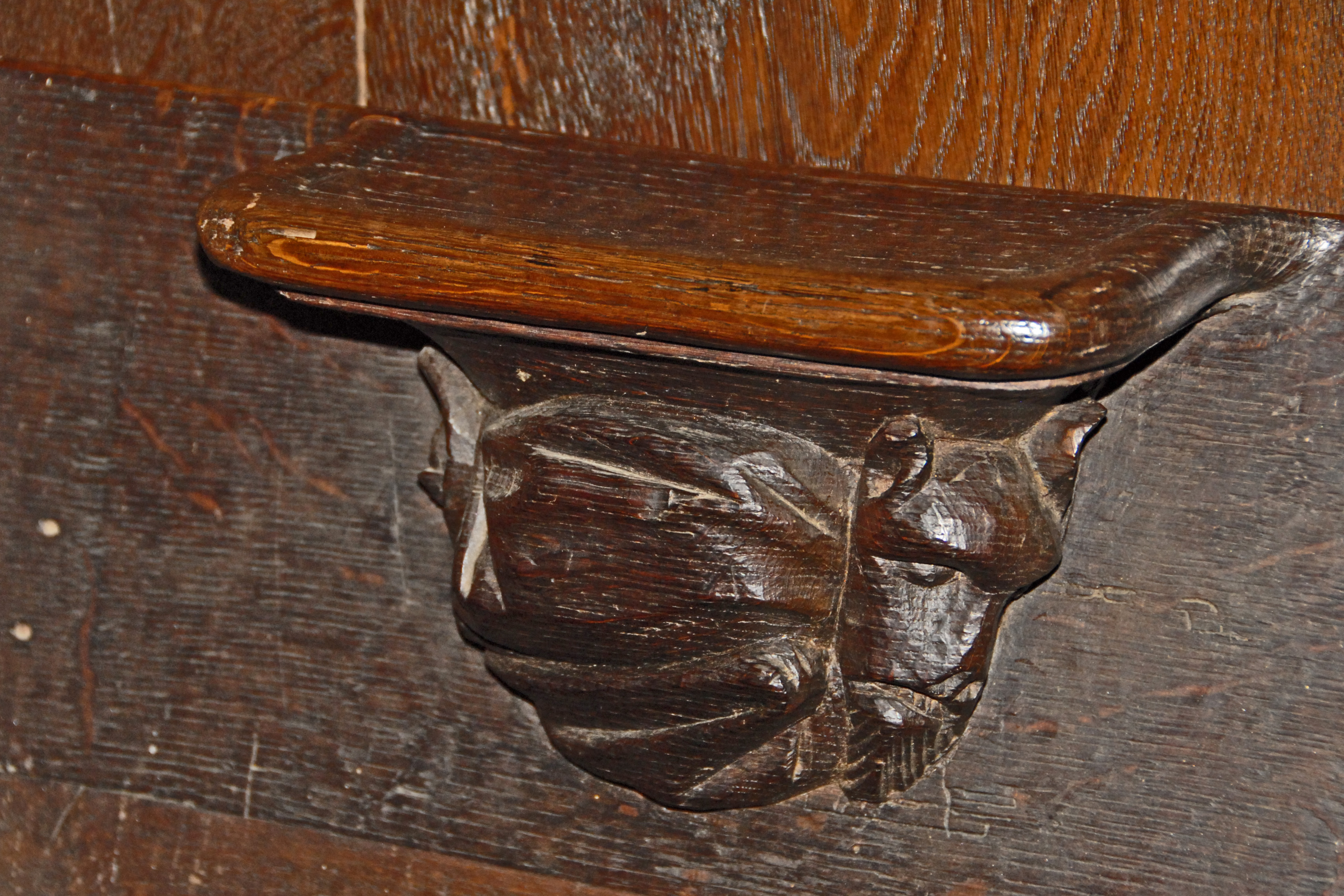
Detail Chorgestühl, Tier
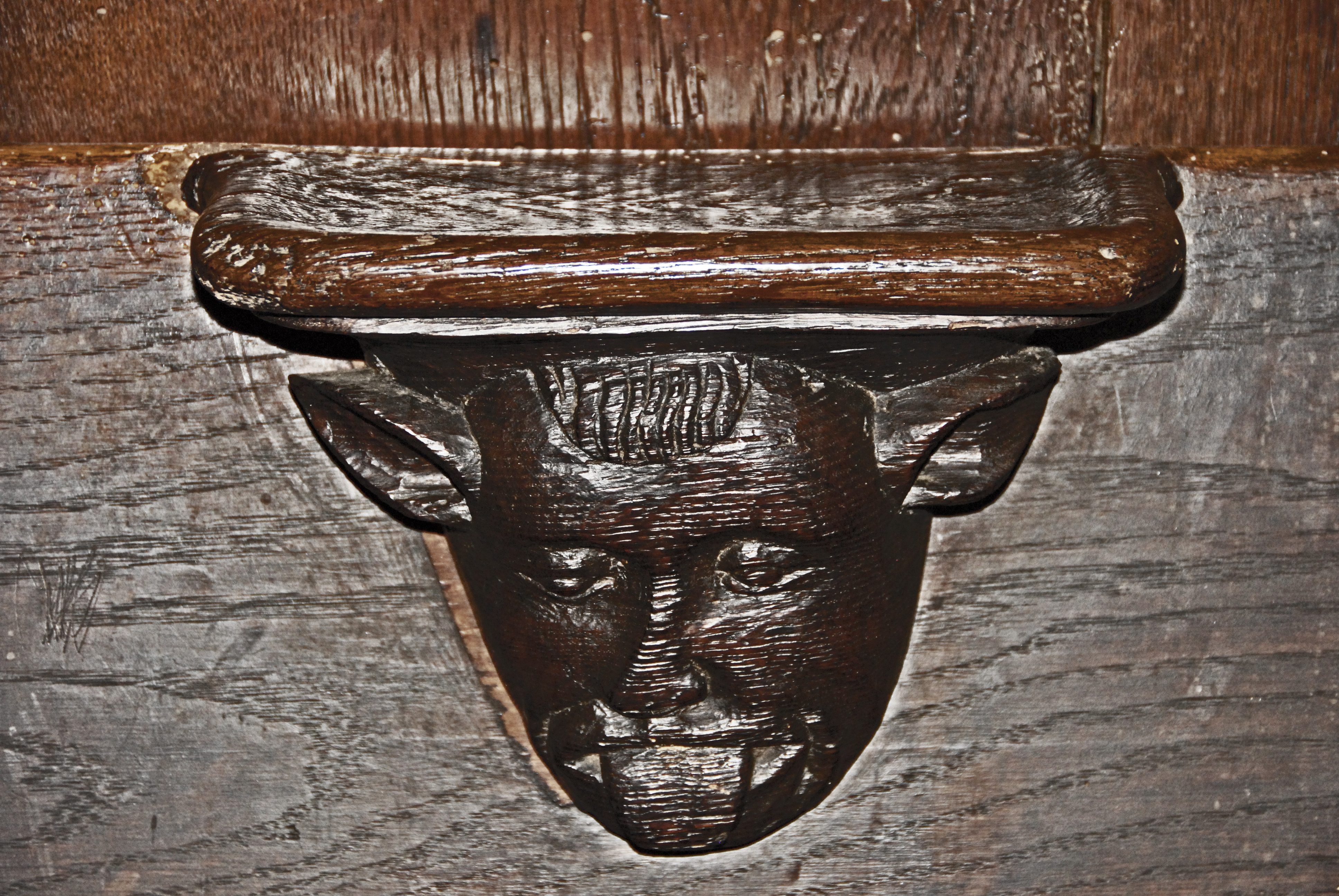
Detail Chorgestühl, Fratze
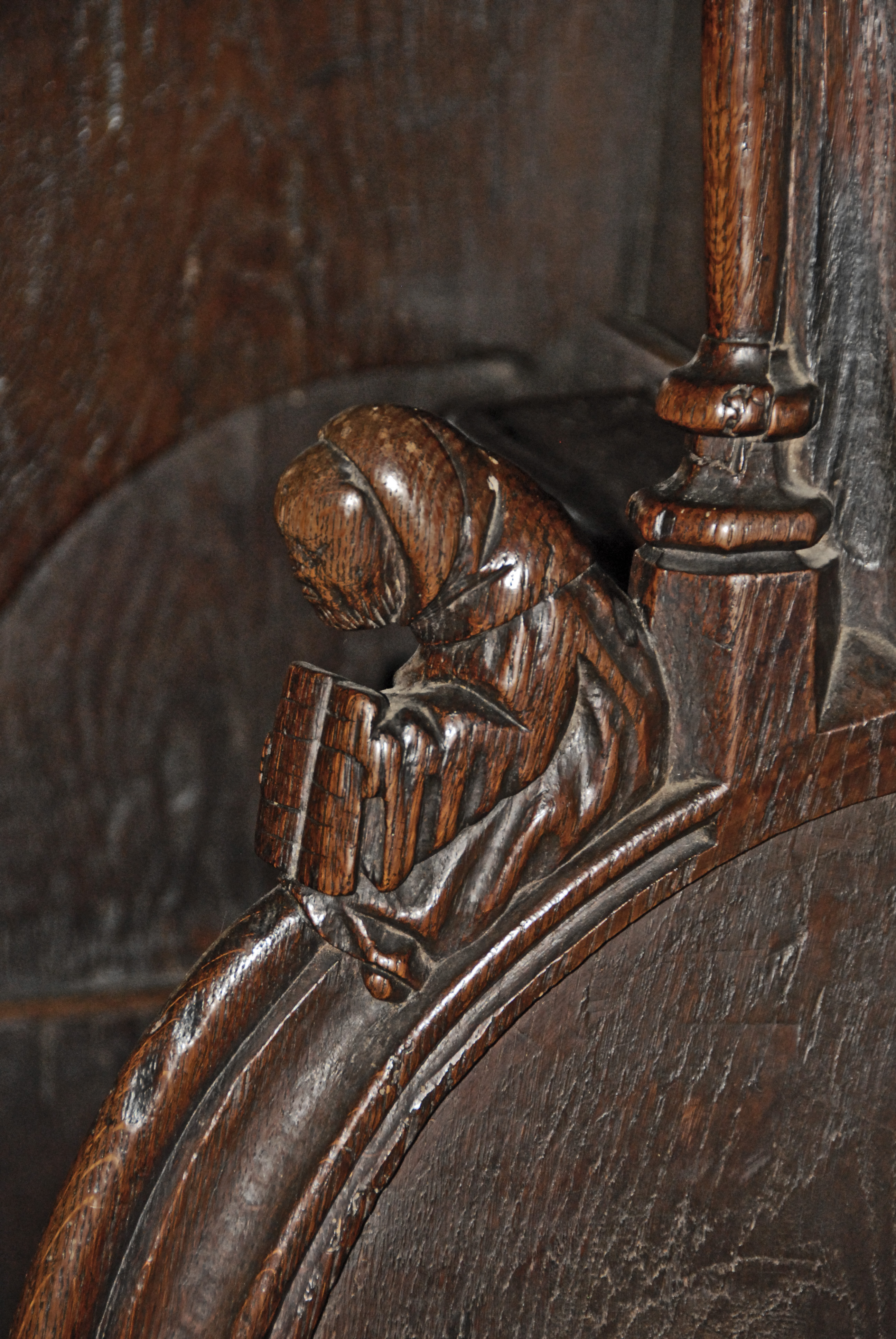
Detail Chorgestühl, Mönch
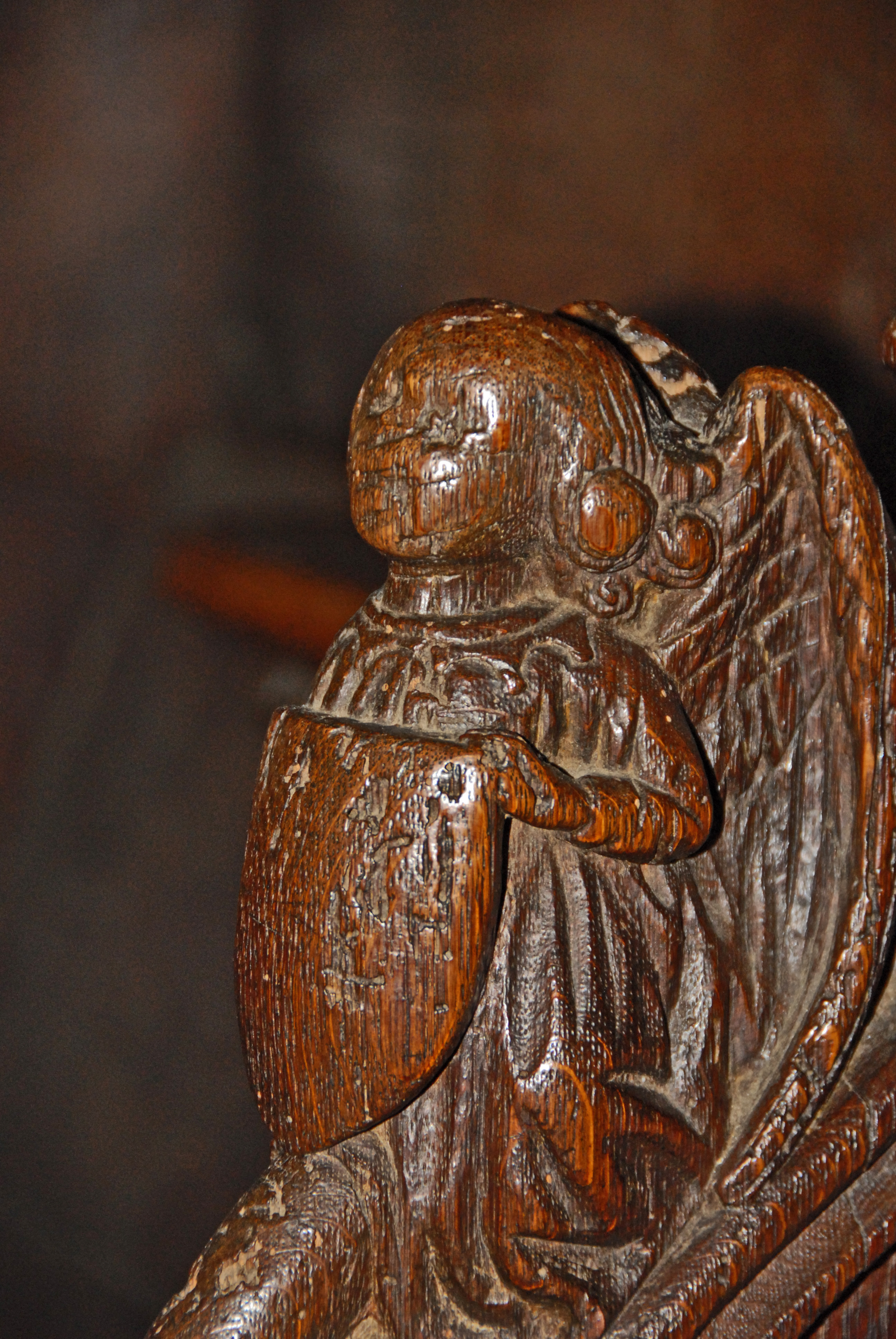
Detail Chorgestühl, Engel mit Wappen
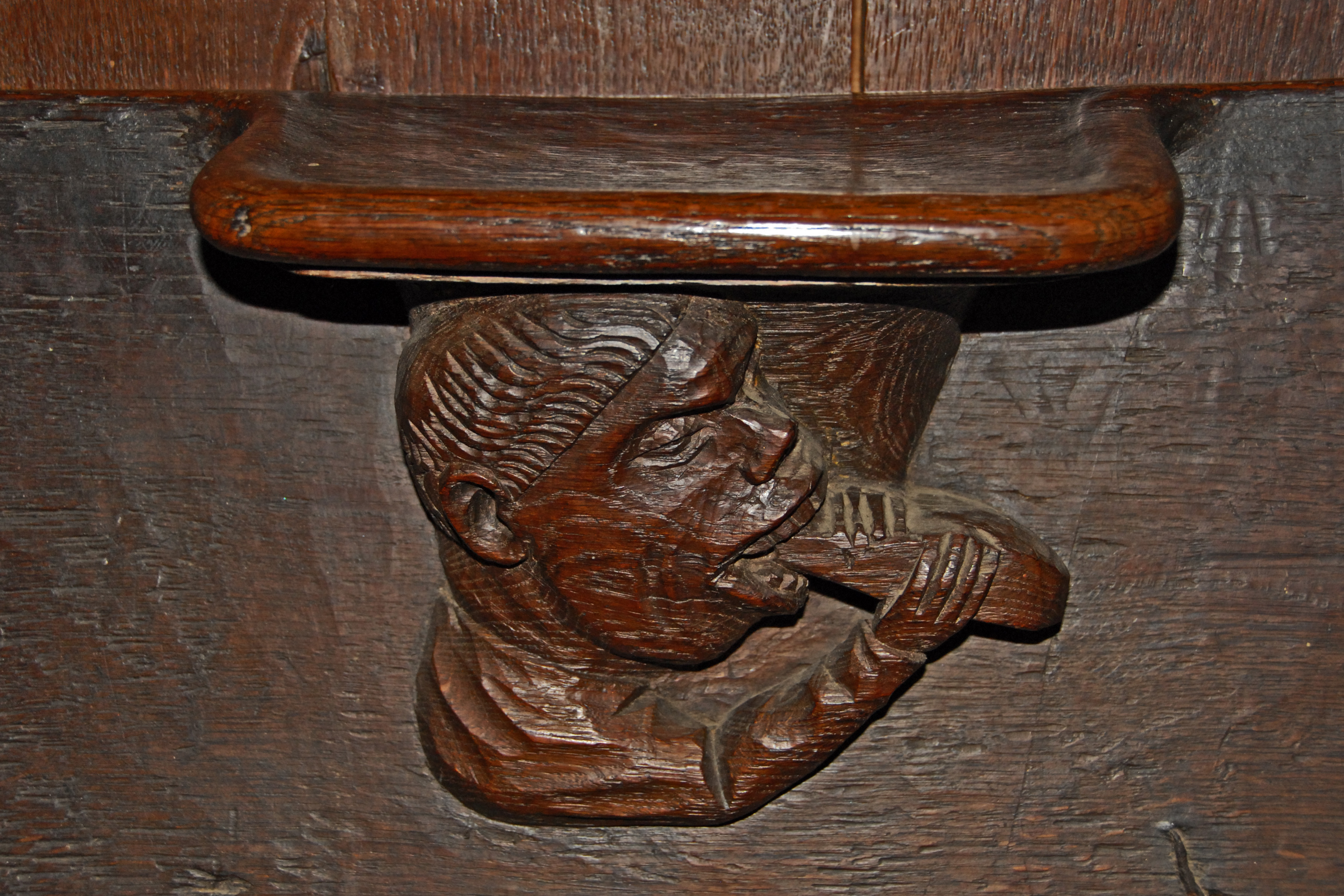
Detail Chorgestühl, beim Essen
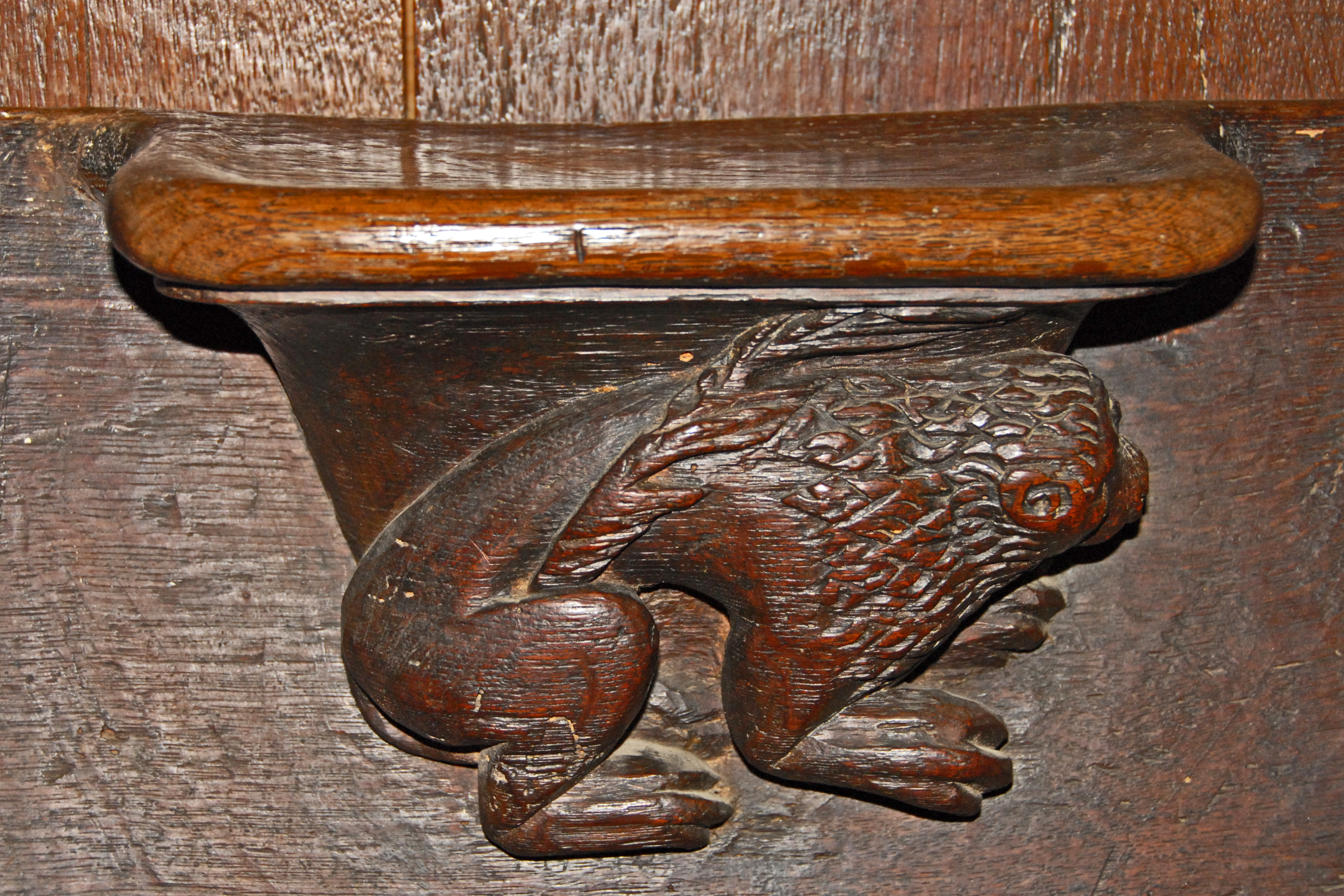
Detail Chorgestühl, Löwe
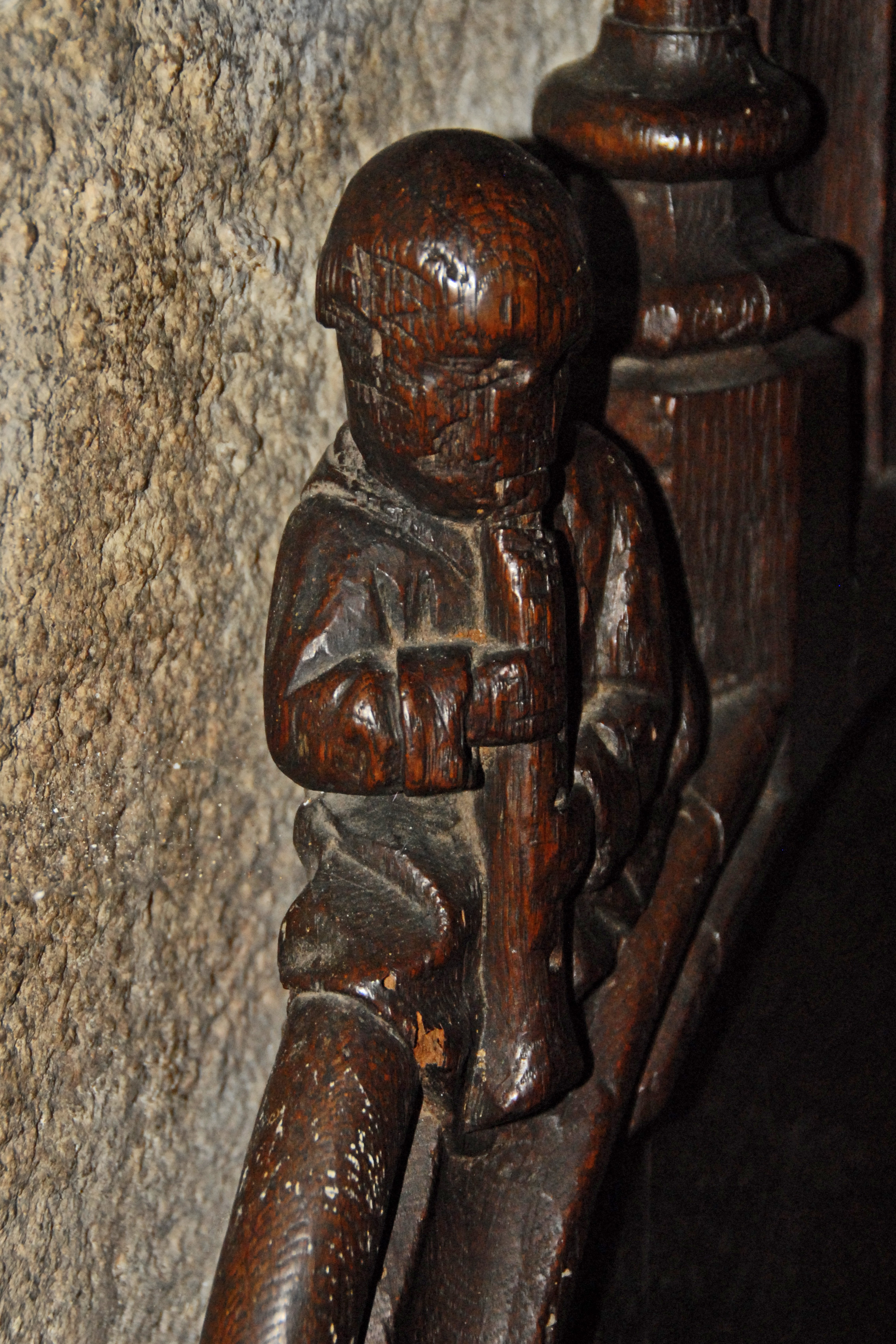
Detail Chorgestühl, Musiker

Der Hauptaltar in der Chorapsis wurde im 18. Jahrhundert aus vergoldetem Holz geschaffen.
In den Nischen des Langhauses und in den Radialkapellen sind verschiedene Skulpturen aufgestellt, wie etwa zwei Pietas, die Figur des heiligen Rochus, zwei Madonnen mit Kind auf dem Arm und andere.

Galerie Skulpturen
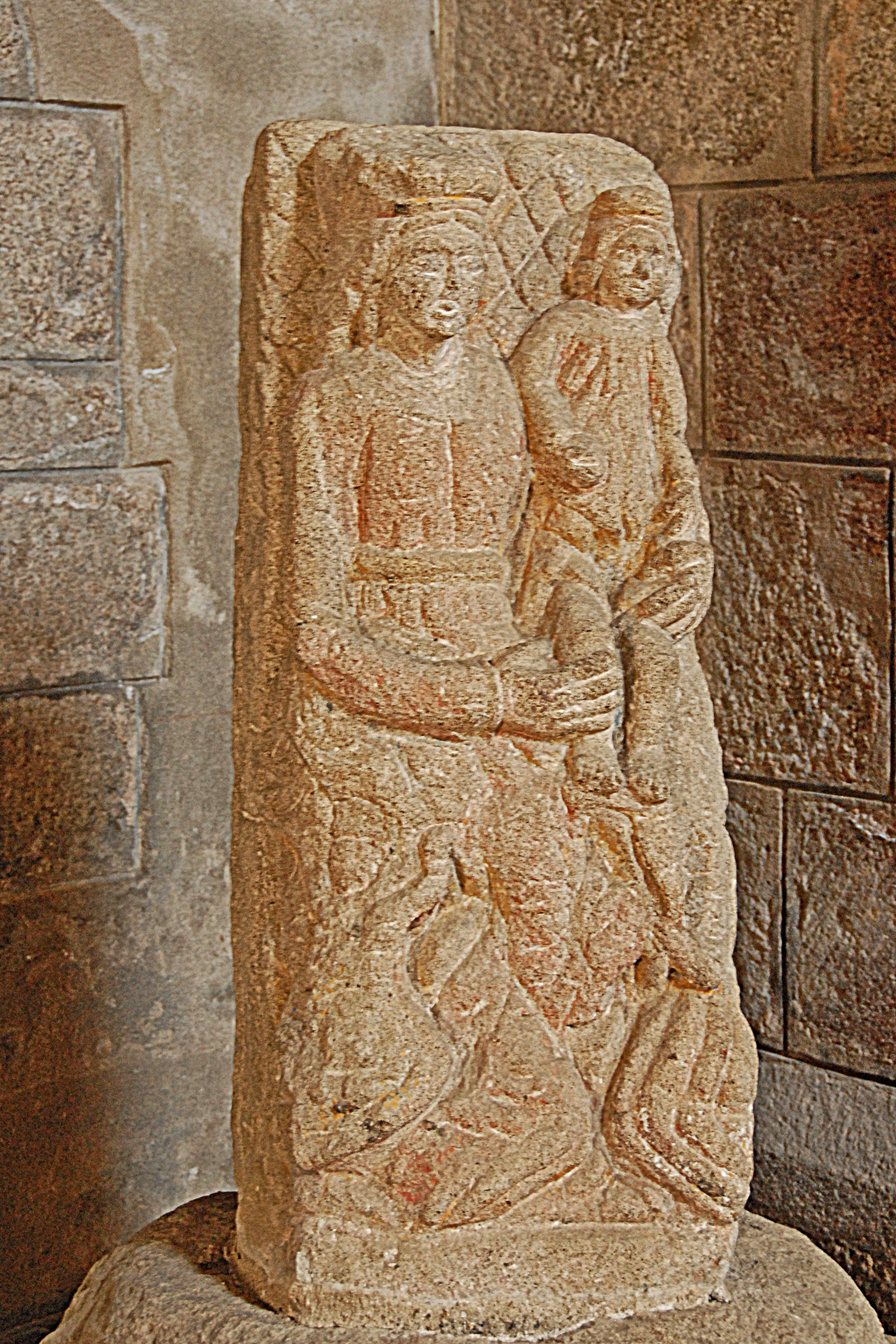
Madonna mit Kind
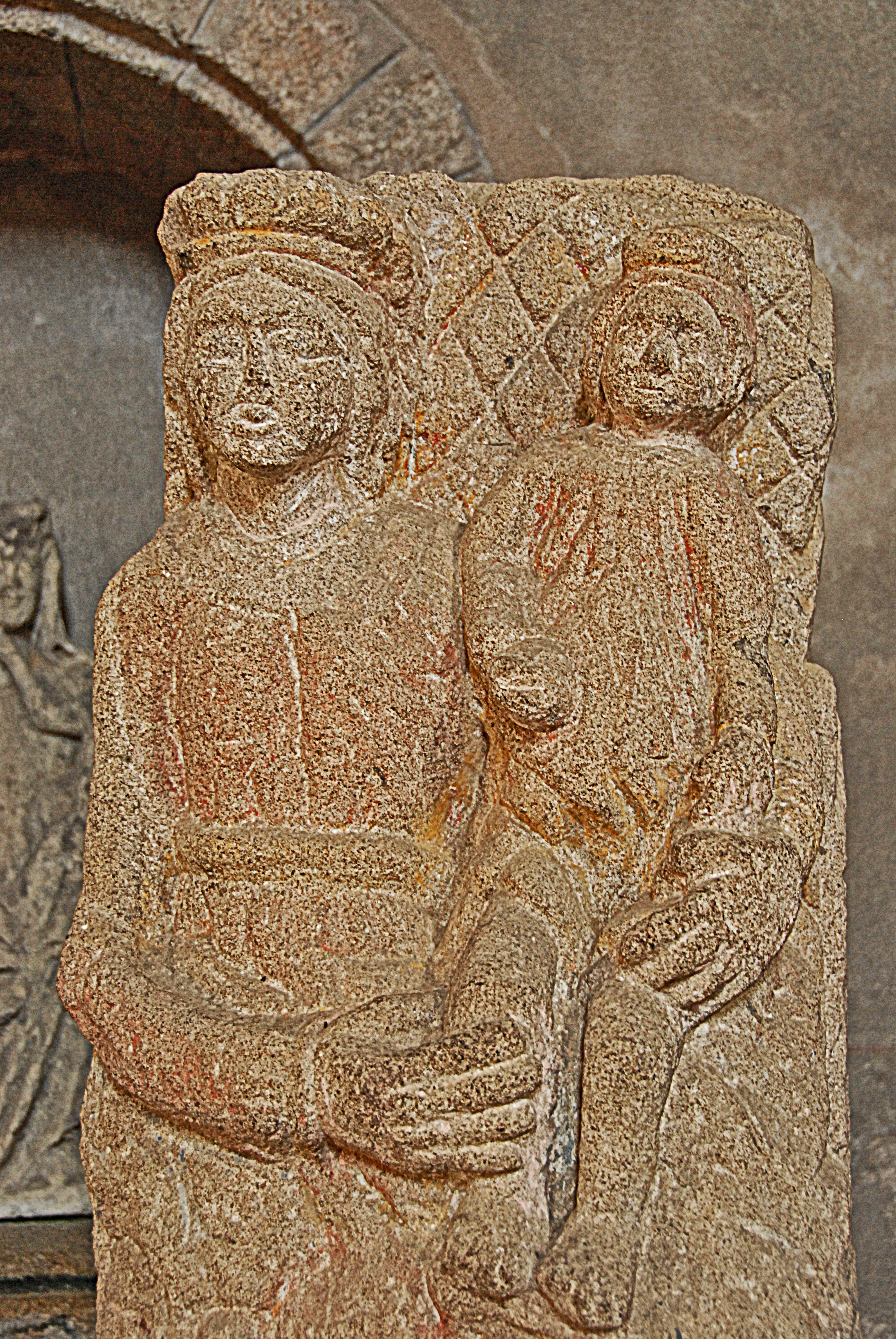
Madonna mit Kind, Detail
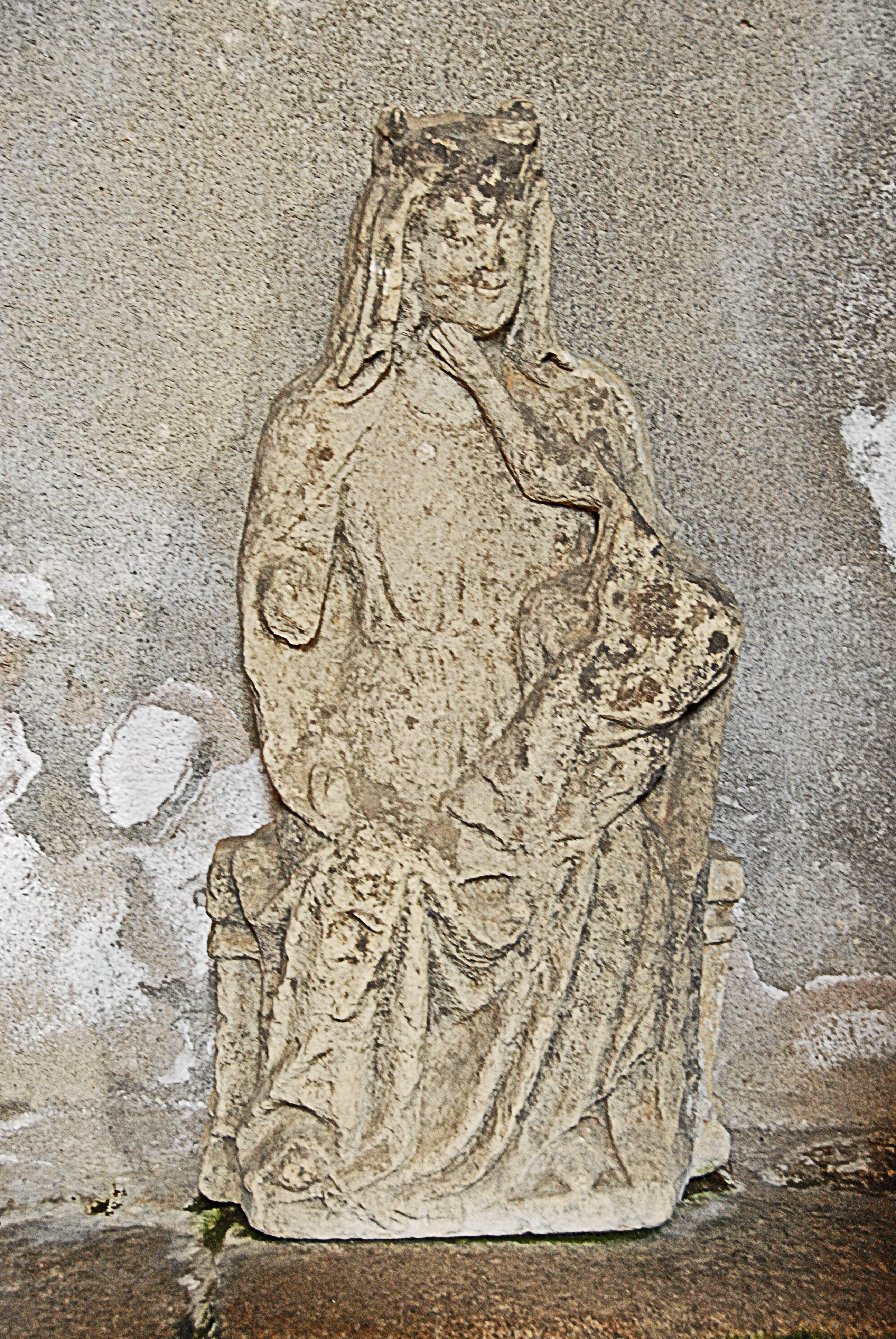
Madonna mit Kind (2)
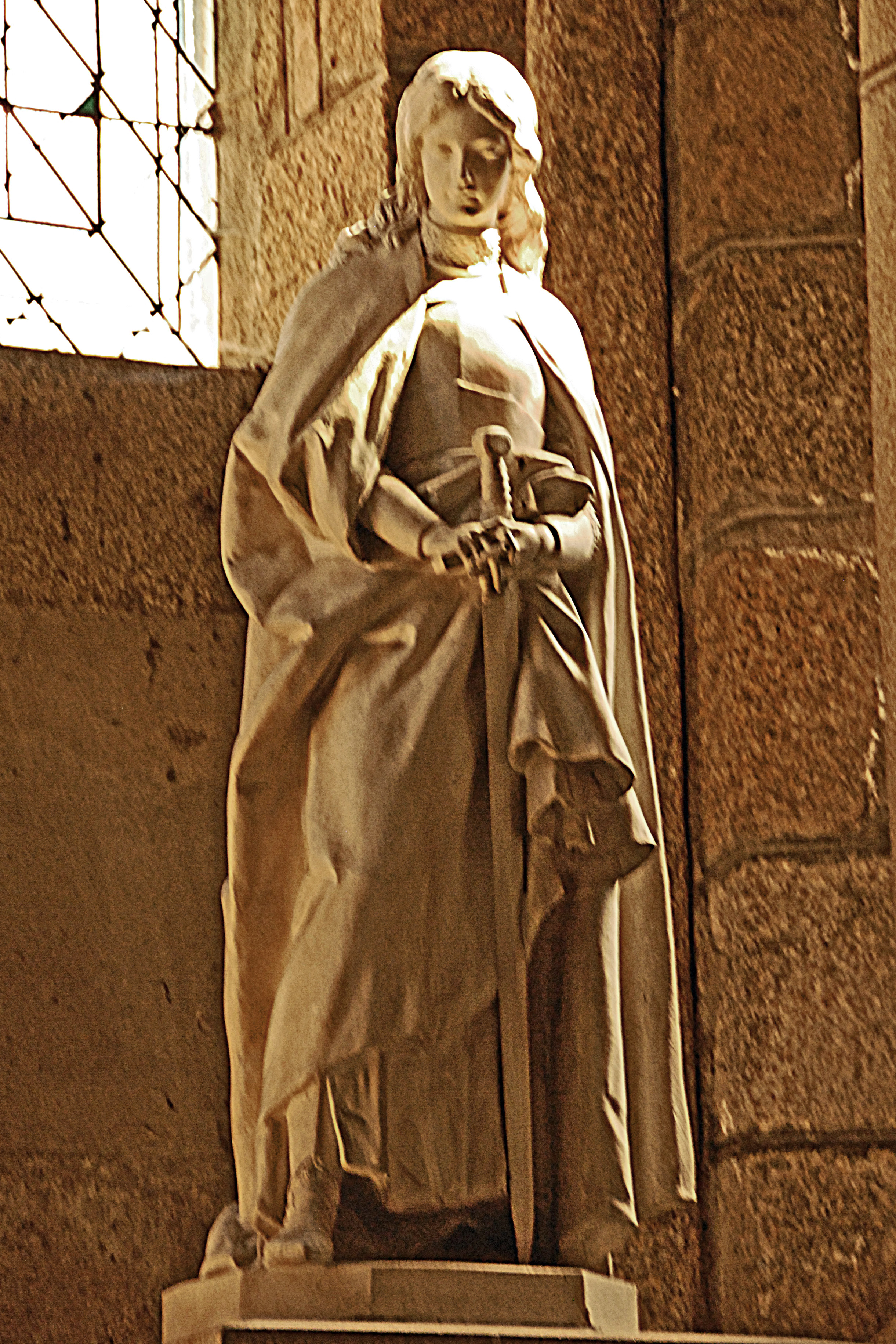
Frau mit Schwert
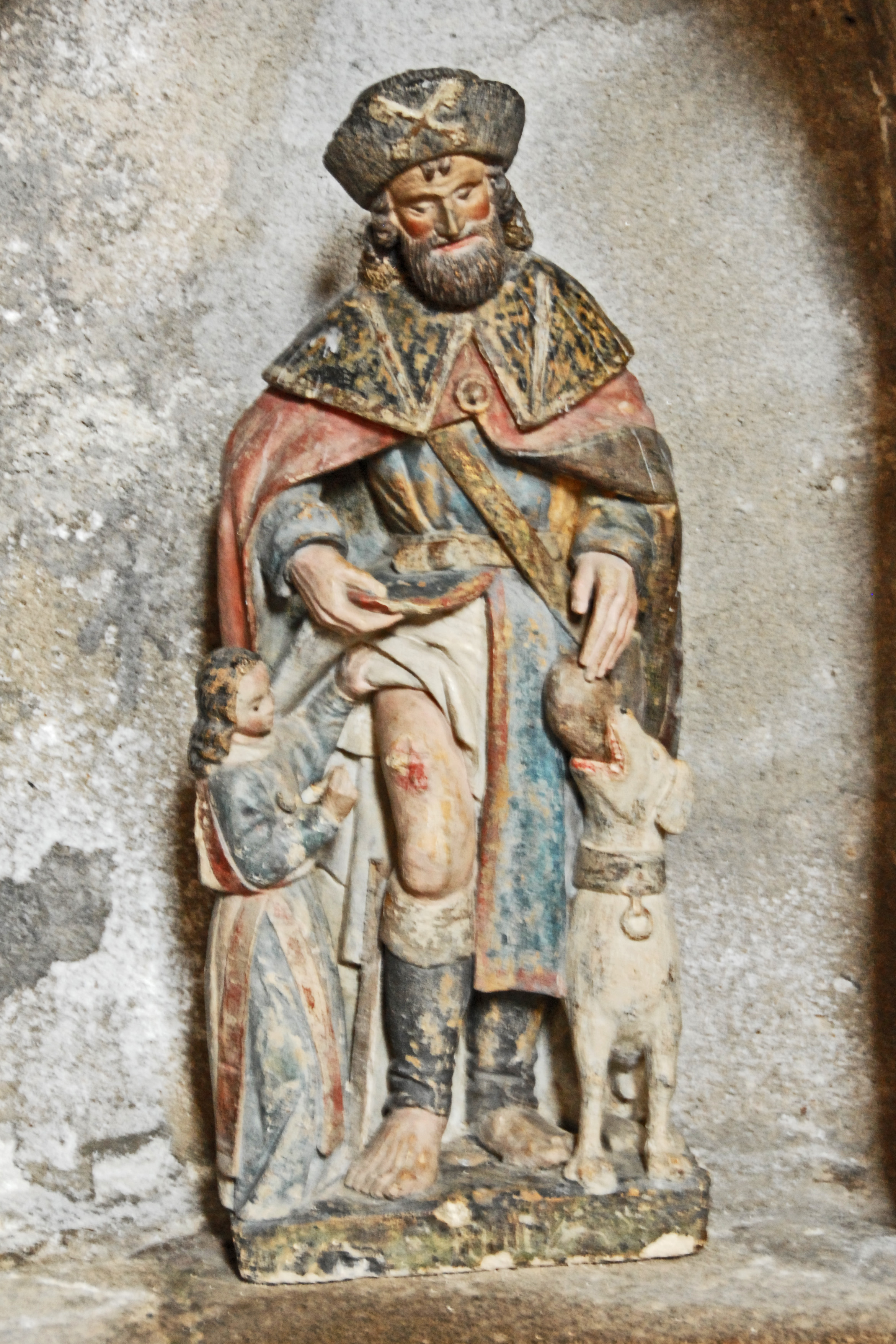
Heiliger Rochus

Auf der Nordseite des Langhauses steht neben dem Portal ein Kreuz mit Wetterhahn, beide aus Metall, das vermutlich auf dem Turmhelm aufgerichtet war. Ferner wird ein Glockenschlegel gezeigt.

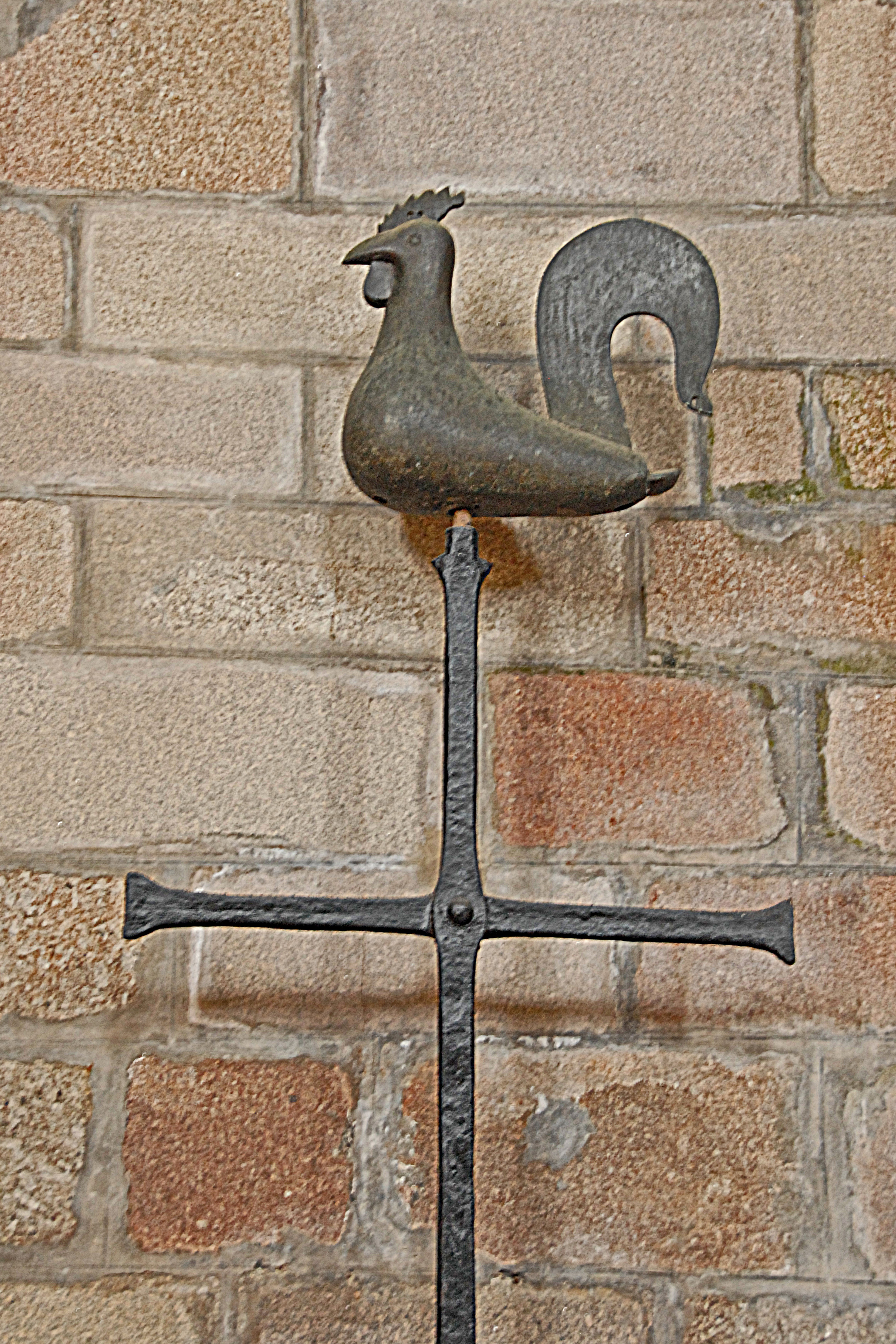
Turmkreuz mit Wetterhahn
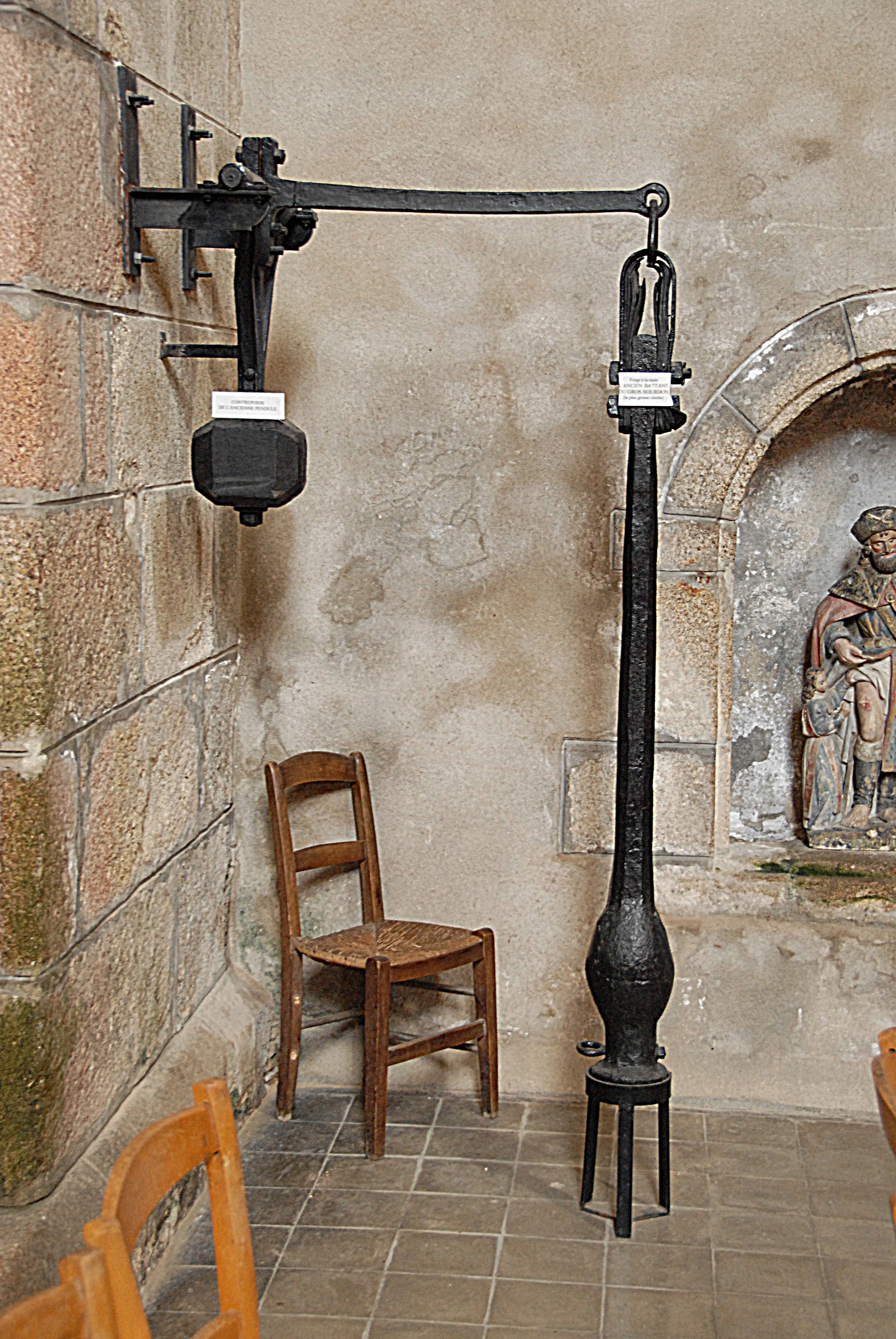
Glockenschlegel